# Vukašin Brajić
Vukašin Brajić (in serbo Вукашин Брајић?; Sanski Most, 9 febbraio 1984) è un cantante pop-rock rock bosniaco, di etnia serba.
Ha partecipato alla versione pan-slava di Operazione trionfo, arrivando secondo.
Ha rappresentato la Bosnia-Erzegovina all'Eurovision Song Contest 2010 con la canzone Thunder and Lightning.

## Vita
Vukašin Brajić è il primo dei tre figli di Simo e Dušanka. Ha un fratello minore e una sorella, Nenad e Nevena. Il suo interesse per la musica è iniziata presto, in terza elementare, quando chiese ai suoi genitori di lasciarlo iscriversi in una scuola di musica, che non era possibile in tempo di guerra. Nel 1994, a causa della guerra, la sua famiglia si è trasferita dalla Bosnia-Erzegovina in Serbia, da Mali Pozarevac a Sopot, dove hanno trascorso due anni prima di trasferirsi a Cacak, dove la famiglia di Brajić vive oggi. Vukašin finitì sia la scuola elementare e superiore a Cacak. I suoi inizi musicali iniziarono a Cacak. Anche se i suoi genitori non potevano permettersi la sua formazione musicale, Vukasin studiato da autodidatta, imparando dai libri e su Internet in questo modo imparò a suonare la chitarra. Ha ottenuto la sua prima chitarra da suo zio prima di compiere quindici anni e poi disse alla sua famiglia:"Un giorno, questa chitarra alimenterà tutti voi". Inoltre ha cantato nel coro di uno studio danza chiamato "Luna" ed era un membro del club dramma. È così che ha maturato esperienze in spettacoli e concorsi. Quando aveva 19 anni, si trasferì da Čačak a Negotin dove si iscrive l'Education Academy Master, che gli ha fornito quello che gli piaceva - il movimento di scena, la musica e il canto. Vukasin piaceva lavorare con i bambini e gli è stato detto che gli alunni sono il suo pubblico, mentre l'aula è la sua scena. Oggi è solo un documento finale di via per guadagnarsi la laurea, che ha rinviato a causa degli sviluppi della sua carriera musicale. Mentre in Negotin, ha vissuto con un amico che gli aveva insegnato molto e lo ha aiutato a perfezionare le sue abilità di chitarra.

## Affect
Mentre era al suo terzo anno di college, si trasferì da Negotin a Belgrado. Vale a dire, nel 2003 a Negotin, ha incontrato Darko Nikodijević e Nemanja Andjelković che ha registrato un paio di canzoni con un sound metal-rock melodico e ha deciso di formare un gruppo, chiamandolo "Affect". Dal momento che non avevano la voce solista e, rendendosi conto che Vukašin è un buon cantante che ama la musica e suona la chitarra, che gli hanno chiesto di unirsi alla band. Nell'estate del 2004, Vukašin registrato quattro canzoni con loro e gli piacquero subito. Nei primi mesi del 2005, si completò la band, il bassista Nikola Dimitijević e il batterista Željko Despic si unirono alla band. A causa delle cattive condizioni, hanno lavorato su dieci canzoni fino alla fine del 2006. Nell'estate del 2006, hanno contattato Ognjen Uzelac, il regista di "PGP-RTS" (società di etichetta), che ha offerto di rilasciare cd-singolo promozionale di Affect con due canzoni. Nell'autunno del 2006, in studio 5 di PGP-RTS, hanno registrato due canzoni: "Leggi dai miei occhi" (in serbo "Nista više ne ostaje") e una copertura strumentale della canzone tradizionale serba "Ajde Jano", che giocato in stile heavy metal. Nell'aprile 2007, pubblicarono promo-single in 150 copie. Si sono esibiti dal vivo nei locali dove si sono rock n roll a Belgrado, e con l'aiuto di "Beograd 202" radio, hanno anche fatto dei concerti fuori Belgrado. Per molte ragioni, Vukašin era l'unico che voleva perseguire la carriera musicale professionale, alla fine del 2007 la band si congelò. Tuttavia, Darko Nikodijević e Nemanja Andjelković lavorano ancora con Vukašin su progetti futuri come membro della band.

## Lucky Luke
Dopo l'episodio Affect, Vukašin continuato ad esibirsi con Marko Marić in un duo acustico "Lucky Luke" (ex "Ausonia Duo"). I due hanno suonato insieme fino a quando Vukašin entrato nell'"Operacija Trijumf". Avevano fatto anche diverse apparizioni televisive in spettacoli di mattina e le cronache quotidiane.

## Operazione Trionfo
La storia di Vukašin in questo programma iniziò quando il suo compagno di stanza di Negotin lo chiamò e gli ha detto che le selezioni erano già cominciate, così il suo padrino Marko compilò il modulo di domanda. Vukašin, che era a Negotin, al momento, dedicandosi al college, subito iniziò con i preparativi. Tornò a Belgrado e ha speso tutti i soldi che guadagnava da concerti a cantare le classi con il professor Tanja Andrejić, con cui ha lavorato per tre mesi. Dopo aver superato le audizioni, ha fatto alcuni concerti promozionali in tutta la Serbia durante l'estate con altri concorrenti serbi dallo show.
Lo spettacolo è iniziato il 29 settembre 2008. Al primo gala, Vukašin ha cantato due canzoni insieme a Ivana Nikodijević, "Kada padne noć" di Riblja Čorba e "Enter Sandman" dei Metallica. Ha ottenuto la sua prima nomination al secondo Gala, ma non ha ottenuto la spiegazione del perché è stato nominato. È stato poi salvato dall'accademia. All'ottava Gala ha ottenuto la sua prima nomination dopo di che è stato lasciato alla mercé del pubblico e dei loro voti. Nella prima "battaglia" con Đorđe Gogov, fu il favorito, Vukašin riuscito ad andare al turno successivo. Nella stessa notte, si è esibito "More Than Words" di Extreme, che rimane come una delle sue migliori performance in cui ha mostrato la sua abilità con la chitarra acustica. Poi si è esibito "Are You Gonna Go My Way" di Lenny Kravitz a fianco di Đorđe Gogov. La serie di nomine continuano al prossimo Gala, e lui era ancora dipendente dalla votazione del pubblico. Al 10 ° Gala è stato nominato di nuovo, questa volta con Nikola Sarić. Dopo il pubblico lo ha scelto su Nikola Sarić, era anche il favorito del pubblico ancora una volta, Vukašin si è guadagnato il soprannome di "killer dei favoriti". Ha concluso ottenendo il secondo posto. Statistica ufficiale afferma di aver ricevuto circa 330 000 voti.
Vukašin durante lo show ha ottenuto il sostegno del pubblico di ogni età e di tutte le parti della ex Repubblica socialista federale di Jugoslavia. Si diceva che lui era l'uomo che ha riunito persone di tutte le ex repubbliche. Egli è ricordato per le sue eccellenti performance vocali e teatrali, che, come la giuria ha valutato, lo hanno portato la "più alta media di tutti gli studenti". 
Egli è anche ricordato per la sua dichiarazione: "Le persone che scrivono sul forum sono il peggio e io sono uno di loro." che lui un favorito nella comunità.

## Risultati e performance
| Gala#      | Gala#      | Gala#      | Gala#      | Gala#      | Gala#      | Gala#      | Gala#      | Gala#      | Gala#      | Gala#      | Gala#      | Gala#      | Gala#      | Gala#      | Gala#      | Gala#      | Gala#      | Gala#      | Gala#      | Gala#      | Gala#      | Gala#      | Gala#      | Gala#      | Gala#      | Gala#      | Gala#      | Gala#      | Gala#      | Gala#      | Gala#      | Gala#      | Gala#      | Gala#      | Gala#      | Gala#      | Gala#      | Gala#      | Gala#      | Gala#      | Gala#      | Gala#      | Gala#      | Gala#      | Gala#      | Gala#      | Gala#      | Gala#      | Gala#      | Gala#      | Gala#      | Gala#      | Gala#      | Gala#      | Gala#      | Gala#      | Gala#      | Gala#      | Gala#      | Gala#      | Gala#      | Gala#      | Gala#      | Gala#      | Gala#      | Gala#      | Gala#      | Gala#      | Gala#      | Gala#      | Gala#      | Gala#      | Gala#      | Gala#      | Gala#      | Gala#      | Gala#      | Gala#      | Gala#      | Gala#      | Gala#      | Gala#      | Gala#      | Gala#      | Gala#      | Gala#      | Gala#      | Gala#      | Gala#      | Song                                                                 | Song                                                                 | Song                                                                 | Song                                                                 | Song                                                                 | Song                                                                 | Song                                                                 | Song                                                                 | Song                                                                 | Song                                                                 | Song                                                                 | Song                                                                 | Song                                                                 | Song                                                                 | Song                                                                 | Song                                                                 | Song                                                                 | Song                                                                 | Song                                                                 | Song                                                                 | Song                                                                 | Song                                                                 | Song                                                                 | Song                                                                 | Song                                                                 | Song                                                                 | Song                                                                 | Song                                                                 | Song                                                                 | Song                                                                 | Song                                                                 | Song                                                                 | Song                                                                 | Song                                                                 | Song                                                                 | Song                                                                 | Song                                                                 | Song                                                                 | Song                                                                 | Song                                                                 | Song                                                                 | Song                                                                 | Song                                                                 | Song                                                                 | Song                                                                 | Song                                                                 | Song                                                                 | Song                                                                 | Song                                                                 | Song                                                                 | Song                                                                 | Song                                                                 | Song                                                                 | Song                                                                 | Song                                                                 | Song                                                                 | Song                                                                 | Song                                                                 | Song                                                                 | Song                                                                 | Song                                                                 | Song                                                                 | Song                                                                 | Song                                                                 | Song                                                                 | Song                                                                 | Song                                                                 | Song                                                                 | Song                                                                 | Song                                                                 | Song                                                                 | Song                                                                 | Song                                                                 | Song                                                                 | Song                                                                 | Song                                                                 | Song                                                                 | Song                                                                 | Song                                                                 | Song                                                                 | Song                                                                 | Song                                                                 | Song                                                                 | Song                                                                 | Song                                                                 | Song                                                                 | Song                                                                 | Song                                                                 | Song                                                                 | Song                                                                 | Song                                                                 | Song                                                                 | Song                                                                 | Song                                                                 | Song                                                                 | Song                                                                 | Song                                                                 | Song                                                                 | Song                                                                 | Song                                                                 | Performance                                                                    | Performance                                                                    | Performance                                                                    | Performance                                                                    | Performance                                                                    | Performance                                                                    | Performance                                                                    | Performance                                                                    | Performance                                                                    | Performance                                                                    | Performance                                                                    | Performance                                                                    | Performance                                                                    | Performance                                                                    | Performance                                                                    | Performance                                                                    | Performance                                                                    | Performance                                                                    | Performance                                                                    | Performance                                                                    | Performance                                                                    | Performance                                                                    | Performance                                                                    | Performance                                                                    | Performance                                                                    | Performance                                                                    | Performance                                                                    | Performance                                                                    | Performance                                                                    | Performance                                                                    | Performance                                                                    | Performance                                                                    | Performance                                                                    | Performance                                                                    | Performance                                                                    | Performance                                                                    | Performance                                                                    | Performance                                                                    | Performance                                                                    | Performance                                                                    | Performance                                                                    | Performance                                                                    | Performance                                                                    | Performance                                                                    | Performance                                                                    | Performance                                                                    | Performance                                                                    | Performance                                                                    | Performance                                                                    | Performance                                                                    | Performance                                                                    | Performance                                                                    | Performance                                                                    | Performance                                                                    | Performance                                                                    | Performance                                                                    | Performance                                                                    | Performance                                                                    | Performance                                                                    | Performance                                                                    | Performance                                                                    | Performance                                                                    | Performance                                                                    | Performance                                                                    | Performance                                                                    | Performance                                                                    | Performance                                                                    | Performance                                                                    | Performance                                                                    | Performance                                                                    | Performance                                                                    | Performance                                                                    | Performance                                                                    | Performance                                                                    | Performance                                                                    | Performance                                                                    | Performance                                                                    | Performance                                                                    | Performance                                                                    | Performance                                                                    | Performance                                                                    | Performance                                                                    | Performance                                                                    | Performance                                                                    | Performance                                                                    | Performance                                                                    | Performance                                                                    | Performance                                                                    | Performance                                                                    | Performance                                                                    | Performance                                                                    | Performance                                                                    | Performance                                                                    | Performance                                                                    | Performance                                                                    | Performance                                                                    | Performance                                                                    | Performance                                                                    | Performance                                                                    | Performance                                                                    | Performance                                                                    | Performance                                                                    | Performance                                                                    | Performance                                                                    | Performance                                                                    | Performance                                                                    | Performance                                                                    | Performance                                                                    | Performance                                                                    | Performance                                                                    | Performance                                                                    | Performance                                                                    | Performance                                                                    | Performance                                                                    | Performance                                                                    | Performance                                                                    | Performance                                                                    | Performance                                                                    | Performance                                                                    | Performance                                                                    | Performance                                                                    | Performance                                                                    | Performance                                                                    | Performance                                                                    | Performance                                                                    | Performance                                                                    | Performance                                                                    | Performance                                                                    | Performance                                                                    | Performance                                                                    | Artista originale                         | Artista originale                         | Artista originale                         | Artista originale                         | Artista originale                         | Artista originale                         | Artista originale                         | Artista originale                         | Artista originale                         | Artista originale                         | Artista originale                         | Artista originale                         | Artista originale                         | Artista originale                         | Artista originale                         | Artista originale                         | Artista originale                         | Artista originale                         | Artista originale                         | Artista originale                         | Artista originale                         | Artista originale                         | Artista originale                         | Artista originale                         | Artista originale                         | Artista originale                         | Artista originale                         | Artista originale                         | Artista originale                         | Artista originale                         | Artista originale                         | Artista originale                         | Artista originale                         | Artista originale                         | Artista originale                         | Artista originale                         | Artista originale                         | Artista originale                         | Artista originale                         | Artista originale                         | Artista originale                         | Artista originale                         | Artista originale                         | Artista originale                         | Artista originale                         | Artista originale                         | Artista originale                         | Artista originale                         | Artista originale                         | Artista originale                         | Artista originale                         | Artista originale                         | Artista originale                         | Artista originale                         | Artista originale                         | Artista originale                         | Artista originale                         | Artista originale                         | Artista originale                         | Artista originale                         | Artista originale                         | Artista originale                         | Artista originale                         | Artista originale                         | Artista originale                         | Artista originale                         | Artista originale                         | Artista originale                         | Artista originale                         | Artista originale                         | Artista originale                         | Artista originale                         | Artista originale                         | Artista originale                         | Artista originale                         | Artista originale                         | Artista originale                         | Artista originale                         | Artista originale                         | Artista originale                         | Artista originale                         | Artista originale                         | Artista originale                         | Artista originale                         | Artista originale                         | Artista originale                         | Artista originale                         | Artista originale                         | Artista originale                         | Artista originale                         | Artista originale                         | Artista originale                         | Artista originale                         | Artista originale                         | Artista originale                         | Artista originale                         | Artista originale                         | Artista originale                         | Artista originale                         | Artista originale                         | Nominazione / Risultato           | Nominazione / Risultato           | Nominazione / Risultato           | Nominazione / Risultato           | Nominazione / Risultato           | Nominazione / Risultato           | Nominazione / Risultato           | Nominazione / Risultato           | Nominazione / Risultato           | Nominazione / Risultato           | Nominazione / Risultato           | Nominazione / Risultato           | Nominazione / Risultato           | Nominazione / Risultato           | Nominazione / Risultato           | Nominazione / Risultato           | Nominazione / Risultato           | Nominazione / Risultato           | Nominazione / Risultato           | Nominazione / Risultato           | Nominazione / Risultato           | Nominazione / Risultato           | Nominazione / Risultato           | Nominazione / Risultato           | Nominazione / Risultato           | Nominazione / Risultato           | Nominazione / Risultato           | Nominazione / Risultato           | Nominazione / Risultato           | Nominazione / Risultato           | Nominazione / Risultato           | Nominazione / Risultato           | Nominazione / Risultato           | Nominazione / Risultato           | Nominazione / Risultato           | Nominazione / Risultato           | Nominazione / Risultato           | Nominazione / Risultato           | Nominazione / Risultato           | Nominazione / Risultato           | Nominazione / Risultato           | Nominazione / Risultato           | Nominazione / Risultato           | Nominazione / Risultato           | Nominazione / Risultato           | Nominazione / Risultato           | Nominazione / Risultato           | Nominazione / Risultato           | Nominazione / Risultato           | Nominazione / Risultato           | Nominazione / Risultato           | Nominazione / Risultato           | Nominazione / Risultato           | Nominazione / Risultato           | Nominazione / Risultato           | Nominazione / Risultato           | Nominazione / Risultato           | Nominazione / Risultato           | Nominazione / Risultato           | Nominazione / Risultato           | Nominazione / Risultato           | Nominazione / Risultato           | Nominazione / Risultato           | Nominazione / Risultato           | Nominazione / Risultato           | Nominazione / Risultato           | Nominazione / Risultato           | Nominazione / Risultato           | Nominazione / Risultato           | Nominazione / Risultato           | Nominazione / Risultato           | Nominazione / Risultato           | Nominazione / Risultato           | Nominazione / Risultato           | Nominazione / Risultato           | Nominazione / Risultato           | Nominazione / Risultato           | Nominazione / Risultato           | Nominazione / Risultato           | Nominazione / Risultato           | Nominazione / Risultato           | Nominazione / Risultato           | Nominazione / Risultato           | Nominazione / Risultato           | Nominazione / Risultato           | Nominazione / Risultato           | Nominazione / Risultato           | Nominazione / Risultato           | Nominazione / Risultato           | Nominazione / Risultato           | Nominazione / Risultato           | Nominazione / Risultato           | Nominazione / Risultato           | Nominazione / Risultato           | Nominazione / Risultato           | Nominazione / Risultato           | Nominazione / Risultato           | Nominazione / Risultato           | Nominazione / Risultato           | Nominazione / Risultato           |
| 1          | 1          | 1          | 1          | 1          | 1          | 1          | 1          | 1          | 1          | 1          | 1          | 1          | 1          | 1          | 1          | 1          | 1          | 1          | 1          | 1          | 1          | 1          | 1          | 1          | 1          | 1          | 1          | 1          | 1          | 1          | 1          | 1          | 1          | 1          | 1          | 1          | 1          | 1          | 1          | 1          | 1          | 1          | 1          | 1          | 1          | 1          | 1          | 1          | 1          | 1          | 1          | 1          | 1          | 1          | 1          | 1          | 1          | 1          | 1          | 1          | 1          | 1          | 1          | 1          | 1          | 1          | 1          | 1          | 1          | 1          | 1          | 1          | 1          | 1          | 1          | 1          | 1          | 1          | 1          | 1          | 1          | 1          | 1          | 1          | 1          | 1          | 1          | 1          | 1          | Kada padne noć/Enter Sandman                                         | Kada padne noć/Enter Sandman                                         | Kada padne noć/Enter Sandman                                         | Kada padne noć/Enter Sandman                                         | Kada padne noć/Enter Sandman                                         | Kada padne noć/Enter Sandman                                         | Kada padne noć/Enter Sandman                                         | Kada padne noć/Enter Sandman                                         | Kada padne noć/Enter Sandman                                         | Kada padne noć/Enter Sandman                                         | Kada padne noć/Enter Sandman                                         | Kada padne noć/Enter Sandman                                         | Kada padne noć/Enter Sandman                                         | Kada padne noć/Enter Sandman                                         | Kada padne noć/Enter Sandman                                         | Kada padne noć/Enter Sandman                                         | Kada padne noć/Enter Sandman                                         | Kada padne noć/Enter Sandman                                         | Kada padne noć/Enter Sandman                                         | Kada padne noć/Enter Sandman                                         | Kada padne noć/Enter Sandman                                         | Kada padne noć/Enter Sandman                                         | Kada padne noć/Enter Sandman                                         | Kada padne noć/Enter Sandman                                         | Kada padne noć/Enter Sandman                                         | Kada padne noć/Enter Sandman                                         | Kada padne noć/Enter Sandman                                         | Kada padne noć/Enter Sandman                                         | Kada padne noć/Enter Sandman                                         | Kada padne noć/Enter Sandman                                         | Kada padne noć/Enter Sandman                                         | Kada padne noć/Enter Sandman                                         | Kada padne noć/Enter Sandman                                         | Kada padne noć/Enter Sandman                                         | Kada padne noć/Enter Sandman                                         | Kada padne noć/Enter Sandman                                         | Kada padne noć/Enter Sandman                                         | Kada padne noć/Enter Sandman                                         | Kada padne noć/Enter Sandman                                         | Kada padne noć/Enter Sandman                                         | Kada padne noć/Enter Sandman                                         | Kada padne noć/Enter Sandman                                         | Kada padne noć/Enter Sandman                                         | Kada padne noć/Enter Sandman                                         | Kada padne noć/Enter Sandman                                         | Kada padne noć/Enter Sandman                                         | Kada padne noć/Enter Sandman                                         | Kada padne noć/Enter Sandman                                         | Kada padne noć/Enter Sandman                                         | Kada padne noć/Enter Sandman                                         | Kada padne noć/Enter Sandman                                         | Kada padne noć/Enter Sandman                                         | Kada padne noć/Enter Sandman                                         | Kada padne noć/Enter Sandman                                         | Kada padne noć/Enter Sandman                                         | Kada padne noć/Enter Sandman                                         | Kada padne noć/Enter Sandman                                         | Kada padne noć/Enter Sandman                                         | Kada padne noć/Enter Sandman                                         | Kada padne noć/Enter Sandman                                         | Kada padne noć/Enter Sandman                                         | Kada padne noć/Enter Sandman                                         | Kada padne noć/Enter Sandman                                         | Kada padne noć/Enter Sandman                                         | Kada padne noć/Enter Sandman                                         | Kada padne noć/Enter Sandman                                         | Kada padne noć/Enter Sandman                                         | Kada padne noć/Enter Sandman                                         | Kada padne noć/Enter Sandman                                         | Kada padne noć/Enter Sandman                                         | Kada padne noć/Enter Sandman                                         | Kada padne noć/Enter Sandman                                         | Kada padne noć/Enter Sandman                                         | Kada padne noć/Enter Sandman                                         | Kada padne noć/Enter Sandman                                         | Kada padne noć/Enter Sandman                                         | Kada padne noć/Enter Sandman                                         | Kada padne noć/Enter Sandman                                         | Kada padne noć/Enter Sandman                                         | Kada padne noć/Enter Sandman                                         | Kada padne noć/Enter Sandman                                         | Kada padne noć/Enter Sandman                                         | Kada padne noć/Enter Sandman                                         | Kada padne noć/Enter Sandman                                         | Kada padne noć/Enter Sandman                                         | Kada padne noć/Enter Sandman                                         | Kada padne noć/Enter Sandman                                         | Kada padne noć/Enter Sandman                                         | Kada padne noć/Enter Sandman                                         | Kada padne noć/Enter Sandman                                         | Kada padne noć/Enter Sandman                                         | Kada padne noć/Enter Sandman                                         | Kada padne noć/Enter Sandman                                         | Kada padne noć/Enter Sandman                                         | Kada padne noć/Enter Sandman                                         | Kada padne noć/Enter Sandman                                         | Kada padne noć/Enter Sandman                                         | Kada padne noć/Enter Sandman                                         | Kada padne noć/Enter Sandman                                         | Kada padne noć/Enter Sandman                                         | duetto con Ivana Nikodijević                                                   | duetto con Ivana Nikodijević                                                   | duetto con Ivana Nikodijević                                                   | duetto con Ivana Nikodijević                                                   | duetto con Ivana Nikodijević                                                   | duetto con Ivana Nikodijević                                                   | duetto con Ivana Nikodijević                                                   | duetto con Ivana Nikodijević                                                   | duetto con Ivana Nikodijević                                                   | duetto con Ivana Nikodijević                                                   | duetto con Ivana Nikodijević                                                   | duetto con Ivana Nikodijević                                                   | duetto con Ivana Nikodijević                                                   | duetto con Ivana Nikodijević                                                   | duetto con Ivana Nikodijević                                                   | duetto con Ivana Nikodijević                                                   | duetto con Ivana Nikodijević                                                   | duetto con Ivana Nikodijević                                                   | duetto con Ivana Nikodijević                                                   | duetto con Ivana Nikodijević                                                   | duetto con Ivana Nikodijević                                                   | duetto con Ivana Nikodijević                                                   | duetto con Ivana Nikodijević                                                   | duetto con Ivana Nikodijević                                                   | duetto con Ivana Nikodijević                                                   | duetto con Ivana Nikodijević                                                   | duetto con Ivana Nikodijević                                                   | duetto con Ivana Nikodijević                                                   | duetto con Ivana Nikodijević                                                   | duetto con Ivana Nikodijević                                                   | duetto con Ivana Nikodijević                                                   | duetto con Ivana Nikodijević                                                   | duetto con Ivana Nikodijević                                                   | duetto con Ivana Nikodijević                                                   | duetto con Ivana Nikodijević                                                   | duetto con Ivana Nikodijević                                                   | duetto con Ivana Nikodijević                                                   | duetto con Ivana Nikodijević                                                   | duetto con Ivana Nikodijević                                                   | duetto con Ivana Nikodijević                                                   | duetto con Ivana Nikodijević                                                   | duetto con Ivana Nikodijević                                                   | duetto con Ivana Nikodijević                                                   | duetto con Ivana Nikodijević                                                   | duetto con Ivana Nikodijević                                                   | duetto con Ivana Nikodijević                                                   | duetto con Ivana Nikodijević                                                   | duetto con Ivana Nikodijević                                                   | duetto con Ivana Nikodijević                                                   | duetto con Ivana Nikodijević                                                   | duetto con Ivana Nikodijević                                                   | duetto con Ivana Nikodijević                                                   | duetto con Ivana Nikodijević                                                   | duetto con Ivana Nikodijević                                                   | duetto con Ivana Nikodijević                                                   | duetto con Ivana Nikodijević                                                   | duetto con Ivana Nikodijević                                                   | duetto con Ivana Nikodijević                                                   | duetto con Ivana Nikodijević                                                   | duetto con Ivana Nikodijević                                                   | duetto con Ivana Nikodijević                                                   | duetto con Ivana Nikodijević                                                   | duetto con Ivana Nikodijević                                                   | duetto con Ivana Nikodijević                                                   | duetto con Ivana Nikodijević                                                   | duetto con Ivana Nikodijević                                                   | duetto con Ivana Nikodijević                                                   | duetto con Ivana Nikodijević                                                   | duetto con Ivana Nikodijević                                                   | duetto con Ivana Nikodijević                                                   | duetto con Ivana Nikodijević                                                   | duetto con Ivana Nikodijević                                                   | duetto con Ivana Nikodijević                                                   | duetto con Ivana Nikodijević                                                   | duetto con Ivana Nikodijević                                                   | duetto con Ivana Nikodijević                                                   | duetto con Ivana Nikodijević                                                   | duetto con Ivana Nikodijević                                                   | duetto con Ivana Nikodijević                                                   | duetto con Ivana Nikodijević                                                   | duetto con Ivana Nikodijević                                                   | duetto con Ivana Nikodijević                                                   | duetto con Ivana Nikodijević                                                   | duetto con Ivana Nikodijević                                                   | duetto con Ivana Nikodijević                                                   | duetto con Ivana Nikodijević                                                   | duetto con Ivana Nikodijević                                                   | duetto con Ivana Nikodijević                                                   | duetto con Ivana Nikodijević                                                   | duetto con Ivana Nikodijević                                                   | duetto con Ivana Nikodijević                                                   | duetto con Ivana Nikodijević                                                   | duetto con Ivana Nikodijević                                                   | duetto con Ivana Nikodijević                                                   | duetto con Ivana Nikodijević                                                   | duetto con Ivana Nikodijević                                                   | duetto con Ivana Nikodijević                                                   | duetto con Ivana Nikodijević                                                   | duetto con Ivana Nikodijević                                                   | duetto con Ivana Nikodijević                                                   | duetto con Ivana Nikodijević                                                   | duetto con Ivana Nikodijević                                                   | duetto con Ivana Nikodijević                                                   | duetto con Ivana Nikodijević                                                   | duetto con Ivana Nikodijević                                                   | duetto con Ivana Nikodijević                                                   | duetto con Ivana Nikodijević                                                   | duetto con Ivana Nikodijević                                                   | duetto con Ivana Nikodijević                                                   | duetto con Ivana Nikodijević                                                   | duetto con Ivana Nikodijević                                                   | duetto con Ivana Nikodijević                                                   | duetto con Ivana Nikodijević                                                   | duetto con Ivana Nikodijević                                                   | duetto con Ivana Nikodijević                                                   | duetto con Ivana Nikodijević                                                   | duetto con Ivana Nikodijević                                                   | duetto con Ivana Nikodijević                                                   | duetto con Ivana Nikodijević                                                   | duetto con Ivana Nikodijević                                                   | duetto con Ivana Nikodijević                                                   | duetto con Ivana Nikodijević                                                   | duetto con Ivana Nikodijević                                                   | duetto con Ivana Nikodijević                                                   | duetto con Ivana Nikodijević                                                   | duetto con Ivana Nikodijević                                                   | duetto con Ivana Nikodijević                                                   | duetto con Ivana Nikodijević                                                   | duetto con Ivana Nikodijević                                                   | duetto con Ivana Nikodijević                                                   | Riblja Čorba/Metallica                    | Riblja Čorba/Metallica                    | Riblja Čorba/Metallica                    | Riblja Čorba/Metallica                    | Riblja Čorba/Metallica                    | Riblja Čorba/Metallica                    | Riblja Čorba/Metallica                    | Riblja Čorba/Metallica                    | Riblja Čorba/Metallica                    | Riblja Čorba/Metallica                    | Riblja Čorba/Metallica                    | Riblja Čorba/Metallica                    | Riblja Čorba/Metallica                    | Riblja Čorba/Metallica                    | Riblja Čorba/Metallica                    | Riblja Čorba/Metallica                    | Riblja Čorba/Metallica                    | Riblja Čorba/Metallica                    | Riblja Čorba/Metallica                    | Riblja Čorba/Metallica                    | Riblja Čorba/Metallica                    | Riblja Čorba/Metallica                    | Riblja Čorba/Metallica                    | Riblja Čorba/Metallica                    | Riblja Čorba/Metallica                    | Riblja Čorba/Metallica                    | Riblja Čorba/Metallica                    | Riblja Čorba/Metallica                    | Riblja Čorba/Metallica                    | Riblja Čorba/Metallica                    | Riblja Čorba/Metallica                    | Riblja Čorba/Metallica                    | Riblja Čorba/Metallica                    | Riblja Čorba/Metallica                    | Riblja Čorba/Metallica                    | Riblja Čorba/Metallica                    | Riblja Čorba/Metallica                    | Riblja Čorba/Metallica                    | Riblja Čorba/Metallica                    | Riblja Čorba/Metallica                    | Riblja Čorba/Metallica                    | Riblja Čorba/Metallica                    | Riblja Čorba/Metallica                    | Riblja Čorba/Metallica                    | Riblja Čorba/Metallica                    | Riblja Čorba/Metallica                    | Riblja Čorba/Metallica                    | Riblja Čorba/Metallica                    | Riblja Čorba/Metallica                    | Riblja Čorba/Metallica                    | Riblja Čorba/Metallica                    | Riblja Čorba/Metallica                    | Riblja Čorba/Metallica                    | Riblja Čorba/Metallica                    | Riblja Čorba/Metallica                    | Riblja Čorba/Metallica                    | Riblja Čorba/Metallica                    | Riblja Čorba/Metallica                    | Riblja Čorba/Metallica                    | Riblja Čorba/Metallica                    | Riblja Čorba/Metallica                    | Riblja Čorba/Metallica                    | Riblja Čorba/Metallica                    | Riblja Čorba/Metallica                    | Riblja Čorba/Metallica                    | Riblja Čorba/Metallica                    | Riblja Čorba/Metallica                    | Riblja Čorba/Metallica                    | Riblja Čorba/Metallica                    | Riblja Čorba/Metallica                    | Riblja Čorba/Metallica                    | Riblja Čorba/Metallica                    | Riblja Čorba/Metallica                    | Riblja Čorba/Metallica                    | Riblja Čorba/Metallica                    | Riblja Čorba/Metallica                    | Riblja Čorba/Metallica                    | Riblja Čorba/Metallica                    | Riblja Čorba/Metallica                    | Riblja Čorba/Metallica                    | Riblja Čorba/Metallica                    | Riblja Čorba/Metallica                    | Riblja Čorba/Metallica                    | Riblja Čorba/Metallica                    | Riblja Čorba/Metallica                    | Riblja Čorba/Metallica                    | Riblja Čorba/Metallica                    | Riblja Čorba/Metallica                    | Riblja Čorba/Metallica                    | Riblja Čorba/Metallica                    | Riblja Čorba/Metallica                    | Riblja Čorba/Metallica                    | Riblja Čorba/Metallica                    | Riblja Čorba/Metallica                    | Riblja Čorba/Metallica                    | Riblja Čorba/Metallica                    | Riblja Čorba/Metallica                    | Riblja Čorba/Metallica                    | Riblja Čorba/Metallica                    | Riblja Čorba/Metallica                    | salvo                             | salvo                             | salvo                             | salvo                             | salvo                             | salvo                             | salvo                             | salvo                             | salvo                             | salvo                             | salvo                             | salvo                             | salvo                             | salvo                             | salvo                             | salvo                             | salvo                             | salvo                             | salvo                             | salvo                             | salvo                             | salvo                             | salvo                             | salvo                             | salvo                             | salvo                             | salvo                             | salvo                             | salvo                             | salvo                             | salvo                             | salvo                             | salvo                             | salvo                             | salvo                             | salvo                             | salvo                             | salvo                             | salvo                             | salvo                             | salvo                             | salvo                             | salvo                             | salvo                             | salvo                             | salvo                             | salvo                             | salvo                             | salvo                             | salvo                             | salvo                             | salvo                             | salvo                             | salvo                             | salvo                             | salvo                             | salvo                             | salvo                             | salvo                             | salvo                             | salvo                             | salvo                             | salvo                             | salvo                             | salvo                             | salvo                             | salvo                             | salvo                             | salvo                             | salvo                             | salvo                             | salvo                             | salvo                             | salvo                             | salvo                             | salvo                             | salvo                             | salvo                             | salvo                             | salvo                             | salvo                             | salvo                             | salvo                             | salvo                             | salvo                             | salvo                             | salvo                             | salvo                             | salvo                             | salvo                             | salvo                             | salvo                             | salvo                             | salvo                             | salvo                             | salvo                             | salvo                             | salvo                             | salvo                             | salvo                             |
| 2          | 2          | 2          | 2          | 2          | 2          | 2          | 2          | 2          | 2          | 2          | 2          | 2          | 2          | 2          | 2          | 2          | 2          | 2          | 2          | 2          | 2          | 2          | 2          | 2          | 2          | 2          | 2          | 2          | 2          | 2          | 2          | 2          | 2          | 2          | 2          | 2          | 2          | 2          | 2          | 2          | 2          | 2          | 2          | 2          | 2          | 2          | 2          | 2          | 2          | 2          | 2          | 2          | 2          | 2          | 2          | 2          | 2          | 2          | 2          | 2          | 2          | 2          | 2          | 2          | 2          | 2          | 2          | 2          | 2          | 2          | 2          | 2          | 2          | 2          | 2          | 2          | 2          | 2          | 2          | 2          | 2          | 2          | 2          | 2          | 2          | 2          | 2          | 2          | 2          | Zažmuri/Kiselina                                                     | Zažmuri/Kiselina                                                     | Zažmuri/Kiselina                                                     | Zažmuri/Kiselina                                                     | Zažmuri/Kiselina                                                     | Zažmuri/Kiselina                                                     | Zažmuri/Kiselina                                                     | Zažmuri/Kiselina                                                     | Zažmuri/Kiselina                                                     | Zažmuri/Kiselina                                                     | Zažmuri/Kiselina                                                     | Zažmuri/Kiselina                                                     | Zažmuri/Kiselina                                                     | Zažmuri/Kiselina                                                     | Zažmuri/Kiselina                                                     | Zažmuri/Kiselina                                                     | Zažmuri/Kiselina                                                     | Zažmuri/Kiselina                                                     | Zažmuri/Kiselina                                                     | Zažmuri/Kiselina                                                     | Zažmuri/Kiselina                                                     | Zažmuri/Kiselina                                                     | Zažmuri/Kiselina                                                     | Zažmuri/Kiselina                                                     | Zažmuri/Kiselina                                                     | Zažmuri/Kiselina                                                     | Zažmuri/Kiselina                                                     | Zažmuri/Kiselina                                                     | Zažmuri/Kiselina                                                     | Zažmuri/Kiselina                                                     | Zažmuri/Kiselina                                                     | Zažmuri/Kiselina                                                     | Zažmuri/Kiselina                                                     | Zažmuri/Kiselina                                                     | Zažmuri/Kiselina                                                     | Zažmuri/Kiselina                                                     | Zažmuri/Kiselina                                                     | Zažmuri/Kiselina                                                     | Zažmuri/Kiselina                                                     | Zažmuri/Kiselina                                                     | Zažmuri/Kiselina                                                     | Zažmuri/Kiselina                                                     | Zažmuri/Kiselina                                                     | Zažmuri/Kiselina                                                     | Zažmuri/Kiselina                                                     | Zažmuri/Kiselina                                                     | Zažmuri/Kiselina                                                     | Zažmuri/Kiselina                                                     | Zažmuri/Kiselina                                                     | Zažmuri/Kiselina                                                     | Zažmuri/Kiselina                                                     | Zažmuri/Kiselina                                                     | Zažmuri/Kiselina                                                     | Zažmuri/Kiselina                                                     | Zažmuri/Kiselina                                                     | Zažmuri/Kiselina                                                     | Zažmuri/Kiselina                                                     | Zažmuri/Kiselina                                                     | Zažmuri/Kiselina                                                     | Zažmuri/Kiselina                                                     | Zažmuri/Kiselina                                                     | Zažmuri/Kiselina                                                     | Zažmuri/Kiselina                                                     | Zažmuri/Kiselina                                                     | Zažmuri/Kiselina                                                     | Zažmuri/Kiselina                                                     | Zažmuri/Kiselina                                                     | Zažmuri/Kiselina                                                     | Zažmuri/Kiselina                                                     | Zažmuri/Kiselina                                                     | Zažmuri/Kiselina                                                     | Zažmuri/Kiselina                                                     | Zažmuri/Kiselina                                                     | Zažmuri/Kiselina                                                     | Zažmuri/Kiselina                                                     | Zažmuri/Kiselina                                                     | Zažmuri/Kiselina                                                     | Zažmuri/Kiselina                                                     | Zažmuri/Kiselina                                                     | Zažmuri/Kiselina                                                     | Zažmuri/Kiselina                                                     | Zažmuri/Kiselina                                                     | Zažmuri/Kiselina                                                     | Zažmuri/Kiselina                                                     | Zažmuri/Kiselina                                                     | Zažmuri/Kiselina                                                     | Zažmuri/Kiselina                                                     | Zažmuri/Kiselina                                                     | Zažmuri/Kiselina                                                     | Zažmuri/Kiselina                                                     | Zažmuri/Kiselina                                                     | Zažmuri/Kiselina                                                     | Zažmuri/Kiselina                                                     | Zažmuri/Kiselina                                                     | Zažmuri/Kiselina                                                     | Zažmuri/Kiselina                                                     | Zažmuri/Kiselina                                                     | Zažmuri/Kiselina                                                     | Zažmuri/Kiselina                                                     | Zažmuri/Kiselina                                                     | duetto con Nikola Sarić                                                        | duetto con Nikola Sarić                                                        | duetto con Nikola Sarić                                                        | duetto con Nikola Sarić                                                        | duetto con Nikola Sarić                                                        | duetto con Nikola Sarić                                                        | duetto con Nikola Sarić                                                        | duetto con Nikola Sarić                                                        | duetto con Nikola Sarić                                                        | duetto con Nikola Sarić                                                        | duetto con Nikola Sarić                                                        | duetto con Nikola Sarić                                                        | duetto con Nikola Sarić                                                        | duetto con Nikola Sarić                                                        | duetto con Nikola Sarić                                                        | duetto con Nikola Sarić                                                        | duetto con Nikola Sarić                                                        | duetto con Nikola Sarić                                                        | duetto con Nikola Sarić                                                        | duetto con Nikola Sarić                                                        | duetto con Nikola Sarić                                                        | duetto con Nikola Sarić                                                        | duetto con Nikola Sarić                                                        | duetto con Nikola Sarić                                                        | duetto con Nikola Sarić                                                        | duetto con Nikola Sarić                                                        | duetto con Nikola Sarić                                                        | duetto con Nikola Sarić                                                        | duetto con Nikola Sarić                                                        | duetto con Nikola Sarić                                                        | duetto con Nikola Sarić                                                        | duetto con Nikola Sarić                                                        | duetto con Nikola Sarić                                                        | duetto con Nikola Sarić                                                        | duetto con Nikola Sarić                                                        | duetto con Nikola Sarić                                                        | duetto con Nikola Sarić                                                        | duetto con Nikola Sarić                                                        | duetto con Nikola Sarić                                                        | duetto con Nikola Sarić                                                        | duetto con Nikola Sarić                                                        | duetto con Nikola Sarić                                                        | duetto con Nikola Sarić                                                        | duetto con Nikola Sarić                                                        | duetto con Nikola Sarić                                                        | duetto con Nikola Sarić                                                        | duetto con Nikola Sarić                                                        | duetto con Nikola Sarić                                                        | duetto con Nikola Sarić                                                        | duetto con Nikola Sarić                                                        | duetto con Nikola Sarić                                                        | duetto con Nikola Sarić                                                        | duetto con Nikola Sarić                                                        | duetto con Nikola Sarić                                                        | duetto con Nikola Sarić                                                        | duetto con Nikola Sarić                                                        | duetto con Nikola Sarić                                                        | duetto con Nikola Sarić                                                        | duetto con Nikola Sarić                                                        | duetto con Nikola Sarić                                                        | duetto con Nikola Sarić                                                        | duetto con Nikola Sarić                                                        | duetto con Nikola Sarić                                                        | duetto con Nikola Sarić                                                        | duetto con Nikola Sarić                                                        | duetto con Nikola Sarić                                                        | duetto con Nikola Sarić                                                        | duetto con Nikola Sarić                                                        | duetto con Nikola Sarić                                                        | duetto con Nikola Sarić                                                        | duetto con Nikola Sarić                                                        | duetto con Nikola Sarić                                                        | duetto con Nikola Sarić                                                        | duetto con Nikola Sarić                                                        | duetto con Nikola Sarić                                                        | duetto con Nikola Sarić                                                        | duetto con Nikola Sarić                                                        | duetto con Nikola Sarić                                                        | duetto con Nikola Sarić                                                        | duetto con Nikola Sarić                                                        | duetto con Nikola Sarić                                                        | duetto con Nikola Sarić                                                        | duetto con Nikola Sarić                                                        | duetto con Nikola Sarić                                                        | duetto con Nikola Sarić                                                        | duetto con Nikola Sarić                                                        | duetto con Nikola Sarić                                                        | duetto con Nikola Sarić                                                        | duetto con Nikola Sarić                                                        | duetto con Nikola Sarić                                                        | duetto con Nikola Sarić                                                        | duetto con Nikola Sarić                                                        | duetto con Nikola Sarić                                                        | duetto con Nikola Sarić                                                        | duetto con Nikola Sarić                                                        | duetto con Nikola Sarić                                                        | duetto con Nikola Sarić                                                        | duetto con Nikola Sarić                                                        | duetto con Nikola Sarić                                                        | duetto con Nikola Sarić                                                        | duetto con Nikola Sarić                                                        | duetto con Nikola Sarić                                                        | duetto con Nikola Sarić                                                        | duetto con Nikola Sarić                                                        | duetto con Nikola Sarić                                                        | duetto con Nikola Sarić                                                        | duetto con Nikola Sarić                                                        | duetto con Nikola Sarić                                                        | duetto con Nikola Sarić                                                        | duetto con Nikola Sarić                                                        | duetto con Nikola Sarić                                                        | duetto con Nikola Sarić                                                        | duetto con Nikola Sarić                                                        | duetto con Nikola Sarić                                                        | duetto con Nikola Sarić                                                        | duetto con Nikola Sarić                                                        | duetto con Nikola Sarić                                                        | duetto con Nikola Sarić                                                        | duetto con Nikola Sarić                                                        | duetto con Nikola Sarić                                                        | duetto con Nikola Sarić                                                        | duetto con Nikola Sarić                                                        | duetto con Nikola Sarić                                                        | duetto con Nikola Sarić                                                        | duetto con Nikola Sarić                                                        | duetto con Nikola Sarić                                                        | duetto con Nikola Sarić                                                        | duetto con Nikola Sarić                                                        | duetto con Nikola Sarić                                                        | duetto con Nikola Sarić                                                        | Bajaga i Instruktori/Van Gogh             | Bajaga i Instruktori/Van Gogh             | Bajaga i Instruktori/Van Gogh             | Bajaga i Instruktori/Van Gogh             | Bajaga i Instruktori/Van Gogh             | Bajaga i Instruktori/Van Gogh             | Bajaga i Instruktori/Van Gogh             | Bajaga i Instruktori/Van Gogh             | Bajaga i Instruktori/Van Gogh             | Bajaga i Instruktori/Van Gogh             | Bajaga i Instruktori/Van Gogh             | Bajaga i Instruktori/Van Gogh             | Bajaga i Instruktori/Van Gogh             | Bajaga i Instruktori/Van Gogh             | Bajaga i Instruktori/Van Gogh             | Bajaga i Instruktori/Van Gogh             | Bajaga i Instruktori/Van Gogh             | Bajaga i Instruktori/Van Gogh             | Bajaga i Instruktori/Van Gogh             | Bajaga i Instruktori/Van Gogh             | Bajaga i Instruktori/Van Gogh             | Bajaga i Instruktori/Van Gogh             | Bajaga i Instruktori/Van Gogh             | Bajaga i Instruktori/Van Gogh             | Bajaga i Instruktori/Van Gogh             | Bajaga i Instruktori/Van Gogh             | Bajaga i Instruktori/Van Gogh             | Bajaga i Instruktori/Van Gogh             | Bajaga i Instruktori/Van Gogh             | Bajaga i Instruktori/Van Gogh             | Bajaga i Instruktori/Van Gogh             | Bajaga i Instruktori/Van Gogh             | Bajaga i Instruktori/Van Gogh             | Bajaga i Instruktori/Van Gogh             | Bajaga i Instruktori/Van Gogh             | Bajaga i Instruktori/Van Gogh             | Bajaga i Instruktori/Van Gogh             | Bajaga i Instruktori/Van Gogh             | Bajaga i Instruktori/Van Gogh             | Bajaga i Instruktori/Van Gogh             | Bajaga i Instruktori/Van Gogh             | Bajaga i Instruktori/Van Gogh             | Bajaga i Instruktori/Van Gogh             | Bajaga i Instruktori/Van Gogh             | Bajaga i Instruktori/Van Gogh             | Bajaga i Instruktori/Van Gogh             | Bajaga i Instruktori/Van Gogh             | Bajaga i Instruktori/Van Gogh             | Bajaga i Instruktori/Van Gogh             | Bajaga i Instruktori/Van Gogh             | Bajaga i Instruktori/Van Gogh             | Bajaga i Instruktori/Van Gogh             | Bajaga i Instruktori/Van Gogh             | Bajaga i Instruktori/Van Gogh             | Bajaga i Instruktori/Van Gogh             | Bajaga i Instruktori/Van Gogh             | Bajaga i Instruktori/Van Gogh             | Bajaga i Instruktori/Van Gogh             | Bajaga i Instruktori/Van Gogh             | Bajaga i Instruktori/Van Gogh             | Bajaga i Instruktori/Van Gogh             | Bajaga i Instruktori/Van Gogh             | Bajaga i Instruktori/Van Gogh             | Bajaga i Instruktori/Van Gogh             | Bajaga i Instruktori/Van Gogh             | Bajaga i Instruktori/Van Gogh             | Bajaga i Instruktori/Van Gogh             | Bajaga i Instruktori/Van Gogh             | Bajaga i Instruktori/Van Gogh             | Bajaga i Instruktori/Van Gogh             | Bajaga i Instruktori/Van Gogh             | Bajaga i Instruktori/Van Gogh             | Bajaga i Instruktori/Van Gogh             | Bajaga i Instruktori/Van Gogh             | Bajaga i Instruktori/Van Gogh             | Bajaga i Instruktori/Van Gogh             | Bajaga i Instruktori/Van Gogh             | Bajaga i Instruktori/Van Gogh             | Bajaga i Instruktori/Van Gogh             | Bajaga i Instruktori/Van Gogh             | Bajaga i Instruktori/Van Gogh             | Bajaga i Instruktori/Van Gogh             | Bajaga i Instruktori/Van Gogh             | Bajaga i Instruktori/Van Gogh             | Bajaga i Instruktori/Van Gogh             | Bajaga i Instruktori/Van Gogh             | Bajaga i Instruktori/Van Gogh             | Bajaga i Instruktori/Van Gogh             | Bajaga i Instruktori/Van Gogh             | Bajaga i Instruktori/Van Gogh             | Bajaga i Instruktori/Van Gogh             | Bajaga i Instruktori/Van Gogh             | Bajaga i Instruktori/Van Gogh             | Bajaga i Instruktori/Van Gogh             | Bajaga i Instruktori/Van Gogh             | Bajaga i Instruktori/Van Gogh             | Bajaga i Instruktori/Van Gogh             | Bajaga i Instruktori/Van Gogh             | Bajaga i Instruktori/Van Gogh             | Bajaga i Instruktori/Van Gogh             | Nominato (salvato dall'accademia) | Nominato (salvato dall'accademia) | Nominato (salvato dall'accademia) | Nominato (salvato dall'accademia) | Nominato (salvato dall'accademia) | Nominato (salvato dall'accademia) | Nominato (salvato dall'accademia) | Nominato (salvato dall'accademia) | Nominato (salvato dall'accademia) | Nominato (salvato dall'accademia) | Nominato (salvato dall'accademia) | Nominato (salvato dall'accademia) | Nominato (salvato dall'accademia) | Nominato (salvato dall'accademia) | Nominato (salvato dall'accademia) | Nominato (salvato dall'accademia) | Nominato (salvato dall'accademia) | Nominato (salvato dall'accademia) | Nominato (salvato dall'accademia) | Nominato (salvato dall'accademia) | Nominato (salvato dall'accademia) | Nominato (salvato dall'accademia) | Nominato (salvato dall'accademia) | Nominato (salvato dall'accademia) | Nominato (salvato dall'accademia) | Nominato (salvato dall'accademia) | Nominato (salvato dall'accademia) | Nominato (salvato dall'accademia) | Nominato (salvato dall'accademia) | Nominato (salvato dall'accademia) | Nominato (salvato dall'accademia) | Nominato (salvato dall'accademia) | Nominato (salvato dall'accademia) | Nominato (salvato dall'accademia) | Nominato (salvato dall'accademia) | Nominato (salvato dall'accademia) | Nominato (salvato dall'accademia) | Nominato (salvato dall'accademia) | Nominato (salvato dall'accademia) | Nominato (salvato dall'accademia) | Nominato (salvato dall'accademia) | Nominato (salvato dall'accademia) | Nominato (salvato dall'accademia) | Nominato (salvato dall'accademia) | Nominato (salvato dall'accademia) | Nominato (salvato dall'accademia) | Nominato (salvato dall'accademia) | Nominato (salvato dall'accademia) | Nominato (salvato dall'accademia) | Nominato (salvato dall'accademia) | Nominato (salvato dall'accademia) | Nominato (salvato dall'accademia) | Nominato (salvato dall'accademia) | Nominato (salvato dall'accademia) | Nominato (salvato dall'accademia) | Nominato (salvato dall'accademia) | Nominato (salvato dall'accademia) | Nominato (salvato dall'accademia) | Nominato (salvato dall'accademia) | Nominato (salvato dall'accademia) | Nominato (salvato dall'accademia) | Nominato (salvato dall'accademia) | Nominato (salvato dall'accademia) | Nominato (salvato dall'accademia) | Nominato (salvato dall'accademia) | Nominato (salvato dall'accademia) | Nominato (salvato dall'accademia) | Nominato (salvato dall'accademia) | Nominato (salvato dall'accademia) | Nominato (salvato dall'accademia) | Nominato (salvato dall'accademia) | Nominato (salvato dall'accademia) | Nominato (salvato dall'accademia) | Nominato (salvato dall'accademia) | Nominato (salvato dall'accademia) | Nominato (salvato dall'accademia) | Nominato (salvato dall'accademia) | Nominato (salvato dall'accademia) | Nominato (salvato dall'accademia) | Nominato (salvato dall'accademia) | Nominato (salvato dall'accademia) | Nominato (salvato dall'accademia) | Nominato (salvato dall'accademia) | Nominato (salvato dall'accademia) | Nominato (salvato dall'accademia) | Nominato (salvato dall'accademia) | Nominato (salvato dall'accademia) | Nominato (salvato dall'accademia) | Nominato (salvato dall'accademia) | Nominato (salvato dall'accademia) | Nominato (salvato dall'accademia) | Nominato (salvato dall'accademia) | Nominato (salvato dall'accademia) | Nominato (salvato dall'accademia) | Nominato (salvato dall'accademia) | Nominato (salvato dall'accademia) | Nominato (salvato dall'accademia) | Nominato (salvato dall'accademia) | Nominato (salvato dall'accademia) | Nominato (salvato dall'accademia) |
| 3          | 3          | 3          | 3          | 3          | 3          | 3          | 3          | 3          | 3          | 3          | 3          | 3          | 3          | 3          | 3          | 3          | 3          | 3          | 3          | 3          | 3          | 3          | 3          | 3          | 3          | 3          | 3          | 3          | 3          | 3          | 3          | 3          | 3          | 3          | 3          | 3          | 3          | 3          | 3          | 3          | 3          | 3          | 3          | 3          | 3          | 3          | 3          | 3          | 3          | 3          | 3          | 3          | 3          | 3          | 3          | 3          | 3          | 3          | 3          | 3          | 3          | 3          | 3          | 3          | 3          | 3          | 3          | 3          | 3          | 3          | 3          | 3          | 3          | 3          | 3          | 3          | 3          | 3          | 3          | 3          | 3          | 3          | 3          | 3          | 3          | 3          | 3          | 3          | 3          | Supermen                                                             | Supermen                                                             | Supermen                                                             | Supermen                                                             | Supermen                                                             | Supermen                                                             | Supermen                                                             | Supermen                                                             | Supermen                                                             | Supermen                                                             | Supermen                                                             | Supermen                                                             | Supermen                                                             | Supermen                                                             | Supermen                                                             | Supermen                                                             | Supermen                                                             | Supermen                                                             | Supermen                                                             | Supermen                                                             | Supermen                                                             | Supermen                                                             | Supermen                                                             | Supermen                                                             | Supermen                                                             | Supermen                                                             | Supermen                                                             | Supermen                                                             | Supermen                                                             | Supermen                                                             | Supermen                                                             | Supermen                                                             | Supermen                                                             | Supermen                                                             | Supermen                                                             | Supermen                                                             | Supermen                                                             | Supermen                                                             | Supermen                                                             | Supermen                                                             | Supermen                                                             | Supermen                                                             | Supermen                                                             | Supermen                                                             | Supermen                                                             | Supermen                                                             | Supermen                                                             | Supermen                                                             | Supermen                                                             | Supermen                                                             | Supermen                                                             | Supermen                                                             | Supermen                                                             | Supermen                                                             | Supermen                                                             | Supermen                                                             | Supermen                                                             | Supermen                                                             | Supermen                                                             | Supermen                                                             | Supermen                                                             | Supermen                                                             | Supermen                                                             | Supermen                                                             | Supermen                                                             | Supermen                                                             | Supermen                                                             | Supermen                                                             | Supermen                                                             | Supermen                                                             | Supermen                                                             | Supermen                                                             | Supermen                                                             | Supermen                                                             | Supermen                                                             | Supermen                                                             | Supermen                                                             | Supermen                                                             | Supermen                                                             | Supermen                                                             | Supermen                                                             | Supermen                                                             | Supermen                                                             | Supermen                                                             | Supermen                                                             | Supermen                                                             | Supermen                                                             | Supermen                                                             | Supermen                                                             | Supermen                                                             | Supermen                                                             | Supermen                                                             | Supermen                                                             | Supermen                                                             | Supermen                                                             | Supermen                                                             | Supermen                                                             | Supermen                                                             | Supermen                                                             | Supermen                                                             | duetto con Igor Cukrov                                                         | duetto con Igor Cukrov                                                         | duetto con Igor Cukrov                                                         | duetto con Igor Cukrov                                                         | duetto con Igor Cukrov                                                         | duetto con Igor Cukrov                                                         | duetto con Igor Cukrov                                                         | duetto con Igor Cukrov                                                         | duetto con Igor Cukrov                                                         | duetto con Igor Cukrov                                                         | duetto con Igor Cukrov                                                         | duetto con Igor Cukrov                                                         | duetto con Igor Cukrov                                                         | duetto con Igor Cukrov                                                         | duetto con Igor Cukrov                                                         | duetto con Igor Cukrov                                                         | duetto con Igor Cukrov                                                         | duetto con Igor Cukrov                                                         | duetto con Igor Cukrov                                                         | duetto con Igor Cukrov                                                         | duetto con Igor Cukrov                                                         | duetto con Igor Cukrov                                                         | duetto con Igor Cukrov                                                         | duetto con Igor Cukrov                                                         | duetto con Igor Cukrov                                                         | duetto con Igor Cukrov                                                         | duetto con Igor Cukrov                                                         | duetto con Igor Cukrov                                                         | duetto con Igor Cukrov                                                         | duetto con Igor Cukrov                                                         | duetto con Igor Cukrov                                                         | duetto con Igor Cukrov                                                         | duetto con Igor Cukrov                                                         | duetto con Igor Cukrov                                                         | duetto con Igor Cukrov                                                         | duetto con Igor Cukrov                                                         | duetto con Igor Cukrov                                                         | duetto con Igor Cukrov                                                         | duetto con Igor Cukrov                                                         | duetto con Igor Cukrov                                                         | duetto con Igor Cukrov                                                         | duetto con Igor Cukrov                                                         | duetto con Igor Cukrov                                                         | duetto con Igor Cukrov                                                         | duetto con Igor Cukrov                                                         | duetto con Igor Cukrov                                                         | duetto con Igor Cukrov                                                         | duetto con Igor Cukrov                                                         | duetto con Igor Cukrov                                                         | duetto con Igor Cukrov                                                         | duetto con Igor Cukrov                                                         | duetto con Igor Cukrov                                                         | duetto con Igor Cukrov                                                         | duetto con Igor Cukrov                                                         | duetto con Igor Cukrov                                                         | duetto con Igor Cukrov                                                         | duetto con Igor Cukrov                                                         | duetto con Igor Cukrov                                                         | duetto con Igor Cukrov                                                         | duetto con Igor Cukrov                                                         | duetto con Igor Cukrov                                                         | duetto con Igor Cukrov                                                         | duetto con Igor Cukrov                                                         | duetto con Igor Cukrov                                                         | duetto con Igor Cukrov                                                         | duetto con Igor Cukrov                                                         | duetto con Igor Cukrov                                                         | duetto con Igor Cukrov                                                         | duetto con Igor Cukrov                                                         | duetto con Igor Cukrov                                                         | duetto con Igor Cukrov                                                         | duetto con Igor Cukrov                                                         | duetto con Igor Cukrov                                                         | duetto con Igor Cukrov                                                         | duetto con Igor Cukrov                                                         | duetto con Igor Cukrov                                                         | duetto con Igor Cukrov                                                         | duetto con Igor Cukrov                                                         | duetto con Igor Cukrov                                                         | duetto con Igor Cukrov                                                         | duetto con Igor Cukrov                                                         | duetto con Igor Cukrov                                                         | duetto con Igor Cukrov                                                         | duetto con Igor Cukrov                                                         | duetto con Igor Cukrov                                                         | duetto con Igor Cukrov                                                         | duetto con Igor Cukrov                                                         | duetto con Igor Cukrov                                                         | duetto con Igor Cukrov                                                         | duetto con Igor Cukrov                                                         | duetto con Igor Cukrov                                                         | duetto con Igor Cukrov                                                         | duetto con Igor Cukrov                                                         | duetto con Igor Cukrov                                                         | duetto con Igor Cukrov                                                         | duetto con Igor Cukrov                                                         | duetto con Igor Cukrov                                                         | duetto con Igor Cukrov                                                         | duetto con Igor Cukrov                                                         | duetto con Igor Cukrov                                                         | duetto con Igor Cukrov                                                         | duetto con Igor Cukrov                                                         | duetto con Igor Cukrov                                                         | duetto con Igor Cukrov                                                         | duetto con Igor Cukrov                                                         | duetto con Igor Cukrov                                                         | duetto con Igor Cukrov                                                         | duetto con Igor Cukrov                                                         | duetto con Igor Cukrov                                                         | duetto con Igor Cukrov                                                         | duetto con Igor Cukrov                                                         | duetto con Igor Cukrov                                                         | duetto con Igor Cukrov                                                         | duetto con Igor Cukrov                                                         | duetto con Igor Cukrov                                                         | duetto con Igor Cukrov                                                         | duetto con Igor Cukrov                                                         | duetto con Igor Cukrov                                                         | duetto con Igor Cukrov                                                         | duetto con Igor Cukrov                                                         | duetto con Igor Cukrov                                                         | duetto con Igor Cukrov                                                         | duetto con Igor Cukrov                                                         | duetto con Igor Cukrov                                                         | duetto con Igor Cukrov                                                         | duetto con Igor Cukrov                                                         | duetto con Igor Cukrov                                                         | duetto con Igor Cukrov                                                         | duetto con Igor Cukrov                                                         | duetto con Igor Cukrov                                                         | Dino Merlin e Željko Joksimović           | Dino Merlin e Željko Joksimović           | Dino Merlin e Željko Joksimović           | Dino Merlin e Željko Joksimović           | Dino Merlin e Željko Joksimović           | Dino Merlin e Željko Joksimović           | Dino Merlin e Željko Joksimović           | Dino Merlin e Željko Joksimović           | Dino Merlin e Željko Joksimović           | Dino Merlin e Željko Joksimović           | Dino Merlin e Željko Joksimović           | Dino Merlin e Željko Joksimović           | Dino Merlin e Željko Joksimović           | Dino Merlin e Željko Joksimović           | Dino Merlin e Željko Joksimović           | Dino Merlin e Željko Joksimović           | Dino Merlin e Željko Joksimović           | Dino Merlin e Željko Joksimović           | Dino Merlin e Željko Joksimović           | Dino Merlin e Željko Joksimović           | Dino Merlin e Željko Joksimović           | Dino Merlin e Željko Joksimović           | Dino Merlin e Željko Joksimović           | Dino Merlin e Željko Joksimović           | Dino Merlin e Željko Joksimović           | Dino Merlin e Željko Joksimović           | Dino Merlin e Željko Joksimović           | Dino Merlin e Željko Joksimović           | Dino Merlin e Željko Joksimović           | Dino Merlin e Željko Joksimović           | Dino Merlin e Željko Joksimović           | Dino Merlin e Željko Joksimović           | Dino Merlin e Željko Joksimović           | Dino Merlin e Željko Joksimović           | Dino Merlin e Željko Joksimović           | Dino Merlin e Željko Joksimović           | Dino Merlin e Željko Joksimović           | Dino Merlin e Željko Joksimović           | Dino Merlin e Željko Joksimović           | Dino Merlin e Željko Joksimović           | Dino Merlin e Željko Joksimović           | Dino Merlin e Željko Joksimović           | Dino Merlin e Željko Joksimović           | Dino Merlin e Željko Joksimović           | Dino Merlin e Željko Joksimović           | Dino Merlin e Željko Joksimović           | Dino Merlin e Željko Joksimović           | Dino Merlin e Željko Joksimović           | Dino Merlin e Željko Joksimović           | Dino Merlin e Željko Joksimović           | Dino Merlin e Željko Joksimović           | Dino Merlin e Željko Joksimović           | Dino Merlin e Željko Joksimović           | Dino Merlin e Željko Joksimović           | Dino Merlin e Željko Joksimović           | Dino Merlin e Željko Joksimović           | Dino Merlin e Željko Joksimović           | Dino Merlin e Željko Joksimović           | Dino Merlin e Željko Joksimović           | Dino Merlin e Željko Joksimović           | Dino Merlin e Željko Joksimović           | Dino Merlin e Željko Joksimović           | Dino Merlin e Željko Joksimović           | Dino Merlin e Željko Joksimović           | Dino Merlin e Željko Joksimović           | Dino Merlin e Željko Joksimović           | Dino Merlin e Željko Joksimović           | Dino Merlin e Željko Joksimović           | Dino Merlin e Željko Joksimović           | Dino Merlin e Željko Joksimović           | Dino Merlin e Željko Joksimović           | Dino Merlin e Željko Joksimović           | Dino Merlin e Željko Joksimović           | Dino Merlin e Željko Joksimović           | Dino Merlin e Željko Joksimović           | Dino Merlin e Željko Joksimović           | Dino Merlin e Željko Joksimović           | Dino Merlin e Željko Joksimović           | Dino Merlin e Željko Joksimović           | Dino Merlin e Željko Joksimović           | Dino Merlin e Željko Joksimović           | Dino Merlin e Željko Joksimović           | Dino Merlin e Željko Joksimović           | Dino Merlin e Željko Joksimović           | Dino Merlin e Željko Joksimović           | Dino Merlin e Željko Joksimović           | Dino Merlin e Željko Joksimović           | Dino Merlin e Željko Joksimović           | Dino Merlin e Željko Joksimović           | Dino Merlin e Željko Joksimović           | Dino Merlin e Željko Joksimović           | Dino Merlin e Željko Joksimović           | Dino Merlin e Željko Joksimović           | Dino Merlin e Željko Joksimović           | Dino Merlin e Željko Joksimović           | Dino Merlin e Željko Joksimović           | Dino Merlin e Željko Joksimović           | Dino Merlin e Željko Joksimović           | Dino Merlin e Željko Joksimović           | Dino Merlin e Željko Joksimović           | salvo                             | salvo                             | salvo                             | salvo                             | salvo                             | salvo                             | salvo                             | salvo                             | salvo                             | salvo                             | salvo                             | salvo                             | salvo                             | salvo                             | salvo                             | salvo                             | salvo                             | salvo                             | salvo                             | salvo                             | salvo                             | salvo                             | salvo                             | salvo                             | salvo                             | salvo                             | salvo                             | salvo                             | salvo                             | salvo                             | salvo                             | salvo                             | salvo                             | salvo                             | salvo                             | salvo                             | salvo                             | salvo                             | salvo                             | salvo                             | salvo                             | salvo                             | salvo                             | salvo                             | salvo                             | salvo                             | salvo                             | salvo                             | salvo                             | salvo                             | salvo                             | salvo                             | salvo                             | salvo                             | salvo                             | salvo                             | salvo                             | salvo                             | salvo                             | salvo                             | salvo                             | salvo                             | salvo                             | salvo                             | salvo                             | salvo                             | salvo                             | salvo                             | salvo                             | salvo                             | salvo                             | salvo                             | salvo                             | salvo                             | salvo                             | salvo                             | salvo                             | salvo                             | salvo                             | salvo                             | salvo                             | salvo                             | salvo                             | salvo                             | salvo                             | salvo                             | salvo                             | salvo                             | salvo                             | salvo                             | salvo                             | salvo                             | salvo                             | salvo                             | salvo                             | salvo                             | salvo                             | salvo                             | salvo                             | salvo                             |
| 4          | 4          | 4          | 4          | 4          | 4          | 4          | 4          | 4          | 4          | 4          | 4          | 4          | 4          | 4          | 4          | 4          | 4          | 4          | 4          | 4          | 4          | 4          | 4          | 4          | 4          | 4          | 4          | 4          | 4          | 4          | 4          | 4          | 4          | 4          | 4          | 4          | 4          | 4          | 4          | 4          | 4          | 4          | 4          | 4          | 4          | 4          | 4          | 4          | 4          | 4          | 4          | 4          | 4          | 4          | 4          | 4          | 4          | 4          | 4          | 4          | 4          | 4          | 4          | 4          | 4          | 4          | 4          | 4          | 4          | 4          | 4          | 4          | 4          | 4          | 4          | 4          | 4          | 4          | 4          | 4          | 4          | 4          | 4          | 4          | 4          | 4          | 4          | 4          | 4          | Apologize                                                            | Apologize                                                            | Apologize                                                            | Apologize                                                            | Apologize                                                            | Apologize                                                            | Apologize                                                            | Apologize                                                            | Apologize                                                            | Apologize                                                            | Apologize                                                            | Apologize                                                            | Apologize                                                            | Apologize                                                            | Apologize                                                            | Apologize                                                            | Apologize                                                            | Apologize                                                            | Apologize                                                            | Apologize                                                            | Apologize                                                            | Apologize                                                            | Apologize                                                            | Apologize                                                            | Apologize                                                            | Apologize                                                            | Apologize                                                            | Apologize                                                            | Apologize                                                            | Apologize                                                            | Apologize                                                            | Apologize                                                            | Apologize                                                            | Apologize                                                            | Apologize                                                            | Apologize                                                            | Apologize                                                            | Apologize                                                            | Apologize                                                            | Apologize                                                            | Apologize                                                            | Apologize                                                            | Apologize                                                            | Apologize                                                            | Apologize                                                            | Apologize                                                            | Apologize                                                            | Apologize                                                            | Apologize                                                            | Apologize                                                            | Apologize                                                            | Apologize                                                            | Apologize                                                            | Apologize                                                            | Apologize                                                            | Apologize                                                            | Apologize                                                            | Apologize                                                            | Apologize                                                            | Apologize                                                            | Apologize                                                            | Apologize                                                            | Apologize                                                            | Apologize                                                            | Apologize                                                            | Apologize                                                            | Apologize                                                            | Apologize                                                            | Apologize                                                            | Apologize                                                            | Apologize                                                            | Apologize                                                            | Apologize                                                            | Apologize                                                            | Apologize                                                            | Apologize                                                            | Apologize                                                            | Apologize                                                            | Apologize                                                            | Apologize                                                            | Apologize                                                            | Apologize                                                            | Apologize                                                            | Apologize                                                            | Apologize                                                            | Apologize                                                            | Apologize                                                            | Apologize                                                            | Apologize                                                            | Apologize                                                            | Apologize                                                            | Apologize                                                            | Apologize                                                            | Apologize                                                            | Apologize                                                            | Apologize                                                            | Apologize                                                            | Apologize                                                            | Apologize                                                            | Apologize                                                            | duetto con Sonja Bakić                                                         | duetto con Sonja Bakić                                                         | duetto con Sonja Bakić                                                         | duetto con Sonja Bakić                                                         | duetto con Sonja Bakić                                                         | duetto con Sonja Bakić                                                         | duetto con Sonja Bakić                                                         | duetto con Sonja Bakić                                                         | duetto con Sonja Bakić                                                         | duetto con Sonja Bakić                                                         | duetto con Sonja Bakić                                                         | duetto con Sonja Bakić                                                         | duetto con Sonja Bakić                                                         | duetto con Sonja Bakić                                                         | duetto con Sonja Bakić                                                         | duetto con Sonja Bakić                                                         | duetto con Sonja Bakić                                                         | duetto con Sonja Bakić                                                         | duetto con Sonja Bakić                                                         | duetto con Sonja Bakić                                                         | duetto con Sonja Bakić                                                         | duetto con Sonja Bakić                                                         | duetto con Sonja Bakić                                                         | duetto con Sonja Bakić                                                         | duetto con Sonja Bakić                                                         | duetto con Sonja Bakić                                                         | duetto con Sonja Bakić                                                         | duetto con Sonja Bakić                                                         | duetto con Sonja Bakić                                                         | duetto con Sonja Bakić                                                         | duetto con Sonja Bakić                                                         | duetto con Sonja Bakić                                                         | duetto con Sonja Bakić                                                         | duetto con Sonja Bakić                                                         | duetto con Sonja Bakić                                                         | duetto con Sonja Bakić                                                         | duetto con Sonja Bakić                                                         | duetto con Sonja Bakić                                                         | duetto con Sonja Bakić                                                         | duetto con Sonja Bakić                                                         | duetto con Sonja Bakić                                                         | duetto con Sonja Bakić                                                         | duetto con Sonja Bakić                                                         | duetto con Sonja Bakić                                                         | duetto con Sonja Bakić                                                         | duetto con Sonja Bakić                                                         | duetto con Sonja Bakić                                                         | duetto con Sonja Bakić                                                         | duetto con Sonja Bakić                                                         | duetto con Sonja Bakić                                                         | duetto con Sonja Bakić                                                         | duetto con Sonja Bakić                                                         | duetto con Sonja Bakić                                                         | duetto con Sonja Bakić                                                         | duetto con Sonja Bakić                                                         | duetto con Sonja Bakić                                                         | duetto con Sonja Bakić                                                         | duetto con Sonja Bakić                                                         | duetto con Sonja Bakić                                                         | duetto con Sonja Bakić                                                         | duetto con Sonja Bakić                                                         | duetto con Sonja Bakić                                                         | duetto con Sonja Bakić                                                         | duetto con Sonja Bakić                                                         | duetto con Sonja Bakić                                                         | duetto con Sonja Bakić                                                         | duetto con Sonja Bakić                                                         | duetto con Sonja Bakić                                                         | duetto con Sonja Bakić                                                         | duetto con Sonja Bakić                                                         | duetto con Sonja Bakić                                                         | duetto con Sonja Bakić                                                         | duetto con Sonja Bakić                                                         | duetto con Sonja Bakić                                                         | duetto con Sonja Bakić                                                         | duetto con Sonja Bakić                                                         | duetto con Sonja Bakić                                                         | duetto con Sonja Bakić                                                         | duetto con Sonja Bakić                                                         | duetto con Sonja Bakić                                                         | duetto con Sonja Bakić                                                         | duetto con Sonja Bakić                                                         | duetto con Sonja Bakić                                                         | duetto con Sonja Bakić                                                         | duetto con Sonja Bakić                                                         | duetto con Sonja Bakić                                                         | duetto con Sonja Bakić                                                         | duetto con Sonja Bakić                                                         | duetto con Sonja Bakić                                                         | duetto con Sonja Bakić                                                         | duetto con Sonja Bakić                                                         | duetto con Sonja Bakić                                                         | duetto con Sonja Bakić                                                         | duetto con Sonja Bakić                                                         | duetto con Sonja Bakić                                                         | duetto con Sonja Bakić                                                         | duetto con Sonja Bakić                                                         | duetto con Sonja Bakić                                                         | duetto con Sonja Bakić                                                         | duetto con Sonja Bakić                                                         | duetto con Sonja Bakić                                                         | duetto con Sonja Bakić                                                         | duetto con Sonja Bakić                                                         | duetto con Sonja Bakić                                                         | duetto con Sonja Bakić                                                         | duetto con Sonja Bakić                                                         | duetto con Sonja Bakić                                                         | duetto con Sonja Bakić                                                         | duetto con Sonja Bakić                                                         | duetto con Sonja Bakić                                                         | duetto con Sonja Bakić                                                         | duetto con Sonja Bakić                                                         | duetto con Sonja Bakić                                                         | duetto con Sonja Bakić                                                         | duetto con Sonja Bakić                                                         | duetto con Sonja Bakić                                                         | duetto con Sonja Bakić                                                         | duetto con Sonja Bakić                                                         | duetto con Sonja Bakić                                                         | duetto con Sonja Bakić                                                         | duetto con Sonja Bakić                                                         | duetto con Sonja Bakić                                                         | duetto con Sonja Bakić                                                         | duetto con Sonja Bakić                                                         | duetto con Sonja Bakić                                                         | duetto con Sonja Bakić                                                         | duetto con Sonja Bakić                                                         | duetto con Sonja Bakić                                                         | duetto con Sonja Bakić                                                         | duetto con Sonja Bakić                                                         | OneRepublic                               | OneRepublic                               | OneRepublic                               | OneRepublic                               | OneRepublic                               | OneRepublic                               | OneRepublic                               | OneRepublic                               | OneRepublic                               | OneRepublic                               | OneRepublic                               | OneRepublic                               | OneRepublic                               | OneRepublic                               | OneRepublic                               | OneRepublic                               | OneRepublic                               | OneRepublic                               | OneRepublic                               | OneRepublic                               | OneRepublic                               | OneRepublic                               | OneRepublic                               | OneRepublic                               | OneRepublic                               | OneRepublic                               | OneRepublic                               | OneRepublic                               | OneRepublic                               | OneRepublic                               | OneRepublic                               | OneRepublic                               | OneRepublic                               | OneRepublic                               | OneRepublic                               | OneRepublic                               | OneRepublic                               | OneRepublic                               | OneRepublic                               | OneRepublic                               | OneRepublic                               | OneRepublic                               | OneRepublic                               | OneRepublic                               | OneRepublic                               | OneRepublic                               | OneRepublic                               | OneRepublic                               | OneRepublic                               | OneRepublic                               | OneRepublic                               | OneRepublic                               | OneRepublic                               | OneRepublic                               | OneRepublic                               | OneRepublic                               | OneRepublic                               | OneRepublic                               | OneRepublic                               | OneRepublic                               | OneRepublic                               | OneRepublic                               | OneRepublic                               | OneRepublic                               | OneRepublic                               | OneRepublic                               | OneRepublic                               | OneRepublic                               | OneRepublic                               | OneRepublic                               | OneRepublic                               | OneRepublic                               | OneRepublic                               | OneRepublic                               | OneRepublic                               | OneRepublic                               | OneRepublic                               | OneRepublic                               | OneRepublic                               | OneRepublic                               | OneRepublic                               | OneRepublic                               | OneRepublic                               | OneRepublic                               | OneRepublic                               | OneRepublic                               | OneRepublic                               | OneRepublic                               | OneRepublic                               | OneRepublic                               | OneRepublic                               | OneRepublic                               | OneRepublic                               | OneRepublic                               | OneRepublic                               | OneRepublic                               | OneRepublic                               | OneRepublic                               | OneRepublic                               | OneRepublic                               | salvo                             | salvo                             | salvo                             | salvo                             | salvo                             | salvo                             | salvo                             | salvo                             | salvo                             | salvo                             | salvo                             | salvo                             | salvo                             | salvo                             | salvo                             | salvo                             | salvo                             | salvo                             | salvo                             | salvo                             | salvo                             | salvo                             | salvo                             | salvo                             | salvo                             | salvo                             | salvo                             | salvo                             | salvo                             | salvo                             | salvo                             | salvo                             | salvo                             | salvo                             | salvo                             | salvo                             | salvo                             | salvo                             | salvo                             | salvo                             | salvo                             | salvo                             | salvo                             | salvo                             | salvo                             | salvo                             | salvo                             | salvo                             | salvo                             | salvo                             | salvo                             | salvo                             | salvo                             | salvo                             | salvo                             | salvo                             | salvo                             | salvo                             | salvo                             | salvo                             | salvo                             | salvo                             | salvo                             | salvo                             | salvo                             | salvo                             | salvo                             | salvo                             | salvo                             | salvo                             | salvo                             | salvo                             | salvo                             | salvo                             | salvo                             | salvo                             | salvo                             | salvo                             | salvo                             | salvo                             | salvo                             | salvo                             | salvo                             | salvo                             | salvo                             | salvo                             | salvo                             | salvo                             | salvo                             | salvo                             | salvo                             | salvo                             | salvo                             | salvo                             | salvo                             | salvo                             | salvo                             | salvo                             | salvo                             | salvo                             |
| 5          | 5          | 5          | 5          | 5          | 5          | 5          | 5          | 5          | 5          | 5          | 5          | 5          | 5          | 5          | 5          | 5          | 5          | 5          | 5          | 5          | 5          | 5          | 5          | 5          | 5          | 5          | 5          | 5          | 5          | 5          | 5          | 5          | 5          | 5          | 5          | 5          | 5          | 5          | 5          | 5          | 5          | 5          | 5          | 5          | 5          | 5          | 5          | 5          | 5          | 5          | 5          | 5          | 5          | 5          | 5          | 5          | 5          | 5          | 5          | 5          | 5          | 5          | 5          | 5          | 5          | 5          | 5          | 5          | 5          | 5          | 5          | 5          | 5          | 5          | 5          | 5          | 5          | 5          | 5          | 5          | 5          | 5          | 5          | 5          | 5          | 5          | 5          | 5          | 5          | Kids                                                                 | Kids                                                                 | Kids                                                                 | Kids                                                                 | Kids                                                                 | Kids                                                                 | Kids                                                                 | Kids                                                                 | Kids                                                                 | Kids                                                                 | Kids                                                                 | Kids                                                                 | Kids                                                                 | Kids                                                                 | Kids                                                                 | Kids                                                                 | Kids                                                                 | Kids                                                                 | Kids                                                                 | Kids                                                                 | Kids                                                                 | Kids                                                                 | Kids                                                                 | Kids                                                                 | Kids                                                                 | Kids                                                                 | Kids                                                                 | Kids                                                                 | Kids                                                                 | Kids                                                                 | Kids                                                                 | Kids                                                                 | Kids                                                                 | Kids                                                                 | Kids                                                                 | Kids                                                                 | Kids                                                                 | Kids                                                                 | Kids                                                                 | Kids                                                                 | Kids                                                                 | Kids                                                                 | Kids                                                                 | Kids                                                                 | Kids                                                                 | Kids                                                                 | Kids                                                                 | Kids                                                                 | Kids                                                                 | Kids                                                                 | Kids                                                                 | Kids                                                                 | Kids                                                                 | Kids                                                                 | Kids                                                                 | Kids                                                                 | Kids                                                                 | Kids                                                                 | Kids                                                                 | Kids                                                                 | Kids                                                                 | Kids                                                                 | Kids                                                                 | Kids                                                                 | Kids                                                                 | Kids                                                                 | Kids                                                                 | Kids                                                                 | Kids                                                                 | Kids                                                                 | Kids                                                                 | Kids                                                                 | Kids                                                                 | Kids                                                                 | Kids                                                                 | Kids                                                                 | Kids                                                                 | Kids                                                                 | Kids                                                                 | Kids                                                                 | Kids                                                                 | Kids                                                                 | Kids                                                                 | Kids                                                                 | Kids                                                                 | Kids                                                                 | Kids                                                                 | Kids                                                                 | Kids                                                                 | Kids                                                                 | Kids                                                                 | Kids                                                                 | Kids                                                                 | Kids                                                                 | Kids                                                                 | Kids                                                                 | Kids                                                                 | Kids                                                                 | Kids                                                                 | Kids                                                                 | duetto con Ana Bebić                                                           | duetto con Ana Bebić                                                           | duetto con Ana Bebić                                                           | duetto con Ana Bebić                                                           | duetto con Ana Bebić                                                           | duetto con Ana Bebić                                                           | duetto con Ana Bebić                                                           | duetto con Ana Bebić                                                           | duetto con Ana Bebić                                                           | duetto con Ana Bebić                                                           | duetto con Ana Bebić                                                           | duetto con Ana Bebić                                                           | duetto con Ana Bebić                                                           | duetto con Ana Bebić                                                           | duetto con Ana Bebić                                                           | duetto con Ana Bebić                                                           | duetto con Ana Bebić                                                           | duetto con Ana Bebić                                                           | duetto con Ana Bebić                                                           | duetto con Ana Bebić                                                           | duetto con Ana Bebić                                                           | duetto con Ana Bebić                                                           | duetto con Ana Bebić                                                           | duetto con Ana Bebić                                                           | duetto con Ana Bebić                                                           | duetto con Ana Bebić                                                           | duetto con Ana Bebić                                                           | duetto con Ana Bebić                                                           | duetto con Ana Bebić                                                           | duetto con Ana Bebić                                                           | duetto con Ana Bebić                                                           | duetto con Ana Bebić                                                           | duetto con Ana Bebić                                                           | duetto con Ana Bebić                                                           | duetto con Ana Bebić                                                           | duetto con Ana Bebić                                                           | duetto con Ana Bebić                                                           | duetto con Ana Bebić                                                           | duetto con Ana Bebić                                                           | duetto con Ana Bebić                                                           | duetto con Ana Bebić                                                           | duetto con Ana Bebić                                                           | duetto con Ana Bebić                                                           | duetto con Ana Bebić                                                           | duetto con Ana Bebić                                                           | duetto con Ana Bebić                                                           | duetto con Ana Bebić                                                           | duetto con Ana Bebić                                                           | duetto con Ana Bebić                                                           | duetto con Ana Bebić                                                           | duetto con Ana Bebić                                                           | duetto con Ana Bebić                                                           | duetto con Ana Bebić                                                           | duetto con Ana Bebić                                                           | duetto con Ana Bebić                                                           | duetto con Ana Bebić                                                           | duetto con Ana Bebić                                                           | duetto con Ana Bebić                                                           | duetto con Ana Bebić                                                           | duetto con Ana Bebić                                                           | duetto con Ana Bebić                                                           | duetto con Ana Bebić                                                           | duetto con Ana Bebić                                                           | duetto con Ana Bebić                                                           | duetto con Ana Bebić                                                           | duetto con Ana Bebić                                                           | duetto con Ana Bebić                                                           | duetto con Ana Bebić                                                           | duetto con Ana Bebić                                                           | duetto con Ana Bebić                                                           | duetto con Ana Bebić                                                           | duetto con Ana Bebić                                                           | duetto con Ana Bebić                                                           | duetto con Ana Bebić                                                           | duetto con Ana Bebić                                                           | duetto con Ana Bebić                                                           | duetto con Ana Bebić                                                           | duetto con Ana Bebić                                                           | duetto con Ana Bebić                                                           | duetto con Ana Bebić                                                           | duetto con Ana Bebić                                                           | duetto con Ana Bebić                                                           | duetto con Ana Bebić                                                           | duetto con Ana Bebić                                                           | duetto con Ana Bebić                                                           | duetto con Ana Bebić                                                           | duetto con Ana Bebić                                                           | duetto con Ana Bebić                                                           | duetto con Ana Bebić                                                           | duetto con Ana Bebić                                                           | duetto con Ana Bebić                                                           | duetto con Ana Bebić                                                           | duetto con Ana Bebić                                                           | duetto con Ana Bebić                                                           | duetto con Ana Bebić                                                           | duetto con Ana Bebić                                                           | duetto con Ana Bebić                                                           | duetto con Ana Bebić                                                           | duetto con Ana Bebić                                                           | duetto con Ana Bebić                                                           | duetto con Ana Bebić                                                           | duetto con Ana Bebić                                                           | duetto con Ana Bebić                                                           | duetto con Ana Bebić                                                           | duetto con Ana Bebić                                                           | duetto con Ana Bebić                                                           | duetto con Ana Bebić                                                           | duetto con Ana Bebić                                                           | duetto con Ana Bebić                                                           | duetto con Ana Bebić                                                           | duetto con Ana Bebić                                                           | duetto con Ana Bebić                                                           | duetto con Ana Bebić                                                           | duetto con Ana Bebić                                                           | duetto con Ana Bebić                                                           | duetto con Ana Bebić                                                           | duetto con Ana Bebić                                                           | duetto con Ana Bebić                                                           | duetto con Ana Bebić                                                           | duetto con Ana Bebić                                                           | duetto con Ana Bebić                                                           | duetto con Ana Bebić                                                           | duetto con Ana Bebić                                                           | duetto con Ana Bebić                                                           | duetto con Ana Bebić                                                           | duetto con Ana Bebić                                                           | duetto con Ana Bebić                                                           | duetto con Ana Bebić                                                           | duetto con Ana Bebić                                                           | duetto con Ana Bebić                                                           | Kylie Minogue e Robbie Williams           | Kylie Minogue e Robbie Williams           | Kylie Minogue e Robbie Williams           | Kylie Minogue e Robbie Williams           | Kylie Minogue e Robbie Williams           | Kylie Minogue e Robbie Williams           | Kylie Minogue e Robbie Williams           | Kylie Minogue e Robbie Williams           | Kylie Minogue e Robbie Williams           | Kylie Minogue e Robbie Williams           | Kylie Minogue e Robbie Williams           | Kylie Minogue e Robbie Williams           | Kylie Minogue e Robbie Williams           | Kylie Minogue e Robbie Williams           | Kylie Minogue e Robbie Williams           | Kylie Minogue e Robbie Williams           | Kylie Minogue e Robbie Williams           | Kylie Minogue e Robbie Williams           | Kylie Minogue e Robbie Williams           | Kylie Minogue e Robbie Williams           | Kylie Minogue e Robbie Williams           | Kylie Minogue e Robbie Williams           | Kylie Minogue e Robbie Williams           | Kylie Minogue e Robbie Williams           | Kylie Minogue e Robbie Williams           | Kylie Minogue e Robbie Williams           | Kylie Minogue e Robbie Williams           | Kylie Minogue e Robbie Williams           | Kylie Minogue e Robbie Williams           | Kylie Minogue e Robbie Williams           | Kylie Minogue e Robbie Williams           | Kylie Minogue e Robbie Williams           | Kylie Minogue e Robbie Williams           | Kylie Minogue e Robbie Williams           | Kylie Minogue e Robbie Williams           | Kylie Minogue e Robbie Williams           | Kylie Minogue e Robbie Williams           | Kylie Minogue e Robbie Williams           | Kylie Minogue e Robbie Williams           | Kylie Minogue e Robbie Williams           | Kylie Minogue e Robbie Williams           | Kylie Minogue e Robbie Williams           | Kylie Minogue e Robbie Williams           | Kylie Minogue e Robbie Williams           | Kylie Minogue e Robbie Williams           | Kylie Minogue e Robbie Williams           | Kylie Minogue e Robbie Williams           | Kylie Minogue e Robbie Williams           | Kylie Minogue e Robbie Williams           | Kylie Minogue e Robbie Williams           | Kylie Minogue e Robbie Williams           | Kylie Minogue e Robbie Williams           | Kylie Minogue e Robbie Williams           | Kylie Minogue e Robbie Williams           | Kylie Minogue e Robbie Williams           | Kylie Minogue e Robbie Williams           | Kylie Minogue e Robbie Williams           | Kylie Minogue e Robbie Williams           | Kylie Minogue e Robbie Williams           | Kylie Minogue e Robbie Williams           | Kylie Minogue e Robbie Williams           | Kylie Minogue e Robbie Williams           | Kylie Minogue e Robbie Williams           | Kylie Minogue e Robbie Williams           | Kylie Minogue e Robbie Williams           | Kylie Minogue e Robbie Williams           | Kylie Minogue e Robbie Williams           | Kylie Minogue e Robbie Williams           | Kylie Minogue e Robbie Williams           | Kylie Minogue e Robbie Williams           | Kylie Minogue e Robbie Williams           | Kylie Minogue e Robbie Williams           | Kylie Minogue e Robbie Williams           | Kylie Minogue e Robbie Williams           | Kylie Minogue e Robbie Williams           | Kylie Minogue e Robbie Williams           | Kylie Minogue e Robbie Williams           | Kylie Minogue e Robbie Williams           | Kylie Minogue e Robbie Williams           | Kylie Minogue e Robbie Williams           | Kylie Minogue e Robbie Williams           | Kylie Minogue e Robbie Williams           | Kylie Minogue e Robbie Williams           | Kylie Minogue e Robbie Williams           | Kylie Minogue e Robbie Williams           | Kylie Minogue e Robbie Williams           | Kylie Minogue e Robbie Williams           | Kylie Minogue e Robbie Williams           | Kylie Minogue e Robbie Williams           | Kylie Minogue e Robbie Williams           | Kylie Minogue e Robbie Williams           | Kylie Minogue e Robbie Williams           | Kylie Minogue e Robbie Williams           | Kylie Minogue e Robbie Williams           | Kylie Minogue e Robbie Williams           | Kylie Minogue e Robbie Williams           | Kylie Minogue e Robbie Williams           | Kylie Minogue e Robbie Williams           | Kylie Minogue e Robbie Williams           | Kylie Minogue e Robbie Williams           | salvo                             | salvo                             | salvo                             | salvo                             | salvo                             | salvo                             | salvo                             | salvo                             | salvo                             | salvo                             | salvo                             | salvo                             | salvo                             | salvo                             | salvo                             | salvo                             | salvo                             | salvo                             | salvo                             | salvo                             | salvo                             | salvo                             | salvo                             | salvo                             | salvo                             | salvo                             | salvo                             | salvo                             | salvo                             | salvo                             | salvo                             | salvo                             | salvo                             | salvo                             | salvo                             | salvo                             | salvo                             | salvo                             | salvo                             | salvo                             | salvo                             | salvo                             | salvo                             | salvo                             | salvo                             | salvo                             | salvo                             | salvo                             | salvo                             | salvo                             | salvo                             | salvo                             | salvo                             | salvo                             | salvo                             | salvo                             | salvo                             | salvo                             | salvo                             | salvo                             | salvo                             | salvo                             | salvo                             | salvo                             | salvo                             | salvo                             | salvo                             | salvo                             | salvo                             | salvo                             | salvo                             | salvo                             | salvo                             | salvo                             | salvo                             | salvo                             | salvo                             | salvo                             | salvo                             | salvo                             | salvo                             | salvo                             | salvo                             | salvo                             | salvo                             | salvo                             | salvo                             | salvo                             | salvo                             | salvo                             | salvo                             | salvo                             | salvo                             | salvo                             | salvo                             | salvo                             | salvo                             | salvo                             | salvo                             | salvo                             |
| 6          | 6          | 6          | 6          | 6          | 6          | 6          | 6          | 6          | 6          | 6          | 6          | 6          | 6          | 6          | 6          | 6          | 6          | 6          | 6          | 6          | 6          | 6          | 6          | 6          | 6          | 6          | 6          | 6          | 6          | 6          | 6          | 6          | 6          | 6          | 6          | 6          | 6          | 6          | 6          | 6          | 6          | 6          | 6          | 6          | 6          | 6          | 6          | 6          | 6          | 6          | 6          | 6          | 6          | 6          | 6          | 6          | 6          | 6          | 6          | 6          | 6          | 6          | 6          | 6          | 6          | 6          | 6          | 6          | 6          | 6          | 6          | 6          | 6          | 6          | 6          | 6          | 6          | 6          | 6          | 6          | 6          | 6          | 6          | 6          | 6          | 6          | 6          | 6          | 6          | Da mi je biti morski pas/Ja volim samo sebe                          | Da mi je biti morski pas/Ja volim samo sebe                          | Da mi je biti morski pas/Ja volim samo sebe                          | Da mi je biti morski pas/Ja volim samo sebe                          | Da mi je biti morski pas/Ja volim samo sebe                          | Da mi je biti morski pas/Ja volim samo sebe                          | Da mi je biti morski pas/Ja volim samo sebe                          | Da mi je biti morski pas/Ja volim samo sebe                          | Da mi je biti morski pas/Ja volim samo sebe                          | Da mi je biti morski pas/Ja volim samo sebe                          | Da mi je biti morski pas/Ja volim samo sebe                          | Da mi je biti morski pas/Ja volim samo sebe                          | Da mi je biti morski pas/Ja volim samo sebe                          | Da mi je biti morski pas/Ja volim samo sebe                          | Da mi je biti morski pas/Ja volim samo sebe                          | Da mi je biti morski pas/Ja volim samo sebe                          | Da mi je biti morski pas/Ja volim samo sebe                          | Da mi je biti morski pas/Ja volim samo sebe                          | Da mi je biti morski pas/Ja volim samo sebe                          | Da mi je biti morski pas/Ja volim samo sebe                          | Da mi je biti morski pas/Ja volim samo sebe                          | Da mi je biti morski pas/Ja volim samo sebe                          | Da mi je biti morski pas/Ja volim samo sebe                          | Da mi je biti morski pas/Ja volim samo sebe                          | Da mi je biti morski pas/Ja volim samo sebe                          | Da mi je biti morski pas/Ja volim samo sebe                          | Da mi je biti morski pas/Ja volim samo sebe                          | Da mi je biti morski pas/Ja volim samo sebe                          | Da mi je biti morski pas/Ja volim samo sebe                          | Da mi je biti morski pas/Ja volim samo sebe                          | Da mi je biti morski pas/Ja volim samo sebe                          | Da mi je biti morski pas/Ja volim samo sebe                          | Da mi je biti morski pas/Ja volim samo sebe                          | Da mi je biti morski pas/Ja volim samo sebe                          | Da mi je biti morski pas/Ja volim samo sebe                          | Da mi je biti morski pas/Ja volim samo sebe                          | Da mi je biti morski pas/Ja volim samo sebe                          | Da mi je biti morski pas/Ja volim samo sebe                          | Da mi je biti morski pas/Ja volim samo sebe                          | Da mi je biti morski pas/Ja volim samo sebe                          | Da mi je biti morski pas/Ja volim samo sebe                          | Da mi je biti morski pas/Ja volim samo sebe                          | Da mi je biti morski pas/Ja volim samo sebe                          | Da mi je biti morski pas/Ja volim samo sebe                          | Da mi je biti morski pas/Ja volim samo sebe                          | Da mi je biti morski pas/Ja volim samo sebe                          | Da mi je biti morski pas/Ja volim samo sebe                          | Da mi je biti morski pas/Ja volim samo sebe                          | Da mi je biti morski pas/Ja volim samo sebe                          | Da mi je biti morski pas/Ja volim samo sebe                          | Da mi je biti morski pas/Ja volim samo sebe                          | Da mi je biti morski pas/Ja volim samo sebe                          | Da mi je biti morski pas/Ja volim samo sebe                          | Da mi je biti morski pas/Ja volim samo sebe                          | Da mi je biti morski pas/Ja volim samo sebe                          | Da mi je biti morski pas/Ja volim samo sebe                          | Da mi je biti morski pas/Ja volim samo sebe                          | Da mi je biti morski pas/Ja volim samo sebe                          | Da mi je biti morski pas/Ja volim samo sebe                          | Da mi je biti morski pas/Ja volim samo sebe                          | Da mi je biti morski pas/Ja volim samo sebe                          | Da mi je biti morski pas/Ja volim samo sebe                          | Da mi je biti morski pas/Ja volim samo sebe                          | Da mi je biti morski pas/Ja volim samo sebe                          | Da mi je biti morski pas/Ja volim samo sebe                          | Da mi je biti morski pas/Ja volim samo sebe                          | Da mi je biti morski pas/Ja volim samo sebe                          | Da mi je biti morski pas/Ja volim samo sebe                          | Da mi je biti morski pas/Ja volim samo sebe                          | Da mi je biti morski pas/Ja volim samo sebe                          | Da mi je biti morski pas/Ja volim samo sebe                          | Da mi je biti morski pas/Ja volim samo sebe                          | Da mi je biti morski pas/Ja volim samo sebe                          | Da mi je biti morski pas/Ja volim samo sebe                          | Da mi je biti morski pas/Ja volim samo sebe                          | Da mi je biti morski pas/Ja volim samo sebe                          | Da mi je biti morski pas/Ja volim samo sebe                          | Da mi je biti morski pas/Ja volim samo sebe                          | Da mi je biti morski pas/Ja volim samo sebe                          | Da mi je biti morski pas/Ja volim samo sebe                          | Da mi je biti morski pas/Ja volim samo sebe                          | Da mi je biti morski pas/Ja volim samo sebe                          | Da mi je biti morski pas/Ja volim samo sebe                          | Da mi je biti morski pas/Ja volim samo sebe                          | Da mi je biti morski pas/Ja volim samo sebe                          | Da mi je biti morski pas/Ja volim samo sebe                          | Da mi je biti morski pas/Ja volim samo sebe                          | Da mi je biti morski pas/Ja volim samo sebe                          | Da mi je biti morski pas/Ja volim samo sebe                          | Da mi je biti morski pas/Ja volim samo sebe                          | Da mi je biti morski pas/Ja volim samo sebe                          | Da mi je biti morski pas/Ja volim samo sebe                          | Da mi je biti morski pas/Ja volim samo sebe                          | Da mi je biti morski pas/Ja volim samo sebe                          | Da mi je biti morski pas/Ja volim samo sebe                          | Da mi je biti morski pas/Ja volim samo sebe                          | Da mi je biti morski pas/Ja volim samo sebe                          | Da mi je biti morski pas/Ja volim samo sebe                          | Da mi je biti morski pas/Ja volim samo sebe                          | Da mi je biti morski pas/Ja volim samo sebe                          | duetto con Nikola Sarić                                                        | duetto con Nikola Sarić                                                        | duetto con Nikola Sarić                                                        | duetto con Nikola Sarić                                                        | duetto con Nikola Sarić                                                        | duetto con Nikola Sarić                                                        | duetto con Nikola Sarić                                                        | duetto con Nikola Sarić                                                        | duetto con Nikola Sarić                                                        | duetto con Nikola Sarić                                                        | duetto con Nikola Sarić                                                        | duetto con Nikola Sarić                                                        | duetto con Nikola Sarić                                                        | duetto con Nikola Sarić                                                        | duetto con Nikola Sarić                                                        | duetto con Nikola Sarić                                                        | duetto con Nikola Sarić                                                        | duetto con Nikola Sarić                                                        | duetto con Nikola Sarić                                                        | duetto con Nikola Sarić                                                        | duetto con Nikola Sarić                                                        | duetto con Nikola Sarić                                                        | duetto con Nikola Sarić                                                        | duetto con Nikola Sarić                                                        | duetto con Nikola Sarić                                                        | duetto con Nikola Sarić                                                        | duetto con Nikola Sarić                                                        | duetto con Nikola Sarić                                                        | duetto con Nikola Sarić                                                        | duetto con Nikola Sarić                                                        | duetto con Nikola Sarić                                                        | duetto con Nikola Sarić                                                        | duetto con Nikola Sarić                                                        | duetto con Nikola Sarić                                                        | duetto con Nikola Sarić                                                        | duetto con Nikola Sarić                                                        | duetto con Nikola Sarić                                                        | duetto con Nikola Sarić                                                        | duetto con Nikola Sarić                                                        | duetto con Nikola Sarić                                                        | duetto con Nikola Sarić                                                        | duetto con Nikola Sarić                                                        | duetto con Nikola Sarić                                                        | duetto con Nikola Sarić                                                        | duetto con Nikola Sarić                                                        | duetto con Nikola Sarić                                                        | duetto con Nikola Sarić                                                        | duetto con Nikola Sarić                                                        | duetto con Nikola Sarić                                                        | duetto con Nikola Sarić                                                        | duetto con Nikola Sarić                                                        | duetto con Nikola Sarić                                                        | duetto con Nikola Sarić                                                        | duetto con Nikola Sarić                                                        | duetto con Nikola Sarić                                                        | duetto con Nikola Sarić                                                        | duetto con Nikola Sarić                                                        | duetto con Nikola Sarić                                                        | duetto con Nikola Sarić                                                        | duetto con Nikola Sarić                                                        | duetto con Nikola Sarić                                                        | duetto con Nikola Sarić                                                        | duetto con Nikola Sarić                                                        | duetto con Nikola Sarić                                                        | duetto con Nikola Sarić                                                        | duetto con Nikola Sarić                                                        | duetto con Nikola Sarić                                                        | duetto con Nikola Sarić                                                        | duetto con Nikola Sarić                                                        | duetto con Nikola Sarić                                                        | duetto con Nikola Sarić                                                        | duetto con Nikola Sarić                                                        | duetto con Nikola Sarić                                                        | duetto con Nikola Sarić                                                        | duetto con Nikola Sarić                                                        | duetto con Nikola Sarić                                                        | duetto con Nikola Sarić                                                        | duetto con Nikola Sarić                                                        | duetto con Nikola Sarić                                                        | duetto con Nikola Sarić                                                        | duetto con Nikola Sarić                                                        | duetto con Nikola Sarić                                                        | duetto con Nikola Sarić                                                        | duetto con Nikola Sarić                                                        | duetto con Nikola Sarić                                                        | duetto con Nikola Sarić                                                        | duetto con Nikola Sarić                                                        | duetto con Nikola Sarić                                                        | duetto con Nikola Sarić                                                        | duetto con Nikola Sarić                                                        | duetto con Nikola Sarić                                                        | duetto con Nikola Sarić                                                        | duetto con Nikola Sarić                                                        | duetto con Nikola Sarić                                                        | duetto con Nikola Sarić                                                        | duetto con Nikola Sarić                                                        | duetto con Nikola Sarić                                                        | duetto con Nikola Sarić                                                        | duetto con Nikola Sarić                                                        | duetto con Nikola Sarić                                                        | duetto con Nikola Sarić                                                        | duetto con Nikola Sarić                                                        | duetto con Nikola Sarić                                                        | duetto con Nikola Sarić                                                        | duetto con Nikola Sarić                                                        | duetto con Nikola Sarić                                                        | duetto con Nikola Sarić                                                        | duetto con Nikola Sarić                                                        | duetto con Nikola Sarić                                                        | duetto con Nikola Sarić                                                        | duetto con Nikola Sarić                                                        | duetto con Nikola Sarić                                                        | duetto con Nikola Sarić                                                        | duetto con Nikola Sarić                                                        | duetto con Nikola Sarić                                                        | duetto con Nikola Sarić                                                        | duetto con Nikola Sarić                                                        | duetto con Nikola Sarić                                                        | duetto con Nikola Sarić                                                        | duetto con Nikola Sarić                                                        | duetto con Nikola Sarić                                                        | duetto con Nikola Sarić                                                        | duetto con Nikola Sarić                                                        | duetto con Nikola Sarić                                                        | duetto con Nikola Sarić                                                        | duetto con Nikola Sarić                                                        | duetto con Nikola Sarić                                                        | duetto con Nikola Sarić                                                        | duetto con Nikola Sarić                                                        | duetto con Nikola Sarić                                                        | Metak/Psihomodo Pop                       | Metak/Psihomodo Pop                       | Metak/Psihomodo Pop                       | Metak/Psihomodo Pop                       | Metak/Psihomodo Pop                       | Metak/Psihomodo Pop                       | Metak/Psihomodo Pop                       | Metak/Psihomodo Pop                       | Metak/Psihomodo Pop                       | Metak/Psihomodo Pop                       | Metak/Psihomodo Pop                       | Metak/Psihomodo Pop                       | Metak/Psihomodo Pop                       | Metak/Psihomodo Pop                       | Metak/Psihomodo Pop                       | Metak/Psihomodo Pop                       | Metak/Psihomodo Pop                       | Metak/Psihomodo Pop                       | Metak/Psihomodo Pop                       | Metak/Psihomodo Pop                       | Metak/Psihomodo Pop                       | Metak/Psihomodo Pop                       | Metak/Psihomodo Pop                       | Metak/Psihomodo Pop                       | Metak/Psihomodo Pop                       | Metak/Psihomodo Pop                       | Metak/Psihomodo Pop                       | Metak/Psihomodo Pop                       | Metak/Psihomodo Pop                       | Metak/Psihomodo Pop                       | Metak/Psihomodo Pop                       | Metak/Psihomodo Pop                       | Metak/Psihomodo Pop                       | Metak/Psihomodo Pop                       | Metak/Psihomodo Pop                       | Metak/Psihomodo Pop                       | Metak/Psihomodo Pop                       | Metak/Psihomodo Pop                       | Metak/Psihomodo Pop                       | Metak/Psihomodo Pop                       | Metak/Psihomodo Pop                       | Metak/Psihomodo Pop                       | Metak/Psihomodo Pop                       | Metak/Psihomodo Pop                       | Metak/Psihomodo Pop                       | Metak/Psihomodo Pop                       | Metak/Psihomodo Pop                       | Metak/Psihomodo Pop                       | Metak/Psihomodo Pop                       | Metak/Psihomodo Pop                       | Metak/Psihomodo Pop                       | Metak/Psihomodo Pop                       | Metak/Psihomodo Pop                       | Metak/Psihomodo Pop                       | Metak/Psihomodo Pop                       | Metak/Psihomodo Pop                       | Metak/Psihomodo Pop                       | Metak/Psihomodo Pop                       | Metak/Psihomodo Pop                       | Metak/Psihomodo Pop                       | Metak/Psihomodo Pop                       | Metak/Psihomodo Pop                       | Metak/Psihomodo Pop                       | Metak/Psihomodo Pop                       | Metak/Psihomodo Pop                       | Metak/Psihomodo Pop                       | Metak/Psihomodo Pop                       | Metak/Psihomodo Pop                       | Metak/Psihomodo Pop                       | Metak/Psihomodo Pop                       | Metak/Psihomodo Pop                       | Metak/Psihomodo Pop                       | Metak/Psihomodo Pop                       | Metak/Psihomodo Pop                       | Metak/Psihomodo Pop                       | Metak/Psihomodo Pop                       | Metak/Psihomodo Pop                       | Metak/Psihomodo Pop                       | Metak/Psihomodo Pop                       | Metak/Psihomodo Pop                       | Metak/Psihomodo Pop                       | Metak/Psihomodo Pop                       | Metak/Psihomodo Pop                       | Metak/Psihomodo Pop                       | Metak/Psihomodo Pop                       | Metak/Psihomodo Pop                       | Metak/Psihomodo Pop                       | Metak/Psihomodo Pop                       | Metak/Psihomodo Pop                       | Metak/Psihomodo Pop                       | Metak/Psihomodo Pop                       | Metak/Psihomodo Pop                       | Metak/Psihomodo Pop                       | Metak/Psihomodo Pop                       | Metak/Psihomodo Pop                       | Metak/Psihomodo Pop                       | Metak/Psihomodo Pop                       | Metak/Psihomodo Pop                       | Metak/Psihomodo Pop                       | Metak/Psihomodo Pop                       | Nominato (tutti gli studenti)     | Nominato (tutti gli studenti)     | Nominato (tutti gli studenti)     | Nominato (tutti gli studenti)     | Nominato (tutti gli studenti)     | Nominato (tutti gli studenti)     | Nominato (tutti gli studenti)     | Nominato (tutti gli studenti)     | Nominato (tutti gli studenti)     | Nominato (tutti gli studenti)     | Nominato (tutti gli studenti)     | Nominato (tutti gli studenti)     | Nominato (tutti gli studenti)     | Nominato (tutti gli studenti)     | Nominato (tutti gli studenti)     | Nominato (tutti gli studenti)     | Nominato (tutti gli studenti)     | Nominato (tutti gli studenti)     | Nominato (tutti gli studenti)     | Nominato (tutti gli studenti)     | Nominato (tutti gli studenti)     | Nominato (tutti gli studenti)     | Nominato (tutti gli studenti)     | Nominato (tutti gli studenti)     | Nominato (tutti gli studenti)     | Nominato (tutti gli studenti)     | Nominato (tutti gli studenti)     | Nominato (tutti gli studenti)     | Nominato (tutti gli studenti)     | Nominato (tutti gli studenti)     | Nominato (tutti gli studenti)     | Nominato (tutti gli studenti)     | Nominato (tutti gli studenti)     | Nominato (tutti gli studenti)     | Nominato (tutti gli studenti)     | Nominato (tutti gli studenti)     | Nominato (tutti gli studenti)     | Nominato (tutti gli studenti)     | Nominato (tutti gli studenti)     | Nominato (tutti gli studenti)     | Nominato (tutti gli studenti)     | Nominato (tutti gli studenti)     | Nominato (tutti gli studenti)     | Nominato (tutti gli studenti)     | Nominato (tutti gli studenti)     | Nominato (tutti gli studenti)     | Nominato (tutti gli studenti)     | Nominato (tutti gli studenti)     | Nominato (tutti gli studenti)     | Nominato (tutti gli studenti)     | Nominato (tutti gli studenti)     | Nominato (tutti gli studenti)     | Nominato (tutti gli studenti)     | Nominato (tutti gli studenti)     | Nominato (tutti gli studenti)     | Nominato (tutti gli studenti)     | Nominato (tutti gli studenti)     | Nominato (tutti gli studenti)     | Nominato (tutti gli studenti)     | Nominato (tutti gli studenti)     | Nominato (tutti gli studenti)     | Nominato (tutti gli studenti)     | Nominato (tutti gli studenti)     | Nominato (tutti gli studenti)     | Nominato (tutti gli studenti)     | Nominato (tutti gli studenti)     | Nominato (tutti gli studenti)     | Nominato (tutti gli studenti)     | Nominato (tutti gli studenti)     | Nominato (tutti gli studenti)     | Nominato (tutti gli studenti)     | Nominato (tutti gli studenti)     | Nominato (tutti gli studenti)     | Nominato (tutti gli studenti)     | Nominato (tutti gli studenti)     | Nominato (tutti gli studenti)     | Nominato (tutti gli studenti)     | Nominato (tutti gli studenti)     | Nominato (tutti gli studenti)     | Nominato (tutti gli studenti)     | Nominato (tutti gli studenti)     | Nominato (tutti gli studenti)     | Nominato (tutti gli studenti)     | Nominato (tutti gli studenti)     | Nominato (tutti gli studenti)     | Nominato (tutti gli studenti)     | Nominato (tutti gli studenti)     | Nominato (tutti gli studenti)     | Nominato (tutti gli studenti)     | Nominato (tutti gli studenti)     | Nominato (tutti gli studenti)     | Nominato (tutti gli studenti)     | Nominato (tutti gli studenti)     | Nominato (tutti gli studenti)     | Nominato (tutti gli studenti)     | Nominato (tutti gli studenti)     | Nominato (tutti gli studenti)     | Nominato (tutti gli studenti)     | Nominato (tutti gli studenti)     | Nominato (tutti gli studenti)     |
| 7          | 7          | 7          | 7          | 7          | 7          | 7          | 7          | 7          | 7          | 7          | 7          | 7          | 7          | 7          | 7          | 7          | 7          | 7          | 7          | 7          | 7          | 7          | 7          | 7          | 7          | 7          | 7          | 7          | 7          | 7          | 7          | 7          | 7          | 7          | 7          | 7          | 7          | 7          | 7          | 7          | 7          | 7          | 7          | 7          | 7          | 7          | 7          | 7          | 7          | 7          | 7          | 7          | 7          | 7          | 7          | 7          | 7          | 7          | 7          | 7          | 7          | 7          | 7          | 7          | 7          | 7          | 7          | 7          | 7          | 7          | 7          | 7          | 7          | 7          | 7          | 7          | 7          | 7          | 7          | 7          | 7          | 7          | 7          | 7          | 7          | 7          | 7          | 7          | 7          | Klatno                                                               | Klatno                                                               | Klatno                                                               | Klatno                                                               | Klatno                                                               | Klatno                                                               | Klatno                                                               | Klatno                                                               | Klatno                                                               | Klatno                                                               | Klatno                                                               | Klatno                                                               | Klatno                                                               | Klatno                                                               | Klatno                                                               | Klatno                                                               | Klatno                                                               | Klatno                                                               | Klatno                                                               | Klatno                                                               | Klatno                                                               | Klatno                                                               | Klatno                                                               | Klatno                                                               | Klatno                                                               | Klatno                                                               | Klatno                                                               | Klatno                                                               | Klatno                                                               | Klatno                                                               | Klatno                                                               | Klatno                                                               | Klatno                                                               | Klatno                                                               | Klatno                                                               | Klatno                                                               | Klatno                                                               | Klatno                                                               | Klatno                                                               | Klatno                                                               | Klatno                                                               | Klatno                                                               | Klatno                                                               | Klatno                                                               | Klatno                                                               | Klatno                                                               | Klatno                                                               | Klatno                                                               | Klatno                                                               | Klatno                                                               | Klatno                                                               | Klatno                                                               | Klatno                                                               | Klatno                                                               | Klatno                                                               | Klatno                                                               | Klatno                                                               | Klatno                                                               | Klatno                                                               | Klatno                                                               | Klatno                                                               | Klatno                                                               | Klatno                                                               | Klatno                                                               | Klatno                                                               | Klatno                                                               | Klatno                                                               | Klatno                                                               | Klatno                                                               | Klatno                                                               | Klatno                                                               | Klatno                                                               | Klatno                                                               | Klatno                                                               | Klatno                                                               | Klatno                                                               | Klatno                                                               | Klatno                                                               | Klatno                                                               | Klatno                                                               | Klatno                                                               | Klatno                                                               | Klatno                                                               | Klatno                                                               | Klatno                                                               | Klatno                                                               | Klatno                                                               | Klatno                                                               | Klatno                                                               | Klatno                                                               | Klatno                                                               | Klatno                                                               | Klatno                                                               | Klatno                                                               | Klatno                                                               | Klatno                                                               | Klatno                                                               | Klatno                                                               | Klatno                                                               | Klatno                                                               | da solo                                                                        | da solo                                                                        | da solo                                                                        | da solo                                                                        | da solo                                                                        | da solo                                                                        | da solo                                                                        | da solo                                                                        | da solo                                                                        | da solo                                                                        | da solo                                                                        | da solo                                                                        | da solo                                                                        | da solo                                                                        | da solo                                                                        | da solo                                                                        | da solo                                                                        | da solo                                                                        | da solo                                                                        | da solo                                                                        | da solo                                                                        | da solo                                                                        | da solo                                                                        | da solo                                                                        | da solo                                                                        | da solo                                                                        | da solo                                                                        | da solo                                                                        | da solo                                                                        | da solo                                                                        | da solo                                                                        | da solo                                                                        | da solo                                                                        | da solo                                                                        | da solo                                                                        | da solo                                                                        | da solo                                                                        | da solo                                                                        | da solo                                                                        | da solo                                                                        | da solo                                                                        | da solo                                                                        | da solo                                                                        | da solo                                                                        | da solo                                                                        | da solo                                                                        | da solo                                                                        | da solo                                                                        | da solo                                                                        | da solo                                                                        | da solo                                                                        | da solo                                                                        | da solo                                                                        | da solo                                                                        | da solo                                                                        | da solo                                                                        | da solo                                                                        | da solo                                                                        | da solo                                                                        | da solo                                                                        | da solo                                                                        | da solo                                                                        | da solo                                                                        | da solo                                                                        | da solo                                                                        | da solo                                                                        | da solo                                                                        | da solo                                                                        | da solo                                                                        | da solo                                                                        | da solo                                                                        | da solo                                                                        | da solo                                                                        | da solo                                                                        | da solo                                                                        | da solo                                                                        | da solo                                                                        | da solo                                                                        | da solo                                                                        | da solo                                                                        | da solo                                                                        | da solo                                                                        | da solo                                                                        | da solo                                                                        | da solo                                                                        | da solo                                                                        | da solo                                                                        | da solo                                                                        | da solo                                                                        | da solo                                                                        | da solo                                                                        | da solo                                                                        | da solo                                                                        | da solo                                                                        | da solo                                                                        | da solo                                                                        | da solo                                                                        | da solo                                                                        | da solo                                                                        | da solo                                                                        | da solo                                                                        | da solo                                                                        | da solo                                                                        | da solo                                                                        | da solo                                                                        | da solo                                                                        | da solo                                                                        | da solo                                                                        | da solo                                                                        | da solo                                                                        | da solo                                                                        | da solo                                                                        | da solo                                                                        | da solo                                                                        | da solo                                                                        | da solo                                                                        | da solo                                                                        | da solo                                                                        | da solo                                                                        | da solo                                                                        | da solo                                                                        | da solo                                                                        | da solo                                                                        | da solo                                                                        | da solo                                                                        | da solo                                                                        | da solo                                                                        | da solo                                                                        | da solo                                                                        | da solo                                                                        | Van Gogh                                  | Van Gogh                                  | Van Gogh                                  | Van Gogh                                  | Van Gogh                                  | Van Gogh                                  | Van Gogh                                  | Van Gogh                                  | Van Gogh                                  | Van Gogh                                  | Van Gogh                                  | Van Gogh                                  | Van Gogh                                  | Van Gogh                                  | Van Gogh                                  | Van Gogh                                  | Van Gogh                                  | Van Gogh                                  | Van Gogh                                  | Van Gogh                                  | Van Gogh                                  | Van Gogh                                  | Van Gogh                                  | Van Gogh                                  | Van Gogh                                  | Van Gogh                                  | Van Gogh                                  | Van Gogh                                  | Van Gogh                                  | Van Gogh                                  | Van Gogh                                  | Van Gogh                                  | Van Gogh                                  | Van Gogh                                  | Van Gogh                                  | Van Gogh                                  | Van Gogh                                  | Van Gogh                                  | Van Gogh                                  | Van Gogh                                  | Van Gogh                                  | Van Gogh                                  | Van Gogh                                  | Van Gogh                                  | Van Gogh                                  | Van Gogh                                  | Van Gogh                                  | Van Gogh                                  | Van Gogh                                  | Van Gogh                                  | Van Gogh                                  | Van Gogh                                  | Van Gogh                                  | Van Gogh                                  | Van Gogh                                  | Van Gogh                                  | Van Gogh                                  | Van Gogh                                  | Van Gogh                                  | Van Gogh                                  | Van Gogh                                  | Van Gogh                                  | Van Gogh                                  | Van Gogh                                  | Van Gogh                                  | Van Gogh                                  | Van Gogh                                  | Van Gogh                                  | Van Gogh                                  | Van Gogh                                  | Van Gogh                                  | Van Gogh                                  | Van Gogh                                  | Van Gogh                                  | Van Gogh                                  | Van Gogh                                  | Van Gogh                                  | Van Gogh                                  | Van Gogh                                  | Van Gogh                                  | Van Gogh                                  | Van Gogh                                  | Van Gogh                                  | Van Gogh                                  | Van Gogh                                  | Van Gogh                                  | Van Gogh                                  | Van Gogh                                  | Van Gogh                                  | Van Gogh                                  | Van Gogh                                  | Van Gogh                                  | Van Gogh                                  | Van Gogh                                  | Van Gogh                                  | Van Gogh                                  | Van Gogh                                  | Van Gogh                                  | Van Gogh                                  | Van Gogh                                  | passa / salvo                     | passa / salvo                     | passa / salvo                     | passa / salvo                     | passa / salvo                     | passa / salvo                     | passa / salvo                     | passa / salvo                     | passa / salvo                     | passa / salvo                     | passa / salvo                     | passa / salvo                     | passa / salvo                     | passa / salvo                     | passa / salvo                     | passa / salvo                     | passa / salvo                     | passa / salvo                     | passa / salvo                     | passa / salvo                     | passa / salvo                     | passa / salvo                     | passa / salvo                     | passa / salvo                     | passa / salvo                     | passa / salvo                     | passa / salvo                     | passa / salvo                     | passa / salvo                     | passa / salvo                     | passa / salvo                     | passa / salvo                     | passa / salvo                     | passa / salvo                     | passa / salvo                     | passa / salvo                     | passa / salvo                     | passa / salvo                     | passa / salvo                     | passa / salvo                     | passa / salvo                     | passa / salvo                     | passa / salvo                     | passa / salvo                     | passa / salvo                     | passa / salvo                     | passa / salvo                     | passa / salvo                     | passa / salvo                     | passa / salvo                     | passa / salvo                     | passa / salvo                     | passa / salvo                     | passa / salvo                     | passa / salvo                     | passa / salvo                     | passa / salvo                     | passa / salvo                     | passa / salvo                     | passa / salvo                     | passa / salvo                     | passa / salvo                     | passa / salvo                     | passa / salvo                     | passa / salvo                     | passa / salvo                     | passa / salvo                     | passa / salvo                     | passa / salvo                     | passa / salvo                     | passa / salvo                     | passa / salvo                     | passa / salvo                     | passa / salvo                     | passa / salvo                     | passa / salvo                     | passa / salvo                     | passa / salvo                     | passa / salvo                     | passa / salvo                     | passa / salvo                     | passa / salvo                     | passa / salvo                     | passa / salvo                     | passa / salvo                     | passa / salvo                     | passa / salvo                     | passa / salvo                     | passa / salvo                     | passa / salvo                     | passa / salvo                     | passa / salvo                     | passa / salvo                     | passa / salvo                     | passa / salvo                     | passa / salvo                     | passa / salvo                     | passa / salvo                     | passa / salvo                     | passa / salvo                     |
| 8          | 8          | 8          | 8          | 8          | 8          | 8          | 8          | 8          | 8          | 8          | 8          | 8          | 8          | 8          | 8          | 8          | 8          | 8          | 8          | 8          | 8          | 8          | 8          | 8          | 8          | 8          | 8          | 8          | 8          | 8          | 8          | 8          | 8          | 8          | 8          | 8          | 8          | 8          | 8          | 8          | 8          | 8          | 8          | 8          | 8          | 8          | 8          | 8          | 8          | 8          | 8          | 8          | 8          | 8          | 8          | 8          | 8          | 8          | 8          | 8          | 8          | 8          | 8          | 8          | 8          | 8          | 8          | 8          | 8          | 8          | 8          | 8          | 8          | 8          | 8          | 8          | 8          | 8          | 8          | 8          | 8          | 8          | 8          | 8          | 8          | 8          | 8          | 8          | 8          | highway to hell Himna OT (versione coro gospel)                      | highway to hell Himna OT (versione coro gospel)                      | highway to hell Himna OT (versione coro gospel)                      | highway to hell Himna OT (versione coro gospel)                      | highway to hell Himna OT (versione coro gospel)                      | highway to hell Himna OT (versione coro gospel)                      | highway to hell Himna OT (versione coro gospel)                      | highway to hell Himna OT (versione coro gospel)                      | highway to hell Himna OT (versione coro gospel)                      | highway to hell Himna OT (versione coro gospel)                      | highway to hell Himna OT (versione coro gospel)                      | highway to hell Himna OT (versione coro gospel)                      | highway to hell Himna OT (versione coro gospel)                      | highway to hell Himna OT (versione coro gospel)                      | highway to hell Himna OT (versione coro gospel)                      | highway to hell Himna OT (versione coro gospel)                      | highway to hell Himna OT (versione coro gospel)                      | highway to hell Himna OT (versione coro gospel)                      | highway to hell Himna OT (versione coro gospel)                      | highway to hell Himna OT (versione coro gospel)                      | highway to hell Himna OT (versione coro gospel)                      | highway to hell Himna OT (versione coro gospel)                      | highway to hell Himna OT (versione coro gospel)                      | highway to hell Himna OT (versione coro gospel)                      | highway to hell Himna OT (versione coro gospel)                      | highway to hell Himna OT (versione coro gospel)                      | highway to hell Himna OT (versione coro gospel)                      | highway to hell Himna OT (versione coro gospel)                      | highway to hell Himna OT (versione coro gospel)                      | highway to hell Himna OT (versione coro gospel)                      | highway to hell Himna OT (versione coro gospel)                      | highway to hell Himna OT (versione coro gospel)                      | highway to hell Himna OT (versione coro gospel)                      | highway to hell Himna OT (versione coro gospel)                      | highway to hell Himna OT (versione coro gospel)                      | highway to hell Himna OT (versione coro gospel)                      | highway to hell Himna OT (versione coro gospel)                      | highway to hell Himna OT (versione coro gospel)                      | highway to hell Himna OT (versione coro gospel)                      | highway to hell Himna OT (versione coro gospel)                      | highway to hell Himna OT (versione coro gospel)                      | highway to hell Himna OT (versione coro gospel)                      | highway to hell Himna OT (versione coro gospel)                      | highway to hell Himna OT (versione coro gospel)                      | highway to hell Himna OT (versione coro gospel)                      | highway to hell Himna OT (versione coro gospel)                      | highway to hell Himna OT (versione coro gospel)                      | highway to hell Himna OT (versione coro gospel)                      | highway to hell Himna OT (versione coro gospel)                      | highway to hell Himna OT (versione coro gospel)                      | highway to hell Himna OT (versione coro gospel)                      | highway to hell Himna OT (versione coro gospel)                      | highway to hell Himna OT (versione coro gospel)                      | highway to hell Himna OT (versione coro gospel)                      | highway to hell Himna OT (versione coro gospel)                      | highway to hell Himna OT (versione coro gospel)                      | highway to hell Himna OT (versione coro gospel)                      | highway to hell Himna OT (versione coro gospel)                      | highway to hell Himna OT (versione coro gospel)                      | highway to hell Himna OT (versione coro gospel)                      | highway to hell Himna OT (versione coro gospel)                      | highway to hell Himna OT (versione coro gospel)                      | highway to hell Himna OT (versione coro gospel)                      | highway to hell Himna OT (versione coro gospel)                      | highway to hell Himna OT (versione coro gospel)                      | highway to hell Himna OT (versione coro gospel)                      | highway to hell Himna OT (versione coro gospel)                      | highway to hell Himna OT (versione coro gospel)                      | highway to hell Himna OT (versione coro gospel)                      | highway to hell Himna OT (versione coro gospel)                      | highway to hell Himna OT (versione coro gospel)                      | highway to hell Himna OT (versione coro gospel)                      | highway to hell Himna OT (versione coro gospel)                      | highway to hell Himna OT (versione coro gospel)                      | highway to hell Himna OT (versione coro gospel)                      | highway to hell Himna OT (versione coro gospel)                      | highway to hell Himna OT (versione coro gospel)                      | highway to hell Himna OT (versione coro gospel)                      | highway to hell Himna OT (versione coro gospel)                      | highway to hell Himna OT (versione coro gospel)                      | highway to hell Himna OT (versione coro gospel)                      | highway to hell Himna OT (versione coro gospel)                      | highway to hell Himna OT (versione coro gospel)                      | highway to hell Himna OT (versione coro gospel)                      | highway to hell Himna OT (versione coro gospel)                      | highway to hell Himna OT (versione coro gospel)                      | highway to hell Himna OT (versione coro gospel)                      | highway to hell Himna OT (versione coro gospel)                      | highway to hell Himna OT (versione coro gospel)                      | highway to hell Himna OT (versione coro gospel)                      | highway to hell Himna OT (versione coro gospel)                      | highway to hell Himna OT (versione coro gospel)                      | highway to hell Himna OT (versione coro gospel)                      | highway to hell Himna OT (versione coro gospel)                      | highway to hell Himna OT (versione coro gospel)                      | highway to hell Himna OT (versione coro gospel)                      | highway to hell Himna OT (versione coro gospel)                      | highway to hell Himna OT (versione coro gospel)                      | highway to hell Himna OT (versione coro gospel)                      | highway to hell Himna OT (versione coro gospel)                      | da solo tutti gli studenti dell'8º gala                                        | da solo tutti gli studenti dell'8º gala                                        | da solo tutti gli studenti dell'8º gala                                        | da solo tutti gli studenti dell'8º gala                                        | da solo tutti gli studenti dell'8º gala                                        | da solo tutti gli studenti dell'8º gala                                        | da solo tutti gli studenti dell'8º gala                                        | da solo tutti gli studenti dell'8º gala                                        | da solo tutti gli studenti dell'8º gala                                        | da solo tutti gli studenti dell'8º gala                                        | da solo tutti gli studenti dell'8º gala                                        | da solo tutti gli studenti dell'8º gala                                        | da solo tutti gli studenti dell'8º gala                                        | da solo tutti gli studenti dell'8º gala                                        | da solo tutti gli studenti dell'8º gala                                        | da solo tutti gli studenti dell'8º gala                                        | da solo tutti gli studenti dell'8º gala                                        | da solo tutti gli studenti dell'8º gala                                        | da solo tutti gli studenti dell'8º gala                                        | da solo tutti gli studenti dell'8º gala                                        | da solo tutti gli studenti dell'8º gala                                        | da solo tutti gli studenti dell'8º gala                                        | da solo tutti gli studenti dell'8º gala                                        | da solo tutti gli studenti dell'8º gala                                        | da solo tutti gli studenti dell'8º gala                                        | da solo tutti gli studenti dell'8º gala                                        | da solo tutti gli studenti dell'8º gala                                        | da solo tutti gli studenti dell'8º gala                                        | da solo tutti gli studenti dell'8º gala                                        | da solo tutti gli studenti dell'8º gala                                        | da solo tutti gli studenti dell'8º gala                                        | da solo tutti gli studenti dell'8º gala                                        | da solo tutti gli studenti dell'8º gala                                        | da solo tutti gli studenti dell'8º gala                                        | da solo tutti gli studenti dell'8º gala                                        | da solo tutti gli studenti dell'8º gala                                        | da solo tutti gli studenti dell'8º gala                                        | da solo tutti gli studenti dell'8º gala                                        | da solo tutti gli studenti dell'8º gala                                        | da solo tutti gli studenti dell'8º gala                                        | da solo tutti gli studenti dell'8º gala                                        | da solo tutti gli studenti dell'8º gala                                        | da solo tutti gli studenti dell'8º gala                                        | da solo tutti gli studenti dell'8º gala                                        | da solo tutti gli studenti dell'8º gala                                        | da solo tutti gli studenti dell'8º gala                                        | da solo tutti gli studenti dell'8º gala                                        | da solo tutti gli studenti dell'8º gala                                        | da solo tutti gli studenti dell'8º gala                                        | da solo tutti gli studenti dell'8º gala                                        | da solo tutti gli studenti dell'8º gala                                        | da solo tutti gli studenti dell'8º gala                                        | da solo tutti gli studenti dell'8º gala                                        | da solo tutti gli studenti dell'8º gala                                        | da solo tutti gli studenti dell'8º gala                                        | da solo tutti gli studenti dell'8º gala                                        | da solo tutti gli studenti dell'8º gala                                        | da solo tutti gli studenti dell'8º gala                                        | da solo tutti gli studenti dell'8º gala                                        | da solo tutti gli studenti dell'8º gala                                        | da solo tutti gli studenti dell'8º gala                                        | da solo tutti gli studenti dell'8º gala                                        | da solo tutti gli studenti dell'8º gala                                        | da solo tutti gli studenti dell'8º gala                                        | da solo tutti gli studenti dell'8º gala                                        | da solo tutti gli studenti dell'8º gala                                        | da solo tutti gli studenti dell'8º gala                                        | da solo tutti gli studenti dell'8º gala                                        | da solo tutti gli studenti dell'8º gala                                        | da solo tutti gli studenti dell'8º gala                                        | da solo tutti gli studenti dell'8º gala                                        | da solo tutti gli studenti dell'8º gala                                        | da solo tutti gli studenti dell'8º gala                                        | da solo tutti gli studenti dell'8º gala                                        | da solo tutti gli studenti dell'8º gala                                        | da solo tutti gli studenti dell'8º gala                                        | da solo tutti gli studenti dell'8º gala                                        | da solo tutti gli studenti dell'8º gala                                        | da solo tutti gli studenti dell'8º gala                                        | da solo tutti gli studenti dell'8º gala                                        | da solo tutti gli studenti dell'8º gala                                        | da solo tutti gli studenti dell'8º gala                                        | da solo tutti gli studenti dell'8º gala                                        | da solo tutti gli studenti dell'8º gala                                        | da solo tutti gli studenti dell'8º gala                                        | da solo tutti gli studenti dell'8º gala                                        | da solo tutti gli studenti dell'8º gala                                        | da solo tutti gli studenti dell'8º gala                                        | da solo tutti gli studenti dell'8º gala                                        | da solo tutti gli studenti dell'8º gala                                        | da solo tutti gli studenti dell'8º gala                                        | da solo tutti gli studenti dell'8º gala                                        | da solo tutti gli studenti dell'8º gala                                        | da solo tutti gli studenti dell'8º gala                                        | da solo tutti gli studenti dell'8º gala                                        | da solo tutti gli studenti dell'8º gala                                        | da solo tutti gli studenti dell'8º gala                                        | da solo tutti gli studenti dell'8º gala                                        | da solo tutti gli studenti dell'8º gala                                        | da solo tutti gli studenti dell'8º gala                                        | da solo tutti gli studenti dell'8º gala                                        | da solo tutti gli studenti dell'8º gala                                        | da solo tutti gli studenti dell'8º gala                                        | da solo tutti gli studenti dell'8º gala                                        | da solo tutti gli studenti dell'8º gala                                        | da solo tutti gli studenti dell'8º gala                                        | da solo tutti gli studenti dell'8º gala                                        | da solo tutti gli studenti dell'8º gala                                        | da solo tutti gli studenti dell'8º gala                                        | da solo tutti gli studenti dell'8º gala                                        | da solo tutti gli studenti dell'8º gala                                        | da solo tutti gli studenti dell'8º gala                                        | da solo tutti gli studenti dell'8º gala                                        | da solo tutti gli studenti dell'8º gala                                        | da solo tutti gli studenti dell'8º gala                                        | da solo tutti gli studenti dell'8º gala                                        | da solo tutti gli studenti dell'8º gala                                        | da solo tutti gli studenti dell'8º gala                                        | da solo tutti gli studenti dell'8º gala                                        | da solo tutti gli studenti dell'8º gala                                        | da solo tutti gli studenti dell'8º gala                                        | da solo tutti gli studenti dell'8º gala                                        | da solo tutti gli studenti dell'8º gala                                        | da solo tutti gli studenti dell'8º gala                                        | da solo tutti gli studenti dell'8º gala                                        | da solo tutti gli studenti dell'8º gala                                        | da solo tutti gli studenti dell'8º gala                                        | da solo tutti gli studenti dell'8º gala                                        | da solo tutti gli studenti dell'8º gala                                        | da solo tutti gli studenti dell'8º gala                                        | AC/DC                                     | AC/DC                                     | AC/DC                                     | AC/DC                                     | AC/DC                                     | AC/DC                                     | AC/DC                                     | AC/DC                                     | AC/DC                                     | AC/DC                                     | AC/DC                                     | AC/DC                                     | AC/DC                                     | AC/DC                                     | AC/DC                                     | AC/DC                                     | AC/DC                                     | AC/DC                                     | AC/DC                                     | AC/DC                                     | AC/DC                                     | AC/DC                                     | AC/DC                                     | AC/DC                                     | AC/DC                                     | AC/DC                                     | AC/DC                                     | AC/DC                                     | AC/DC                                     | AC/DC                                     | AC/DC                                     | AC/DC                                     | AC/DC                                     | AC/DC                                     | AC/DC                                     | AC/DC                                     | AC/DC                                     | AC/DC                                     | AC/DC                                     | AC/DC                                     | AC/DC                                     | AC/DC                                     | AC/DC                                     | AC/DC                                     | AC/DC                                     | AC/DC                                     | AC/DC                                     | AC/DC                                     | AC/DC                                     | AC/DC                                     | AC/DC                                     | AC/DC                                     | AC/DC                                     | AC/DC                                     | AC/DC                                     | AC/DC                                     | AC/DC                                     | AC/DC                                     | AC/DC                                     | AC/DC                                     | AC/DC                                     | AC/DC                                     | AC/DC                                     | AC/DC                                     | AC/DC                                     | AC/DC                                     | AC/DC                                     | AC/DC                                     | AC/DC                                     | AC/DC                                     | AC/DC                                     | AC/DC                                     | AC/DC                                     | AC/DC                                     | AC/DC                                     | AC/DC                                     | AC/DC                                     | AC/DC                                     | AC/DC                                     | AC/DC                                     | AC/DC                                     | AC/DC                                     | AC/DC                                     | AC/DC                                     | AC/DC                                     | AC/DC                                     | AC/DC                                     | AC/DC                                     | AC/DC                                     | AC/DC                                     | AC/DC                                     | AC/DC                                     | AC/DC                                     | AC/DC                                     | AC/DC                                     | AC/DC                                     | AC/DC                                     | AC/DC                                     | AC/DC                                     | AC/DC                                     | Nominato con Đorđe Gogov          | Nominato con Đorđe Gogov          | Nominato con Đorđe Gogov          | Nominato con Đorđe Gogov          | Nominato con Đorđe Gogov          | Nominato con Đorđe Gogov          | Nominato con Đorđe Gogov          | Nominato con Đorđe Gogov          | Nominato con Đorđe Gogov          | Nominato con Đorđe Gogov          | Nominato con Đorđe Gogov          | Nominato con Đorđe Gogov          | Nominato con Đorđe Gogov          | Nominato con Đorđe Gogov          | Nominato con Đorđe Gogov          | Nominato con Đorđe Gogov          | Nominato con Đorđe Gogov          | Nominato con Đorđe Gogov          | Nominato con Đorđe Gogov          | Nominato con Đorđe Gogov          | Nominato con Đorđe Gogov          | Nominato con Đorđe Gogov          | Nominato con Đorđe Gogov          | Nominato con Đorđe Gogov          | Nominato con Đorđe Gogov          | Nominato con Đorđe Gogov          | Nominato con Đorđe Gogov          | Nominato con Đorđe Gogov          | Nominato con Đorđe Gogov          | Nominato con Đorđe Gogov          | Nominato con Đorđe Gogov          | Nominato con Đorđe Gogov          | Nominato con Đorđe Gogov          | Nominato con Đorđe Gogov          | Nominato con Đorđe Gogov          | Nominato con Đorđe Gogov          | Nominato con Đorđe Gogov          | Nominato con Đorđe Gogov          | Nominato con Đorđe Gogov          | Nominato con Đorđe Gogov          | Nominato con Đorđe Gogov          | Nominato con Đorđe Gogov          | Nominato con Đorđe Gogov          | Nominato con Đorđe Gogov          | Nominato con Đorđe Gogov          | Nominato con Đorđe Gogov          | Nominato con Đorđe Gogov          | Nominato con Đorđe Gogov          | Nominato con Đorđe Gogov          | Nominato con Đorđe Gogov          | Nominato con Đorđe Gogov          | Nominato con Đorđe Gogov          | Nominato con Đorđe Gogov          | Nominato con Đorđe Gogov          | Nominato con Đorđe Gogov          | Nominato con Đorđe Gogov          | Nominato con Đorđe Gogov          | Nominato con Đorđe Gogov          | Nominato con Đorđe Gogov          | Nominato con Đorđe Gogov          | Nominato con Đorđe Gogov          | Nominato con Đorđe Gogov          | Nominato con Đorđe Gogov          | Nominato con Đorđe Gogov          | Nominato con Đorđe Gogov          | Nominato con Đorđe Gogov          | Nominato con Đorđe Gogov          | Nominato con Đorđe Gogov          | Nominato con Đorđe Gogov          | Nominato con Đorđe Gogov          | Nominato con Đorđe Gogov          | Nominato con Đorđe Gogov          | Nominato con Đorđe Gogov          | Nominato con Đorđe Gogov          | Nominato con Đorđe Gogov          | Nominato con Đorđe Gogov          | Nominato con Đorđe Gogov          | Nominato con Đorđe Gogov          | Nominato con Đorđe Gogov          | Nominato con Đorđe Gogov          | Nominato con Đorđe Gogov          | Nominato con Đorđe Gogov          | Nominato con Đorđe Gogov          | Nominato con Đorđe Gogov          | Nominato con Đorđe Gogov          | Nominato con Đorđe Gogov          | Nominato con Đorđe Gogov          | Nominato con Đorđe Gogov          | Nominato con Đorđe Gogov          | Nominato con Đorđe Gogov          | Nominato con Đorđe Gogov          | Nominato con Đorđe Gogov          | Nominato con Đorđe Gogov          | Nominato con Đorđe Gogov          | Nominato con Đorđe Gogov          | Nominato con Đorđe Gogov          | Nominato con Đorđe Gogov          | Nominato con Đorđe Gogov          | Nominato con Đorđe Gogov          | Nominato con Đorđe Gogov          |
| 9          | 9          | 9          | 9          | 9          | 9          | 9          | 9          | 9          | 9          | 9          | 9          | 9          | 9          | 9          | 9          | 9          | 9          | 9          | 9          | 9          | 9          | 9          | 9          | 9          | 9          | 9          | 9          | 9          | 9          | 9          | 9          | 9          | 9          | 9          | 9          | 9          | 9          | 9          | 9          | 9          | 9          | 9          | 9          | 9          | 9          | 9          | 9          | 9          | 9          | 9          | 9          | 9          | 9          | 9          | 9          | 9          | 9          | 9          | 9          | 9          | 9          | 9          | 9          | 9          | 9          | 9          | 9          | 9          | 9          | 9          | 9          | 9          | 9          | 9          | 9          | 9          | 9          | 9          | 9          | 9          | 9          | 9          | 9          | 9          | 9          | 9          | 9          | 9          | 9          | More Than Words Are You Gonna Go My Way Himna OT (rock version)      | More Than Words Are You Gonna Go My Way Himna OT (rock version)      | More Than Words Are You Gonna Go My Way Himna OT (rock version)      | More Than Words Are You Gonna Go My Way Himna OT (rock version)      | More Than Words Are You Gonna Go My Way Himna OT (rock version)      | More Than Words Are You Gonna Go My Way Himna OT (rock version)      | More Than Words Are You Gonna Go My Way Himna OT (rock version)      | More Than Words Are You Gonna Go My Way Himna OT (rock version)      | More Than Words Are You Gonna Go My Way Himna OT (rock version)      | More Than Words Are You Gonna Go My Way Himna OT (rock version)      | More Than Words Are You Gonna Go My Way Himna OT (rock version)      | More Than Words Are You Gonna Go My Way Himna OT (rock version)      | More Than Words Are You Gonna Go My Way Himna OT (rock version)      | More Than Words Are You Gonna Go My Way Himna OT (rock version)      | More Than Words Are You Gonna Go My Way Himna OT (rock version)      | More Than Words Are You Gonna Go My Way Himna OT (rock version)      | More Than Words Are You Gonna Go My Way Himna OT (rock version)      | More Than Words Are You Gonna Go My Way Himna OT (rock version)      | More Than Words Are You Gonna Go My Way Himna OT (rock version)      | More Than Words Are You Gonna Go My Way Himna OT (rock version)      | More Than Words Are You Gonna Go My Way Himna OT (rock version)      | More Than Words Are You Gonna Go My Way Himna OT (rock version)      | More Than Words Are You Gonna Go My Way Himna OT (rock version)      | More Than Words Are You Gonna Go My Way Himna OT (rock version)      | More Than Words Are You Gonna Go My Way Himna OT (rock version)      | More Than Words Are You Gonna Go My Way Himna OT (rock version)      | More Than Words Are You Gonna Go My Way Himna OT (rock version)      | More Than Words Are You Gonna Go My Way Himna OT (rock version)      | More Than Words Are You Gonna Go My Way Himna OT (rock version)      | More Than Words Are You Gonna Go My Way Himna OT (rock version)      | More Than Words Are You Gonna Go My Way Himna OT (rock version)      | More Than Words Are You Gonna Go My Way Himna OT (rock version)      | More Than Words Are You Gonna Go My Way Himna OT (rock version)      | More Than Words Are You Gonna Go My Way Himna OT (rock version)      | More Than Words Are You Gonna Go My Way Himna OT (rock version)      | More Than Words Are You Gonna Go My Way Himna OT (rock version)      | More Than Words Are You Gonna Go My Way Himna OT (rock version)      | More Than Words Are You Gonna Go My Way Himna OT (rock version)      | More Than Words Are You Gonna Go My Way Himna OT (rock version)      | More Than Words Are You Gonna Go My Way Himna OT (rock version)      | More Than Words Are You Gonna Go My Way Himna OT (rock version)      | More Than Words Are You Gonna Go My Way Himna OT (rock version)      | More Than Words Are You Gonna Go My Way Himna OT (rock version)      | More Than Words Are You Gonna Go My Way Himna OT (rock version)      | More Than Words Are You Gonna Go My Way Himna OT (rock version)      | More Than Words Are You Gonna Go My Way Himna OT (rock version)      | More Than Words Are You Gonna Go My Way Himna OT (rock version)      | More Than Words Are You Gonna Go My Way Himna OT (rock version)      | More Than Words Are You Gonna Go My Way Himna OT (rock version)      | More Than Words Are You Gonna Go My Way Himna OT (rock version)      | More Than Words Are You Gonna Go My Way Himna OT (rock version)      | More Than Words Are You Gonna Go My Way Himna OT (rock version)      | More Than Words Are You Gonna Go My Way Himna OT (rock version)      | More Than Words Are You Gonna Go My Way Himna OT (rock version)      | More Than Words Are You Gonna Go My Way Himna OT (rock version)      | More Than Words Are You Gonna Go My Way Himna OT (rock version)      | More Than Words Are You Gonna Go My Way Himna OT (rock version)      | More Than Words Are You Gonna Go My Way Himna OT (rock version)      | More Than Words Are You Gonna Go My Way Himna OT (rock version)      | More Than Words Are You Gonna Go My Way Himna OT (rock version)      | More Than Words Are You Gonna Go My Way Himna OT (rock version)      | More Than Words Are You Gonna Go My Way Himna OT (rock version)      | More Than Words Are You Gonna Go My Way Himna OT (rock version)      | More Than Words Are You Gonna Go My Way Himna OT (rock version)      | More Than Words Are You Gonna Go My Way Himna OT (rock version)      | More Than Words Are You Gonna Go My Way Himna OT (rock version)      | More Than Words Are You Gonna Go My Way Himna OT (rock version)      | More Than Words Are You Gonna Go My Way Himna OT (rock version)      | More Than Words Are You Gonna Go My Way Himna OT (rock version)      | More Than Words Are You Gonna Go My Way Himna OT (rock version)      | More Than Words Are You Gonna Go My Way Himna OT (rock version)      | More Than Words Are You Gonna Go My Way Himna OT (rock version)      | More Than Words Are You Gonna Go My Way Himna OT (rock version)      | More Than Words Are You Gonna Go My Way Himna OT (rock version)      | More Than Words Are You Gonna Go My Way Himna OT (rock version)      | More Than Words Are You Gonna Go My Way Himna OT (rock version)      | More Than Words Are You Gonna Go My Way Himna OT (rock version)      | More Than Words Are You Gonna Go My Way Himna OT (rock version)      | More Than Words Are You Gonna Go My Way Himna OT (rock version)      | More Than Words Are You Gonna Go My Way Himna OT (rock version)      | More Than Words Are You Gonna Go My Way Himna OT (rock version)      | More Than Words Are You Gonna Go My Way Himna OT (rock version)      | More Than Words Are You Gonna Go My Way Himna OT (rock version)      | More Than Words Are You Gonna Go My Way Himna OT (rock version)      | More Than Words Are You Gonna Go My Way Himna OT (rock version)      | More Than Words Are You Gonna Go My Way Himna OT (rock version)      | More Than Words Are You Gonna Go My Way Himna OT (rock version)      | More Than Words Are You Gonna Go My Way Himna OT (rock version)      | More Than Words Are You Gonna Go My Way Himna OT (rock version)      | More Than Words Are You Gonna Go My Way Himna OT (rock version)      | More Than Words Are You Gonna Go My Way Himna OT (rock version)      | More Than Words Are You Gonna Go My Way Himna OT (rock version)      | More Than Words Are You Gonna Go My Way Himna OT (rock version)      | More Than Words Are You Gonna Go My Way Himna OT (rock version)      | More Than Words Are You Gonna Go My Way Himna OT (rock version)      | More Than Words Are You Gonna Go My Way Himna OT (rock version)      | More Than Words Are You Gonna Go My Way Himna OT (rock version)      | More Than Words Are You Gonna Go My Way Himna OT (rock version)      | More Than Words Are You Gonna Go My Way Himna OT (rock version)      | More Than Words Are You Gonna Go My Way Himna OT (rock version)      | da solo duetto con Đorđe Gogov tutti gli studenti al nono gala                 | da solo duetto con Đorđe Gogov tutti gli studenti al nono gala                 | da solo duetto con Đorđe Gogov tutti gli studenti al nono gala                 | da solo duetto con Đorđe Gogov tutti gli studenti al nono gala                 | da solo duetto con Đorđe Gogov tutti gli studenti al nono gala                 | da solo duetto con Đorđe Gogov tutti gli studenti al nono gala                 | da solo duetto con Đorđe Gogov tutti gli studenti al nono gala                 | da solo duetto con Đorđe Gogov tutti gli studenti al nono gala                 | da solo duetto con Đorđe Gogov tutti gli studenti al nono gala                 | da solo duetto con Đorđe Gogov tutti gli studenti al nono gala                 | da solo duetto con Đorđe Gogov tutti gli studenti al nono gala                 | da solo duetto con Đorđe Gogov tutti gli studenti al nono gala                 | da solo duetto con Đorđe Gogov tutti gli studenti al nono gala                 | da solo duetto con Đorđe Gogov tutti gli studenti al nono gala                 | da solo duetto con Đorđe Gogov tutti gli studenti al nono gala                 | da solo duetto con Đorđe Gogov tutti gli studenti al nono gala                 | da solo duetto con Đorđe Gogov tutti gli studenti al nono gala                 | da solo duetto con Đorđe Gogov tutti gli studenti al nono gala                 | da solo duetto con Đorđe Gogov tutti gli studenti al nono gala                 | da solo duetto con Đorđe Gogov tutti gli studenti al nono gala                 | da solo duetto con Đorđe Gogov tutti gli studenti al nono gala                 | da solo duetto con Đorđe Gogov tutti gli studenti al nono gala                 | da solo duetto con Đorđe Gogov tutti gli studenti al nono gala                 | da solo duetto con Đorđe Gogov tutti gli studenti al nono gala                 | da solo duetto con Đorđe Gogov tutti gli studenti al nono gala                 | da solo duetto con Đorđe Gogov tutti gli studenti al nono gala                 | da solo duetto con Đorđe Gogov tutti gli studenti al nono gala                 | da solo duetto con Đorđe Gogov tutti gli studenti al nono gala                 | da solo duetto con Đorđe Gogov tutti gli studenti al nono gala                 | da solo duetto con Đorđe Gogov tutti gli studenti al nono gala                 | da solo duetto con Đorđe Gogov tutti gli studenti al nono gala                 | da solo duetto con Đorđe Gogov tutti gli studenti al nono gala                 | da solo duetto con Đorđe Gogov tutti gli studenti al nono gala                 | da solo duetto con Đorđe Gogov tutti gli studenti al nono gala                 | da solo duetto con Đorđe Gogov tutti gli studenti al nono gala                 | da solo duetto con Đorđe Gogov tutti gli studenti al nono gala                 | da solo duetto con Đorđe Gogov tutti gli studenti al nono gala                 | da solo duetto con Đorđe Gogov tutti gli studenti al nono gala                 | da solo duetto con Đorđe Gogov tutti gli studenti al nono gala                 | da solo duetto con Đorđe Gogov tutti gli studenti al nono gala                 | da solo duetto con Đorđe Gogov tutti gli studenti al nono gala                 | da solo duetto con Đorđe Gogov tutti gli studenti al nono gala                 | da solo duetto con Đorđe Gogov tutti gli studenti al nono gala                 | da solo duetto con Đorđe Gogov tutti gli studenti al nono gala                 | da solo duetto con Đorđe Gogov tutti gli studenti al nono gala                 | da solo duetto con Đorđe Gogov tutti gli studenti al nono gala                 | da solo duetto con Đorđe Gogov tutti gli studenti al nono gala                 | da solo duetto con Đorđe Gogov tutti gli studenti al nono gala                 | da solo duetto con Đorđe Gogov tutti gli studenti al nono gala                 | da solo duetto con Đorđe Gogov tutti gli studenti al nono gala                 | da solo duetto con Đorđe Gogov tutti gli studenti al nono gala                 | da solo duetto con Đorđe Gogov tutti gli studenti al nono gala                 | da solo duetto con Đorđe Gogov tutti gli studenti al nono gala                 | da solo duetto con Đorđe Gogov tutti gli studenti al nono gala                 | da solo duetto con Đorđe Gogov tutti gli studenti al nono gala                 | da solo duetto con Đorđe Gogov tutti gli studenti al nono gala                 | da solo duetto con Đorđe Gogov tutti gli studenti al nono gala                 | da solo duetto con Đorđe Gogov tutti gli studenti al nono gala                 | da solo duetto con Đorđe Gogov tutti gli studenti al nono gala                 | da solo duetto con Đorđe Gogov tutti gli studenti al nono gala                 | da solo duetto con Đorđe Gogov tutti gli studenti al nono gala                 | da solo duetto con Đorđe Gogov tutti gli studenti al nono gala                 | da solo duetto con Đorđe Gogov tutti gli studenti al nono gala                 | da solo duetto con Đorđe Gogov tutti gli studenti al nono gala                 | da solo duetto con Đorđe Gogov tutti gli studenti al nono gala                 | da solo duetto con Đorđe Gogov tutti gli studenti al nono gala                 | da solo duetto con Đorđe Gogov tutti gli studenti al nono gala                 | da solo duetto con Đorđe Gogov tutti gli studenti al nono gala                 | da solo duetto con Đorđe Gogov tutti gli studenti al nono gala                 | da solo duetto con Đorđe Gogov tutti gli studenti al nono gala                 | da solo duetto con Đorđe Gogov tutti gli studenti al nono gala                 | da solo duetto con Đorđe Gogov tutti gli studenti al nono gala                 | da solo duetto con Đorđe Gogov tutti gli studenti al nono gala                 | da solo duetto con Đorđe Gogov tutti gli studenti al nono gala                 | da solo duetto con Đorđe Gogov tutti gli studenti al nono gala                 | da solo duetto con Đorđe Gogov tutti gli studenti al nono gala                 | da solo duetto con Đorđe Gogov tutti gli studenti al nono gala                 | da solo duetto con Đorđe Gogov tutti gli studenti al nono gala                 | da solo duetto con Đorđe Gogov tutti gli studenti al nono gala                 | da solo duetto con Đorđe Gogov tutti gli studenti al nono gala                 | da solo duetto con Đorđe Gogov tutti gli studenti al nono gala                 | da solo duetto con Đorđe Gogov tutti gli studenti al nono gala                 | da solo duetto con Đorđe Gogov tutti gli studenti al nono gala                 | da solo duetto con Đorđe Gogov tutti gli studenti al nono gala                 | da solo duetto con Đorđe Gogov tutti gli studenti al nono gala                 | da solo duetto con Đorđe Gogov tutti gli studenti al nono gala                 | da solo duetto con Đorđe Gogov tutti gli studenti al nono gala                 | da solo duetto con Đorđe Gogov tutti gli studenti al nono gala                 | da solo duetto con Đorđe Gogov tutti gli studenti al nono gala                 | da solo duetto con Đorđe Gogov tutti gli studenti al nono gala                 | da solo duetto con Đorđe Gogov tutti gli studenti al nono gala                 | da solo duetto con Đorđe Gogov tutti gli studenti al nono gala                 | da solo duetto con Đorđe Gogov tutti gli studenti al nono gala                 | da solo duetto con Đorđe Gogov tutti gli studenti al nono gala                 | da solo duetto con Đorđe Gogov tutti gli studenti al nono gala                 | da solo duetto con Đorđe Gogov tutti gli studenti al nono gala                 | da solo duetto con Đorđe Gogov tutti gli studenti al nono gala                 | da solo duetto con Đorđe Gogov tutti gli studenti al nono gala                 | da solo duetto con Đorđe Gogov tutti gli studenti al nono gala                 | da solo duetto con Đorđe Gogov tutti gli studenti al nono gala                 | da solo duetto con Đorđe Gogov tutti gli studenti al nono gala                 | da solo duetto con Đorđe Gogov tutti gli studenti al nono gala                 | da solo duetto con Đorđe Gogov tutti gli studenti al nono gala                 | da solo duetto con Đorđe Gogov tutti gli studenti al nono gala                 | da solo duetto con Đorđe Gogov tutti gli studenti al nono gala                 | da solo duetto con Đorđe Gogov tutti gli studenti al nono gala                 | da solo duetto con Đorđe Gogov tutti gli studenti al nono gala                 | da solo duetto con Đorđe Gogov tutti gli studenti al nono gala                 | da solo duetto con Đorđe Gogov tutti gli studenti al nono gala                 | da solo duetto con Đorđe Gogov tutti gli studenti al nono gala                 | da solo duetto con Đorđe Gogov tutti gli studenti al nono gala                 | da solo duetto con Đorđe Gogov tutti gli studenti al nono gala                 | da solo duetto con Đorđe Gogov tutti gli studenti al nono gala                 | da solo duetto con Đorđe Gogov tutti gli studenti al nono gala                 | da solo duetto con Đorđe Gogov tutti gli studenti al nono gala                 | da solo duetto con Đorđe Gogov tutti gli studenti al nono gala                 | da solo duetto con Đorđe Gogov tutti gli studenti al nono gala                 | da solo duetto con Đorđe Gogov tutti gli studenti al nono gala                 | da solo duetto con Đorđe Gogov tutti gli studenti al nono gala                 | da solo duetto con Đorđe Gogov tutti gli studenti al nono gala                 | da solo duetto con Đorđe Gogov tutti gli studenti al nono gala                 | da solo duetto con Đorđe Gogov tutti gli studenti al nono gala                 | da solo duetto con Đorđe Gogov tutti gli studenti al nono gala                 | da solo duetto con Đorđe Gogov tutti gli studenti al nono gala                 | da solo duetto con Đorđe Gogov tutti gli studenti al nono gala                 | da solo duetto con Đorđe Gogov tutti gli studenti al nono gala                 | da solo duetto con Đorđe Gogov tutti gli studenti al nono gala                 | da solo duetto con Đorđe Gogov tutti gli studenti al nono gala                 | da solo duetto con Đorđe Gogov tutti gli studenti al nono gala                 | da solo duetto con Đorđe Gogov tutti gli studenti al nono gala                 | Extreme Lenny Kravitz                     | Extreme Lenny Kravitz                     | Extreme Lenny Kravitz                     | Extreme Lenny Kravitz                     | Extreme Lenny Kravitz                     | Extreme Lenny Kravitz                     | Extreme Lenny Kravitz                     | Extreme Lenny Kravitz                     | Extreme Lenny Kravitz                     | Extreme Lenny Kravitz                     | Extreme Lenny Kravitz                     | Extreme Lenny Kravitz                     | Extreme Lenny Kravitz                     | Extreme Lenny Kravitz                     | Extreme Lenny Kravitz                     | Extreme Lenny Kravitz                     | Extreme Lenny Kravitz                     | Extreme Lenny Kravitz                     | Extreme Lenny Kravitz                     | Extreme Lenny Kravitz                     | Extreme Lenny Kravitz                     | Extreme Lenny Kravitz                     | Extreme Lenny Kravitz                     | Extreme Lenny Kravitz                     | Extreme Lenny Kravitz                     | Extreme Lenny Kravitz                     | Extreme Lenny Kravitz                     | Extreme Lenny Kravitz                     | Extreme Lenny Kravitz                     | Extreme Lenny Kravitz                     | Extreme Lenny Kravitz                     | Extreme Lenny Kravitz                     | Extreme Lenny Kravitz                     | Extreme Lenny Kravitz                     | Extreme Lenny Kravitz                     | Extreme Lenny Kravitz                     | Extreme Lenny Kravitz                     | Extreme Lenny Kravitz                     | Extreme Lenny Kravitz                     | Extreme Lenny Kravitz                     | Extreme Lenny Kravitz                     | Extreme Lenny Kravitz                     | Extreme Lenny Kravitz                     | Extreme Lenny Kravitz                     | Extreme Lenny Kravitz                     | Extreme Lenny Kravitz                     | Extreme Lenny Kravitz                     | Extreme Lenny Kravitz                     | Extreme Lenny Kravitz                     | Extreme Lenny Kravitz                     | Extreme Lenny Kravitz                     | Extreme Lenny Kravitz                     | Extreme Lenny Kravitz                     | Extreme Lenny Kravitz                     | Extreme Lenny Kravitz                     | Extreme Lenny Kravitz                     | Extreme Lenny Kravitz                     | Extreme Lenny Kravitz                     | Extreme Lenny Kravitz                     | Extreme Lenny Kravitz                     | Extreme Lenny Kravitz                     | Extreme Lenny Kravitz                     | Extreme Lenny Kravitz                     | Extreme Lenny Kravitz                     | Extreme Lenny Kravitz                     | Extreme Lenny Kravitz                     | Extreme Lenny Kravitz                     | Extreme Lenny Kravitz                     | Extreme Lenny Kravitz                     | Extreme Lenny Kravitz                     | Extreme Lenny Kravitz                     | Extreme Lenny Kravitz                     | Extreme Lenny Kravitz                     | Extreme Lenny Kravitz                     | Extreme Lenny Kravitz                     | Extreme Lenny Kravitz                     | Extreme Lenny Kravitz                     | Extreme Lenny Kravitz                     | Extreme Lenny Kravitz                     | Extreme Lenny Kravitz                     | Extreme Lenny Kravitz                     | Extreme Lenny Kravitz                     | Extreme Lenny Kravitz                     | Extreme Lenny Kravitz                     | Extreme Lenny Kravitz                     | Extreme Lenny Kravitz                     | Extreme Lenny Kravitz                     | Extreme Lenny Kravitz                     | Extreme Lenny Kravitz                     | Extreme Lenny Kravitz                     | Extreme Lenny Kravitz                     | Extreme Lenny Kravitz                     | Extreme Lenny Kravitz                     | Extreme Lenny Kravitz                     | Extreme Lenny Kravitz                     | Extreme Lenny Kravitz                     | Extreme Lenny Kravitz                     | Extreme Lenny Kravitz                     | Extreme Lenny Kravitz                     | Extreme Lenny Kravitz                     | passed/ safe                      | passed/ safe                      | passed/ safe                      | passed/ safe                      | passed/ safe                      | passed/ safe                      | passed/ safe                      | passed/ safe                      | passed/ safe                      | passed/ safe                      | passed/ safe                      | passed/ safe                      | passed/ safe                      | passed/ safe                      | passed/ safe                      | passed/ safe                      | passed/ safe                      | passed/ safe                      | passed/ safe                      | passed/ safe                      | passed/ safe                      | passed/ safe                      | passed/ safe                      | passed/ safe                      | passed/ safe                      | passed/ safe                      | passed/ safe                      | passed/ safe                      | passed/ safe                      | passed/ safe                      | passed/ safe                      | passed/ safe                      | passed/ safe                      | passed/ safe                      | passed/ safe                      | passed/ safe                      | passed/ safe                      | passed/ safe                      | passed/ safe                      | passed/ safe                      | passed/ safe                      | passed/ safe                      | passed/ safe                      | passed/ safe                      | passed/ safe                      | passed/ safe                      | passed/ safe                      | passed/ safe                      | passed/ safe                      | passed/ safe                      | passed/ safe                      | passed/ safe                      | passed/ safe                      | passed/ safe                      | passed/ safe                      | passed/ safe                      | passed/ safe                      | passed/ safe                      | passed/ safe                      | passed/ safe                      | passed/ safe                      | passed/ safe                      | passed/ safe                      | passed/ safe                      | passed/ safe                      | passed/ safe                      | passed/ safe                      | passed/ safe                      | passed/ safe                      | passed/ safe                      | passed/ safe                      | passed/ safe                      | passed/ safe                      | passed/ safe                      | passed/ safe                      | passed/ safe                      | passed/ safe                      | passed/ safe                      | passed/ safe                      | passed/ safe                      | passed/ safe                      | passed/ safe                      | passed/ safe                      | passed/ safe                      | passed/ safe                      | passed/ safe                      | passed/ safe                      | passed/ safe                      | passed/ safe                      | passed/ safe                      | passed/ safe                      | passed/ safe                      | passed/ safe                      | passed/ safe                      | passed/ safe                      | passed/ safe                      | passed/ safe                      | passed/ safe                      | passed/ safe                      | passed/ safe                      |
| 10         | 10         | 10         | 10         | 10         | 10         | 10         | 10         | 10         | 10         | 10         | 10         | 10         | 10         | 10         | 10         | 10         | 10         | 10         | 10         | 10         | 10         | 10         | 10         | 10         | 10         | 10         | 10         | 10         | 10         | 10         | 10         | 10         | 10         | 10         | 10         | 10         | 10         | 10         | 10         | 10         | 10         | 10         | 10         | 10         | 10         | 10         | 10         | 10         | 10         | 10         | 10         | 10         | 10         | 10         | 10         | 10         | 10         | 10         | 10         | 10         | 10         | 10         | 10         | 10         | 10         | 10         | 10         | 10         | 10         | 10         | 10         | 10         | 10         | 10         | 10         | 10         | 10         | 10         | 10         | 10         | 10         | 10         | 10         | 10         | 10         | 10         | 10         | 10         | 10         | Kreni prema meni Help!/ A Hard Day's Night                           | Kreni prema meni Help!/ A Hard Day's Night                           | Kreni prema meni Help!/ A Hard Day's Night                           | Kreni prema meni Help!/ A Hard Day's Night                           | Kreni prema meni Help!/ A Hard Day's Night                           | Kreni prema meni Help!/ A Hard Day's Night                           | Kreni prema meni Help!/ A Hard Day's Night                           | Kreni prema meni Help!/ A Hard Day's Night                           | Kreni prema meni Help!/ A Hard Day's Night                           | Kreni prema meni Help!/ A Hard Day's Night                           | Kreni prema meni Help!/ A Hard Day's Night                           | Kreni prema meni Help!/ A Hard Day's Night                           | Kreni prema meni Help!/ A Hard Day's Night                           | Kreni prema meni Help!/ A Hard Day's Night                           | Kreni prema meni Help!/ A Hard Day's Night                           | Kreni prema meni Help!/ A Hard Day's Night                           | Kreni prema meni Help!/ A Hard Day's Night                           | Kreni prema meni Help!/ A Hard Day's Night                           | Kreni prema meni Help!/ A Hard Day's Night                           | Kreni prema meni Help!/ A Hard Day's Night                           | Kreni prema meni Help!/ A Hard Day's Night                           | Kreni prema meni Help!/ A Hard Day's Night                           | Kreni prema meni Help!/ A Hard Day's Night                           | Kreni prema meni Help!/ A Hard Day's Night                           | Kreni prema meni Help!/ A Hard Day's Night                           | Kreni prema meni Help!/ A Hard Day's Night                           | Kreni prema meni Help!/ A Hard Day's Night                           | Kreni prema meni Help!/ A Hard Day's Night                           | Kreni prema meni Help!/ A Hard Day's Night                           | Kreni prema meni Help!/ A Hard Day's Night                           | Kreni prema meni Help!/ A Hard Day's Night                           | Kreni prema meni Help!/ A Hard Day's Night                           | Kreni prema meni Help!/ A Hard Day's Night                           | Kreni prema meni Help!/ A Hard Day's Night                           | Kreni prema meni Help!/ A Hard Day's Night                           | Kreni prema meni Help!/ A Hard Day's Night                           | Kreni prema meni Help!/ A Hard Day's Night                           | Kreni prema meni Help!/ A Hard Day's Night                           | Kreni prema meni Help!/ A Hard Day's Night                           | Kreni prema meni Help!/ A Hard Day's Night                           | Kreni prema meni Help!/ A Hard Day's Night                           | Kreni prema meni Help!/ A Hard Day's Night                           | Kreni prema meni Help!/ A Hard Day's Night                           | Kreni prema meni Help!/ A Hard Day's Night                           | Kreni prema meni Help!/ A Hard Day's Night                           | Kreni prema meni Help!/ A Hard Day's Night                           | Kreni prema meni Help!/ A Hard Day's Night                           | Kreni prema meni Help!/ A Hard Day's Night                           | Kreni prema meni Help!/ A Hard Day's Night                           | Kreni prema meni Help!/ A Hard Day's Night                           | Kreni prema meni Help!/ A Hard Day's Night                           | Kreni prema meni Help!/ A Hard Day's Night                           | Kreni prema meni Help!/ A Hard Day's Night                           | Kreni prema meni Help!/ A Hard Day's Night                           | Kreni prema meni Help!/ A Hard Day's Night                           | Kreni prema meni Help!/ A Hard Day's Night                           | Kreni prema meni Help!/ A Hard Day's Night                           | Kreni prema meni Help!/ A Hard Day's Night                           | Kreni prema meni Help!/ A Hard Day's Night                           | Kreni prema meni Help!/ A Hard Day's Night                           | Kreni prema meni Help!/ A Hard Day's Night                           | Kreni prema meni Help!/ A Hard Day's Night                           | Kreni prema meni Help!/ A Hard Day's Night                           | Kreni prema meni Help!/ A Hard Day's Night                           | Kreni prema meni Help!/ A Hard Day's Night                           | Kreni prema meni Help!/ A Hard Day's Night                           | Kreni prema meni Help!/ A Hard Day's Night                           | Kreni prema meni Help!/ A Hard Day's Night                           | Kreni prema meni Help!/ A Hard Day's Night                           | Kreni prema meni Help!/ A Hard Day's Night                           | Kreni prema meni Help!/ A Hard Day's Night                           | Kreni prema meni Help!/ A Hard Day's Night                           | Kreni prema meni Help!/ A Hard Day's Night                           | Kreni prema meni Help!/ A Hard Day's Night                           | Kreni prema meni Help!/ A Hard Day's Night                           | Kreni prema meni Help!/ A Hard Day's Night                           | Kreni prema meni Help!/ A Hard Day's Night                           | Kreni prema meni Help!/ A Hard Day's Night                           | Kreni prema meni Help!/ A Hard Day's Night                           | Kreni prema meni Help!/ A Hard Day's Night                           | Kreni prema meni Help!/ A Hard Day's Night                           | Kreni prema meni Help!/ A Hard Day's Night                           | Kreni prema meni Help!/ A Hard Day's Night                           | Kreni prema meni Help!/ A Hard Day's Night                           | Kreni prema meni Help!/ A Hard Day's Night                           | Kreni prema meni Help!/ A Hard Day's Night                           | Kreni prema meni Help!/ A Hard Day's Night                           | Kreni prema meni Help!/ A Hard Day's Night                           | Kreni prema meni Help!/ A Hard Day's Night                           | Kreni prema meni Help!/ A Hard Day's Night                           | Kreni prema meni Help!/ A Hard Day's Night                           | Kreni prema meni Help!/ A Hard Day's Night                           | Kreni prema meni Help!/ A Hard Day's Night                           | Kreni prema meni Help!/ A Hard Day's Night                           | Kreni prema meni Help!/ A Hard Day's Night                           | Kreni prema meni Help!/ A Hard Day's Night                           | Kreni prema meni Help!/ A Hard Day's Night                           | Kreni prema meni Help!/ A Hard Day's Night                           | Kreni prema meni Help!/ A Hard Day's Night                           | Kreni prema meni Help!/ A Hard Day's Night                           | da solo tutti gli studenti maschi al 10º gala                                  | da solo tutti gli studenti maschi al 10º gala                                  | da solo tutti gli studenti maschi al 10º gala                                  | da solo tutti gli studenti maschi al 10º gala                                  | da solo tutti gli studenti maschi al 10º gala                                  | da solo tutti gli studenti maschi al 10º gala                                  | da solo tutti gli studenti maschi al 10º gala                                  | da solo tutti gli studenti maschi al 10º gala                                  | da solo tutti gli studenti maschi al 10º gala                                  | da solo tutti gli studenti maschi al 10º gala                                  | da solo tutti gli studenti maschi al 10º gala                                  | da solo tutti gli studenti maschi al 10º gala                                  | da solo tutti gli studenti maschi al 10º gala                                  | da solo tutti gli studenti maschi al 10º gala                                  | da solo tutti gli studenti maschi al 10º gala                                  | da solo tutti gli studenti maschi al 10º gala                                  | da solo tutti gli studenti maschi al 10º gala                                  | da solo tutti gli studenti maschi al 10º gala                                  | da solo tutti gli studenti maschi al 10º gala                                  | da solo tutti gli studenti maschi al 10º gala                                  | da solo tutti gli studenti maschi al 10º gala                                  | da solo tutti gli studenti maschi al 10º gala                                  | da solo tutti gli studenti maschi al 10º gala                                  | da solo tutti gli studenti maschi al 10º gala                                  | da solo tutti gli studenti maschi al 10º gala                                  | da solo tutti gli studenti maschi al 10º gala                                  | da solo tutti gli studenti maschi al 10º gala                                  | da solo tutti gli studenti maschi al 10º gala                                  | da solo tutti gli studenti maschi al 10º gala                                  | da solo tutti gli studenti maschi al 10º gala                                  | da solo tutti gli studenti maschi al 10º gala                                  | da solo tutti gli studenti maschi al 10º gala                                  | da solo tutti gli studenti maschi al 10º gala                                  | da solo tutti gli studenti maschi al 10º gala                                  | da solo tutti gli studenti maschi al 10º gala                                  | da solo tutti gli studenti maschi al 10º gala                                  | da solo tutti gli studenti maschi al 10º gala                                  | da solo tutti gli studenti maschi al 10º gala                                  | da solo tutti gli studenti maschi al 10º gala                                  | da solo tutti gli studenti maschi al 10º gala                                  | da solo tutti gli studenti maschi al 10º gala                                  | da solo tutti gli studenti maschi al 10º gala                                  | da solo tutti gli studenti maschi al 10º gala                                  | da solo tutti gli studenti maschi al 10º gala                                  | da solo tutti gli studenti maschi al 10º gala                                  | da solo tutti gli studenti maschi al 10º gala                                  | da solo tutti gli studenti maschi al 10º gala                                  | da solo tutti gli studenti maschi al 10º gala                                  | da solo tutti gli studenti maschi al 10º gala                                  | da solo tutti gli studenti maschi al 10º gala                                  | da solo tutti gli studenti maschi al 10º gala                                  | da solo tutti gli studenti maschi al 10º gala                                  | da solo tutti gli studenti maschi al 10º gala                                  | da solo tutti gli studenti maschi al 10º gala                                  | da solo tutti gli studenti maschi al 10º gala                                  | da solo tutti gli studenti maschi al 10º gala                                  | da solo tutti gli studenti maschi al 10º gala                                  | da solo tutti gli studenti maschi al 10º gala                                  | da solo tutti gli studenti maschi al 10º gala                                  | da solo tutti gli studenti maschi al 10º gala                                  | da solo tutti gli studenti maschi al 10º gala                                  | da solo tutti gli studenti maschi al 10º gala                                  | da solo tutti gli studenti maschi al 10º gala                                  | da solo tutti gli studenti maschi al 10º gala                                  | da solo tutti gli studenti maschi al 10º gala                                  | da solo tutti gli studenti maschi al 10º gala                                  | da solo tutti gli studenti maschi al 10º gala                                  | da solo tutti gli studenti maschi al 10º gala                                  | da solo tutti gli studenti maschi al 10º gala                                  | da solo tutti gli studenti maschi al 10º gala                                  | da solo tutti gli studenti maschi al 10º gala                                  | da solo tutti gli studenti maschi al 10º gala                                  | da solo tutti gli studenti maschi al 10º gala                                  | da solo tutti gli studenti maschi al 10º gala                                  | da solo tutti gli studenti maschi al 10º gala                                  | da solo tutti gli studenti maschi al 10º gala                                  | da solo tutti gli studenti maschi al 10º gala                                  | da solo tutti gli studenti maschi al 10º gala                                  | da solo tutti gli studenti maschi al 10º gala                                  | da solo tutti gli studenti maschi al 10º gala                                  | da solo tutti gli studenti maschi al 10º gala                                  | da solo tutti gli studenti maschi al 10º gala                                  | da solo tutti gli studenti maschi al 10º gala                                  | da solo tutti gli studenti maschi al 10º gala                                  | da solo tutti gli studenti maschi al 10º gala                                  | da solo tutti gli studenti maschi al 10º gala                                  | da solo tutti gli studenti maschi al 10º gala                                  | da solo tutti gli studenti maschi al 10º gala                                  | da solo tutti gli studenti maschi al 10º gala                                  | da solo tutti gli studenti maschi al 10º gala                                  | da solo tutti gli studenti maschi al 10º gala                                  | da solo tutti gli studenti maschi al 10º gala                                  | da solo tutti gli studenti maschi al 10º gala                                  | da solo tutti gli studenti maschi al 10º gala                                  | da solo tutti gli studenti maschi al 10º gala                                  | da solo tutti gli studenti maschi al 10º gala                                  | da solo tutti gli studenti maschi al 10º gala                                  | da solo tutti gli studenti maschi al 10º gala                                  | da solo tutti gli studenti maschi al 10º gala                                  | da solo tutti gli studenti maschi al 10º gala                                  | da solo tutti gli studenti maschi al 10º gala                                  | da solo tutti gli studenti maschi al 10º gala                                  | da solo tutti gli studenti maschi al 10º gala                                  | da solo tutti gli studenti maschi al 10º gala                                  | da solo tutti gli studenti maschi al 10º gala                                  | da solo tutti gli studenti maschi al 10º gala                                  | da solo tutti gli studenti maschi al 10º gala                                  | da solo tutti gli studenti maschi al 10º gala                                  | da solo tutti gli studenti maschi al 10º gala                                  | da solo tutti gli studenti maschi al 10º gala                                  | da solo tutti gli studenti maschi al 10º gala                                  | da solo tutti gli studenti maschi al 10º gala                                  | da solo tutti gli studenti maschi al 10º gala                                  | da solo tutti gli studenti maschi al 10º gala                                  | da solo tutti gli studenti maschi al 10º gala                                  | da solo tutti gli studenti maschi al 10º gala                                  | da solo tutti gli studenti maschi al 10º gala                                  | da solo tutti gli studenti maschi al 10º gala                                  | da solo tutti gli studenti maschi al 10º gala                                  | da solo tutti gli studenti maschi al 10º gala                                  | da solo tutti gli studenti maschi al 10º gala                                  | da solo tutti gli studenti maschi al 10º gala                                  | da solo tutti gli studenti maschi al 10º gala                                  | da solo tutti gli studenti maschi al 10º gala                                  | da solo tutti gli studenti maschi al 10º gala                                  | da solo tutti gli studenti maschi al 10º gala                                  | da solo tutti gli studenti maschi al 10º gala                                  | da solo tutti gli studenti maschi al 10º gala                                  | da solo tutti gli studenti maschi al 10º gala                                  | da solo tutti gli studenti maschi al 10º gala                                  | Partibrejkers The Beatles                 | Partibrejkers The Beatles                 | Partibrejkers The Beatles                 | Partibrejkers The Beatles                 | Partibrejkers The Beatles                 | Partibrejkers The Beatles                 | Partibrejkers The Beatles                 | Partibrejkers The Beatles                 | Partibrejkers The Beatles                 | Partibrejkers The Beatles                 | Partibrejkers The Beatles                 | Partibrejkers The Beatles                 | Partibrejkers The Beatles                 | Partibrejkers The Beatles                 | Partibrejkers The Beatles                 | Partibrejkers The Beatles                 | Partibrejkers The Beatles                 | Partibrejkers The Beatles                 | Partibrejkers The Beatles                 | Partibrejkers The Beatles                 | Partibrejkers The Beatles                 | Partibrejkers The Beatles                 | Partibrejkers The Beatles                 | Partibrejkers The Beatles                 | Partibrejkers The Beatles                 | Partibrejkers The Beatles                 | Partibrejkers The Beatles                 | Partibrejkers The Beatles                 | Partibrejkers The Beatles                 | Partibrejkers The Beatles                 | Partibrejkers The Beatles                 | Partibrejkers The Beatles                 | Partibrejkers The Beatles                 | Partibrejkers The Beatles                 | Partibrejkers The Beatles                 | Partibrejkers The Beatles                 | Partibrejkers The Beatles                 | Partibrejkers The Beatles                 | Partibrejkers The Beatles                 | Partibrejkers The Beatles                 | Partibrejkers The Beatles                 | Partibrejkers The Beatles                 | Partibrejkers The Beatles                 | Partibrejkers The Beatles                 | Partibrejkers The Beatles                 | Partibrejkers The Beatles                 | Partibrejkers The Beatles                 | Partibrejkers The Beatles                 | Partibrejkers The Beatles                 | Partibrejkers The Beatles                 | Partibrejkers The Beatles                 | Partibrejkers The Beatles                 | Partibrejkers The Beatles                 | Partibrejkers The Beatles                 | Partibrejkers The Beatles                 | Partibrejkers The Beatles                 | Partibrejkers The Beatles                 | Partibrejkers The Beatles                 | Partibrejkers The Beatles                 | Partibrejkers The Beatles                 | Partibrejkers The Beatles                 | Partibrejkers The Beatles                 | Partibrejkers The Beatles                 | Partibrejkers The Beatles                 | Partibrejkers The Beatles                 | Partibrejkers The Beatles                 | Partibrejkers The Beatles                 | Partibrejkers The Beatles                 | Partibrejkers The Beatles                 | Partibrejkers The Beatles                 | Partibrejkers The Beatles                 | Partibrejkers The Beatles                 | Partibrejkers The Beatles                 | Partibrejkers The Beatles                 | Partibrejkers The Beatles                 | Partibrejkers The Beatles                 | Partibrejkers The Beatles                 | Partibrejkers The Beatles                 | Partibrejkers The Beatles                 | Partibrejkers The Beatles                 | Partibrejkers The Beatles                 | Partibrejkers The Beatles                 | Partibrejkers The Beatles                 | Partibrejkers The Beatles                 | Partibrejkers The Beatles                 | Partibrejkers The Beatles                 | Partibrejkers The Beatles                 | Partibrejkers The Beatles                 | Partibrejkers The Beatles                 | Partibrejkers The Beatles                 | Partibrejkers The Beatles                 | Partibrejkers The Beatles                 | Partibrejkers The Beatles                 | Partibrejkers The Beatles                 | Partibrejkers The Beatles                 | Partibrejkers The Beatles                 | Partibrejkers The Beatles                 | Partibrejkers The Beatles                 | Partibrejkers The Beatles                 | Partibrejkers The Beatles                 | N (with Nikola Sarić)             | N (with Nikola Sarić)             | N (with Nikola Sarić)             | N (with Nikola Sarić)             | N (with Nikola Sarić)             | N (with Nikola Sarić)             | N (with Nikola Sarić)             | N (with Nikola Sarić)             | N (with Nikola Sarić)             | N (with Nikola Sarić)             | N (with Nikola Sarić)             | N (with Nikola Sarić)             | N (with Nikola Sarić)             | N (with Nikola Sarić)             | N (with Nikola Sarić)             | N (with Nikola Sarić)             | N (with Nikola Sarić)             | N (with Nikola Sarić)             | N (with Nikola Sarić)             | N (with Nikola Sarić)             | N (with Nikola Sarić)             | N (with Nikola Sarić)             | N (with Nikola Sarić)             | N (with Nikola Sarić)             | N (with Nikola Sarić)             | N (with Nikola Sarić)             | N (with Nikola Sarić)             | N (with Nikola Sarić)             | N (with Nikola Sarić)             | N (with Nikola Sarić)             | N (with Nikola Sarić)             | N (with Nikola Sarić)             | N (with Nikola Sarić)             | N (with Nikola Sarić)             | N (with Nikola Sarić)             | N (with Nikola Sarić)             | N (with Nikola Sarić)             | N (with Nikola Sarić)             | N (with Nikola Sarić)             | N (with Nikola Sarić)             | N (with Nikola Sarić)             | N (with Nikola Sarić)             | N (with Nikola Sarić)             | N (with Nikola Sarić)             | N (with Nikola Sarić)             | N (with Nikola Sarić)             | N (with Nikola Sarić)             | N (with Nikola Sarić)             | N (with Nikola Sarić)             | N (with Nikola Sarić)             | N (with Nikola Sarić)             | N (with Nikola Sarić)             | N (with Nikola Sarić)             | N (with Nikola Sarić)             | N (with Nikola Sarić)             | N (with Nikola Sarić)             | N (with Nikola Sarić)             | N (with Nikola Sarić)             | N (with Nikola Sarić)             | N (with Nikola Sarić)             | N (with Nikola Sarić)             | N (with Nikola Sarić)             | N (with Nikola Sarić)             | N (with Nikola Sarić)             | N (with Nikola Sarić)             | N (with Nikola Sarić)             | N (with Nikola Sarić)             | N (with Nikola Sarić)             | N (with Nikola Sarić)             | N (with Nikola Sarić)             | N (with Nikola Sarić)             | N (with Nikola Sarić)             | N (with Nikola Sarić)             | N (with Nikola Sarić)             | N (with Nikola Sarić)             | N (with Nikola Sarić)             | N (with Nikola Sarić)             | N (with Nikola Sarić)             | N (with Nikola Sarić)             | N (with Nikola Sarić)             | N (with Nikola Sarić)             | N (with Nikola Sarić)             | N (with Nikola Sarić)             | N (with Nikola Sarić)             | N (with Nikola Sarić)             | N (with Nikola Sarić)             | N (with Nikola Sarić)             | N (with Nikola Sarić)             | N (with Nikola Sarić)             | N (with Nikola Sarić)             | N (with Nikola Sarić)             | N (with Nikola Sarić)             | N (with Nikola Sarić)             | N (with Nikola Sarić)             | N (with Nikola Sarić)             | N (with Nikola Sarić)             | N (with Nikola Sarić)             | N (with Nikola Sarić)             | N (with Nikola Sarić)             | N (with Nikola Sarić)             |
| 11         | 11         | 11         | 11         | 11         | 11         | 11         | 11         | 11         | 11         | 11         | 11         | 11         | 11         | 11         | 11         | 11         | 11         | 11         | 11         | 11         | 11         | 11         | 11         | 11         | 11         | 11         | 11         | 11         | 11         | 11         | 11         | 11         | 11         | 11         | 11         | 11         | 11         | 11         | 11         | 11         | 11         | 11         | 11         | 11         | 11         | 11         | 11         | 11         | 11         | 11         | 11         | 11         | 11         | 11         | 11         | 11         | 11         | 11         | 11         | 11         | 11         | 11         | 11         | 11         | 11         | 11         | 11         | 11         | 11         | 11         | 11         | 11         | 11         | 11         | 11         | 11         | 11         | 11         | 11         | 11         | 11         | 11         | 11         | 11         | 11         | 11         | 11         | 11         | 11         | Smells Like Teen Spirit Balkan We Will Rock You We Are The Champions | Smells Like Teen Spirit Balkan We Will Rock You We Are The Champions | Smells Like Teen Spirit Balkan We Will Rock You We Are The Champions | Smells Like Teen Spirit Balkan We Will Rock You We Are The Champions | Smells Like Teen Spirit Balkan We Will Rock You We Are The Champions | Smells Like Teen Spirit Balkan We Will Rock You We Are The Champions | Smells Like Teen Spirit Balkan We Will Rock You We Are The Champions | Smells Like Teen Spirit Balkan We Will Rock You We Are The Champions | Smells Like Teen Spirit Balkan We Will Rock You We Are The Champions | Smells Like Teen Spirit Balkan We Will Rock You We Are The Champions | Smells Like Teen Spirit Balkan We Will Rock You We Are The Champions | Smells Like Teen Spirit Balkan We Will Rock You We Are The Champions | Smells Like Teen Spirit Balkan We Will Rock You We Are The Champions | Smells Like Teen Spirit Balkan We Will Rock You We Are The Champions | Smells Like Teen Spirit Balkan We Will Rock You We Are The Champions | Smells Like Teen Spirit Balkan We Will Rock You We Are The Champions | Smells Like Teen Spirit Balkan We Will Rock You We Are The Champions | Smells Like Teen Spirit Balkan We Will Rock You We Are The Champions | Smells Like Teen Spirit Balkan We Will Rock You We Are The Champions | Smells Like Teen Spirit Balkan We Will Rock You We Are The Champions | Smells Like Teen Spirit Balkan We Will Rock You We Are The Champions | Smells Like Teen Spirit Balkan We Will Rock You We Are The Champions | Smells Like Teen Spirit Balkan We Will Rock You We Are The Champions | Smells Like Teen Spirit Balkan We Will Rock You We Are The Champions | Smells Like Teen Spirit Balkan We Will Rock You We Are The Champions | Smells Like Teen Spirit Balkan We Will Rock You We Are The Champions | Smells Like Teen Spirit Balkan We Will Rock You We Are The Champions | Smells Like Teen Spirit Balkan We Will Rock You We Are The Champions | Smells Like Teen Spirit Balkan We Will Rock You We Are The Champions | Smells Like Teen Spirit Balkan We Will Rock You We Are The Champions | Smells Like Teen Spirit Balkan We Will Rock You We Are The Champions | Smells Like Teen Spirit Balkan We Will Rock You We Are The Champions | Smells Like Teen Spirit Balkan We Will Rock You We Are The Champions | Smells Like Teen Spirit Balkan We Will Rock You We Are The Champions | Smells Like Teen Spirit Balkan We Will Rock You We Are The Champions | Smells Like Teen Spirit Balkan We Will Rock You We Are The Champions | Smells Like Teen Spirit Balkan We Will Rock You We Are The Champions | Smells Like Teen Spirit Balkan We Will Rock You We Are The Champions | Smells Like Teen Spirit Balkan We Will Rock You We Are The Champions | Smells Like Teen Spirit Balkan We Will Rock You We Are The Champions | Smells Like Teen Spirit Balkan We Will Rock You We Are The Champions | Smells Like Teen Spirit Balkan We Will Rock You We Are The Champions | Smells Like Teen Spirit Balkan We Will Rock You We Are The Champions | Smells Like Teen Spirit Balkan We Will Rock You We Are The Champions | Smells Like Teen Spirit Balkan We Will Rock You We Are The Champions | Smells Like Teen Spirit Balkan We Will Rock You We Are The Champions | Smells Like Teen Spirit Balkan We Will Rock You We Are The Champions | Smells Like Teen Spirit Balkan We Will Rock You We Are The Champions | Smells Like Teen Spirit Balkan We Will Rock You We Are The Champions | Smells Like Teen Spirit Balkan We Will Rock You We Are The Champions | Smells Like Teen Spirit Balkan We Will Rock You We Are The Champions | Smells Like Teen Spirit Balkan We Will Rock You We Are The Champions | Smells Like Teen Spirit Balkan We Will Rock You We Are The Champions | Smells Like Teen Spirit Balkan We Will Rock You We Are The Champions | Smells Like Teen Spirit Balkan We Will Rock You We Are The Champions | Smells Like Teen Spirit Balkan We Will Rock You We Are The Champions | Smells Like Teen Spirit Balkan We Will Rock You We Are The Champions | Smells Like Teen Spirit Balkan We Will Rock You We Are The Champions | Smells Like Teen Spirit Balkan We Will Rock You We Are The Champions | Smells Like Teen Spirit Balkan We Will Rock You We Are The Champions | Smells Like Teen Spirit Balkan We Will Rock You We Are The Champions | Smells Like Teen Spirit Balkan We Will Rock You We Are The Champions | Smells Like Teen Spirit Balkan We Will Rock You We Are The Champions | Smells Like Teen Spirit Balkan We Will Rock You We Are The Champions | Smells Like Teen Spirit Balkan We Will Rock You We Are The Champions | Smells Like Teen Spirit Balkan We Will Rock You We Are The Champions | Smells Like Teen Spirit Balkan We Will Rock You We Are The Champions | Smells Like Teen Spirit Balkan We Will Rock You We Are The Champions | Smells Like Teen Spirit Balkan We Will Rock You We Are The Champions | Smells Like Teen Spirit Balkan We Will Rock You We Are The Champions | Smells Like Teen Spirit Balkan We Will Rock You We Are The Champions | Smells Like Teen Spirit Balkan We Will Rock You We Are The Champions | Smells Like Teen Spirit Balkan We Will Rock You We Are The Champions | Smells Like Teen Spirit Balkan We Will Rock You We Are The Champions | Smells Like Teen Spirit Balkan We Will Rock You We Are The Champions | Smells Like Teen Spirit Balkan We Will Rock You We Are The Champions | Smells Like Teen Spirit Balkan We Will Rock You We Are The Champions | Smells Like Teen Spirit Balkan We Will Rock You We Are The Champions | Smells Like Teen Spirit Balkan We Will Rock You We Are The Champions | Smells Like Teen Spirit Balkan We Will Rock You We Are The Champions | Smells Like Teen Spirit Balkan We Will Rock You We Are The Champions | Smells Like Teen Spirit Balkan We Will Rock You We Are The Champions | Smells Like Teen Spirit Balkan We Will Rock You We Are The Champions | Smells Like Teen Spirit Balkan We Will Rock You We Are The Champions | Smells Like Teen Spirit Balkan We Will Rock You We Are The Champions | Smells Like Teen Spirit Balkan We Will Rock You We Are The Champions | Smells Like Teen Spirit Balkan We Will Rock You We Are The Champions | Smells Like Teen Spirit Balkan We Will Rock You We Are The Champions | Smells Like Teen Spirit Balkan We Will Rock You We Are The Champions | Smells Like Teen Spirit Balkan We Will Rock You We Are The Champions | Smells Like Teen Spirit Balkan We Will Rock You We Are The Champions | Smells Like Teen Spirit Balkan We Will Rock You We Are The Champions | Smells Like Teen Spirit Balkan We Will Rock You We Are The Champions | Smells Like Teen Spirit Balkan We Will Rock You We Are The Champions | Smells Like Teen Spirit Balkan We Will Rock You We Are The Champions | Smells Like Teen Spirit Balkan We Will Rock You We Are The Champions | Smells Like Teen Spirit Balkan We Will Rock You We Are The Champions | Smells Like Teen Spirit Balkan We Will Rock You We Are The Champions | Smells Like Teen Spirit Balkan We Will Rock You We Are The Champions | Smells Like Teen Spirit Balkan We Will Rock You We Are The Champions | da solo duetto con Nikola Sarić con A. Bebić, S. Bakić, N. Sarić e D. Pavlović | da solo duetto con Nikola Sarić con A. Bebić, S. Bakić, N. Sarić e D. Pavlović | da solo duetto con Nikola Sarić con A. Bebić, S. Bakić, N. Sarić e D. Pavlović | da solo duetto con Nikola Sarić con A. Bebić, S. Bakić, N. Sarić e D. Pavlović | da solo duetto con Nikola Sarić con A. Bebić, S. Bakić, N. Sarić e D. Pavlović | da solo duetto con Nikola Sarić con A. Bebić, S. Bakić, N. Sarić e D. Pavlović | da solo duetto con Nikola Sarić con A. Bebić, S. Bakić, N. Sarić e D. Pavlović | da solo duetto con Nikola Sarić con A. Bebić, S. Bakić, N. Sarić e D. Pavlović | da solo duetto con Nikola Sarić con A. Bebić, S. Bakić, N. Sarić e D. Pavlović | da solo duetto con Nikola Sarić con A. Bebić, S. Bakić, N. Sarić e D. Pavlović | da solo duetto con Nikola Sarić con A. Bebić, S. Bakić, N. Sarić e D. Pavlović | da solo duetto con Nikola Sarić con A. Bebić, S. Bakić, N. Sarić e D. Pavlović | da solo duetto con Nikola Sarić con A. Bebić, S. Bakić, N. Sarić e D. Pavlović | da solo duetto con Nikola Sarić con A. Bebić, S. Bakić, N. Sarić e D. Pavlović | da solo duetto con Nikola Sarić con A. Bebić, S. Bakić, N. Sarić e D. Pavlović | da solo duetto con Nikola Sarić con A. Bebić, S. Bakić, N. Sarić e D. Pavlović | da solo duetto con Nikola Sarić con A. Bebić, S. Bakić, N. Sarić e D. Pavlović | da solo duetto con Nikola Sarić con A. Bebić, S. Bakić, N. Sarić e D. Pavlović | da solo duetto con Nikola Sarić con A. Bebić, S. Bakić, N. Sarić e D. Pavlović | da solo duetto con Nikola Sarić con A. Bebić, S. Bakić, N. Sarić e D. Pavlović | da solo duetto con Nikola Sarić con A. Bebić, S. Bakić, N. Sarić e D. Pavlović | da solo duetto con Nikola Sarić con A. Bebić, S. Bakić, N. Sarić e D. Pavlović | da solo duetto con Nikola Sarić con A. Bebić, S. Bakić, N. Sarić e D. Pavlović | da solo duetto con Nikola Sarić con A. Bebić, S. Bakić, N. Sarić e D. Pavlović | da solo duetto con Nikola Sarić con A. Bebić, S. Bakić, N. Sarić e D. Pavlović | da solo duetto con Nikola Sarić con A. Bebić, S. Bakić, N. Sarić e D. Pavlović | da solo duetto con Nikola Sarić con A. Bebić, S. Bakić, N. Sarić e D. Pavlović | da solo duetto con Nikola Sarić con A. Bebić, S. Bakić, N. Sarić e D. Pavlović | da solo duetto con Nikola Sarić con A. Bebić, S. Bakić, N. Sarić e D. Pavlović | da solo duetto con Nikola Sarić con A. Bebić, S. Bakić, N. Sarić e D. Pavlović | da solo duetto con Nikola Sarić con A. Bebić, S. Bakić, N. Sarić e D. Pavlović | da solo duetto con Nikola Sarić con A. Bebić, S. Bakić, N. Sarić e D. Pavlović | da solo duetto con Nikola Sarić con A. Bebić, S. Bakić, N. Sarić e D. Pavlović | da solo duetto con Nikola Sarić con A. Bebić, S. Bakić, N. Sarić e D. Pavlović | da solo duetto con Nikola Sarić con A. Bebić, S. Bakić, N. Sarić e D. Pavlović | da solo duetto con Nikola Sarić con A. Bebić, S. Bakić, N. Sarić e D. Pavlović | da solo duetto con Nikola Sarić con A. Bebić, S. Bakić, N. Sarić e D. Pavlović | da solo duetto con Nikola Sarić con A. Bebić, S. Bakić, N. Sarić e D. Pavlović | da solo duetto con Nikola Sarić con A. Bebić, S. Bakić, N. Sarić e D. Pavlović | da solo duetto con Nikola Sarić con A. Bebić, S. Bakić, N. Sarić e D. Pavlović | da solo duetto con Nikola Sarić con A. Bebić, S. Bakić, N. Sarić e D. Pavlović | da solo duetto con Nikola Sarić con A. Bebić, S. Bakić, N. Sarić e D. Pavlović | da solo duetto con Nikola Sarić con A. Bebić, S. Bakić, N. Sarić e D. Pavlović | da solo duetto con Nikola Sarić con A. Bebić, S. Bakić, N. Sarić e D. Pavlović | da solo duetto con Nikola Sarić con A. Bebić, S. Bakić, N. Sarić e D. Pavlović | da solo duetto con Nikola Sarić con A. Bebić, S. Bakić, N. Sarić e D. Pavlović | da solo duetto con Nikola Sarić con A. Bebić, S. Bakić, N. Sarić e D. Pavlović | da solo duetto con Nikola Sarić con A. Bebić, S. Bakić, N. Sarić e D. Pavlović | da solo duetto con Nikola Sarić con A. Bebić, S. Bakić, N. Sarić e D. Pavlović | da solo duetto con Nikola Sarić con A. Bebić, S. Bakić, N. Sarić e D. Pavlović | da solo duetto con Nikola Sarić con A. Bebić, S. Bakić, N. Sarić e D. Pavlović | da solo duetto con Nikola Sarić con A. Bebić, S. Bakić, N. Sarić e D. Pavlović | da solo duetto con Nikola Sarić con A. Bebić, S. Bakić, N. Sarić e D. Pavlović | da solo duetto con Nikola Sarić con A. Bebić, S. Bakić, N. Sarić e D. Pavlović | da solo duetto con Nikola Sarić con A. Bebić, S. Bakić, N. Sarić e D. Pavlović | da solo duetto con Nikola Sarić con A. Bebić, S. Bakić, N. Sarić e D. Pavlović | da solo duetto con Nikola Sarić con A. Bebić, S. Bakić, N. Sarić e D. Pavlović | da solo duetto con Nikola Sarić con A. Bebić, S. Bakić, N. Sarić e D. Pavlović | da solo duetto con Nikola Sarić con A. Bebić, S. Bakić, N. Sarić e D. Pavlović | da solo duetto con Nikola Sarić con A. Bebić, S. Bakić, N. Sarić e D. Pavlović | da solo duetto con Nikola Sarić con A. Bebić, S. Bakić, N. Sarić e D. Pavlović | da solo duetto con Nikola Sarić con A. Bebić, S. Bakić, N. Sarić e D. Pavlović | da solo duetto con Nikola Sarić con A. Bebić, S. Bakić, N. Sarić e D. Pavlović | da solo duetto con Nikola Sarić con A. Bebić, S. Bakić, N. Sarić e D. Pavlović | da solo duetto con Nikola Sarić con A. Bebić, S. Bakić, N. Sarić e D. Pavlović | da solo duetto con Nikola Sarić con A. Bebić, S. Bakić, N. Sarić e D. Pavlović | da solo duetto con Nikola Sarić con A. Bebić, S. Bakić, N. Sarić e D. Pavlović | da solo duetto con Nikola Sarić con A. Bebić, S. Bakić, N. Sarić e D. Pavlović | da solo duetto con Nikola Sarić con A. Bebić, S. Bakić, N. Sarić e D. Pavlović | da solo duetto con Nikola Sarić con A. Bebić, S. Bakić, N. Sarić e D. Pavlović | da solo duetto con Nikola Sarić con A. Bebić, S. Bakić, N. Sarić e D. Pavlović | da solo duetto con Nikola Sarić con A. Bebić, S. Bakić, N. Sarić e D. Pavlović | da solo duetto con Nikola Sarić con A. Bebić, S. Bakić, N. Sarić e D. Pavlović | da solo duetto con Nikola Sarić con A. Bebić, S. Bakić, N. Sarić e D. Pavlović | da solo duetto con Nikola Sarić con A. Bebić, S. Bakić, N. Sarić e D. Pavlović | da solo duetto con Nikola Sarić con A. Bebić, S. Bakić, N. Sarić e D. Pavlović | da solo duetto con Nikola Sarić con A. Bebić, S. Bakić, N. Sarić e D. Pavlović | da solo duetto con Nikola Sarić con A. Bebić, S. Bakić, N. Sarić e D. Pavlović | da solo duetto con Nikola Sarić con A. Bebić, S. Bakić, N. Sarić e D. Pavlović | da solo duetto con Nikola Sarić con A. Bebić, S. Bakić, N. Sarić e D. Pavlović | da solo duetto con Nikola Sarić con A. Bebić, S. Bakić, N. Sarić e D. Pavlović | da solo duetto con Nikola Sarić con A. Bebić, S. Bakić, N. Sarić e D. Pavlović | da solo duetto con Nikola Sarić con A. Bebić, S. Bakić, N. Sarić e D. Pavlović | da solo duetto con Nikola Sarić con A. Bebić, S. Bakić, N. Sarić e D. Pavlović | da solo duetto con Nikola Sarić con A. Bebić, S. Bakić, N. Sarić e D. Pavlović | da solo duetto con Nikola Sarić con A. Bebić, S. Bakić, N. Sarić e D. Pavlović | da solo duetto con Nikola Sarić con A. Bebić, S. Bakić, N. Sarić e D. Pavlović | da solo duetto con Nikola Sarić con A. Bebić, S. Bakić, N. Sarić e D. Pavlović | da solo duetto con Nikola Sarić con A. Bebić, S. Bakić, N. Sarić e D. Pavlović | da solo duetto con Nikola Sarić con A. Bebić, S. Bakić, N. Sarić e D. Pavlović | da solo duetto con Nikola Sarić con A. Bebić, S. Bakić, N. Sarić e D. Pavlović | da solo duetto con Nikola Sarić con A. Bebić, S. Bakić, N. Sarić e D. Pavlović | da solo duetto con Nikola Sarić con A. Bebić, S. Bakić, N. Sarić e D. Pavlović | da solo duetto con Nikola Sarić con A. Bebić, S. Bakić, N. Sarić e D. Pavlović | da solo duetto con Nikola Sarić con A. Bebić, S. Bakić, N. Sarić e D. Pavlović | da solo duetto con Nikola Sarić con A. Bebić, S. Bakić, N. Sarić e D. Pavlović | da solo duetto con Nikola Sarić con A. Bebić, S. Bakić, N. Sarić e D. Pavlović | da solo duetto con Nikola Sarić con A. Bebić, S. Bakić, N. Sarić e D. Pavlović | da solo duetto con Nikola Sarić con A. Bebić, S. Bakić, N. Sarić e D. Pavlović | da solo duetto con Nikola Sarić con A. Bebić, S. Bakić, N. Sarić e D. Pavlović | da solo duetto con Nikola Sarić con A. Bebić, S. Bakić, N. Sarić e D. Pavlović | da solo duetto con Nikola Sarić con A. Bebić, S. Bakić, N. Sarić e D. Pavlović | da solo duetto con Nikola Sarić con A. Bebić, S. Bakić, N. Sarić e D. Pavlović | da solo duetto con Nikola Sarić con A. Bebić, S. Bakić, N. Sarić e D. Pavlović | da solo duetto con Nikola Sarić con A. Bebić, S. Bakić, N. Sarić e D. Pavlović | da solo duetto con Nikola Sarić con A. Bebić, S. Bakić, N. Sarić e D. Pavlović | da solo duetto con Nikola Sarić con A. Bebić, S. Bakić, N. Sarić e D. Pavlović | da solo duetto con Nikola Sarić con A. Bebić, S. Bakić, N. Sarić e D. Pavlović | da solo duetto con Nikola Sarić con A. Bebić, S. Bakić, N. Sarić e D. Pavlović | da solo duetto con Nikola Sarić con A. Bebić, S. Bakić, N. Sarić e D. Pavlović | da solo duetto con Nikola Sarić con A. Bebić, S. Bakić, N. Sarić e D. Pavlović | da solo duetto con Nikola Sarić con A. Bebić, S. Bakić, N. Sarić e D. Pavlović | da solo duetto con Nikola Sarić con A. Bebić, S. Bakić, N. Sarić e D. Pavlović | da solo duetto con Nikola Sarić con A. Bebić, S. Bakić, N. Sarić e D. Pavlović | da solo duetto con Nikola Sarić con A. Bebić, S. Bakić, N. Sarić e D. Pavlović | da solo duetto con Nikola Sarić con A. Bebić, S. Bakić, N. Sarić e D. Pavlović | da solo duetto con Nikola Sarić con A. Bebić, S. Bakić, N. Sarić e D. Pavlović | da solo duetto con Nikola Sarić con A. Bebić, S. Bakić, N. Sarić e D. Pavlović | da solo duetto con Nikola Sarić con A. Bebić, S. Bakić, N. Sarić e D. Pavlović | da solo duetto con Nikola Sarić con A. Bebić, S. Bakić, N. Sarić e D. Pavlović | da solo duetto con Nikola Sarić con A. Bebić, S. Bakić, N. Sarić e D. Pavlović | da solo duetto con Nikola Sarić con A. Bebić, S. Bakić, N. Sarić e D. Pavlović | da solo duetto con Nikola Sarić con A. Bebić, S. Bakić, N. Sarić e D. Pavlović | da solo duetto con Nikola Sarić con A. Bebić, S. Bakić, N. Sarić e D. Pavlović | da solo duetto con Nikola Sarić con A. Bebić, S. Bakić, N. Sarić e D. Pavlović | da solo duetto con Nikola Sarić con A. Bebić, S. Bakić, N. Sarić e D. Pavlović | da solo duetto con Nikola Sarić con A. Bebić, S. Bakić, N. Sarić e D. Pavlović | da solo duetto con Nikola Sarić con A. Bebić, S. Bakić, N. Sarić e D. Pavlović | da solo duetto con Nikola Sarić con A. Bebić, S. Bakić, N. Sarić e D. Pavlović | da solo duetto con Nikola Sarić con A. Bebić, S. Bakić, N. Sarić e D. Pavlović | Nirvana Azra Queen                        | Nirvana Azra Queen                        | Nirvana Azra Queen                        | Nirvana Azra Queen                        | Nirvana Azra Queen                        | Nirvana Azra Queen                        | Nirvana Azra Queen                        | Nirvana Azra Queen                        | Nirvana Azra Queen                        | Nirvana Azra Queen                        | Nirvana Azra Queen                        | Nirvana Azra Queen                        | Nirvana Azra Queen                        | Nirvana Azra Queen                        | Nirvana Azra Queen                        | Nirvana Azra Queen                        | Nirvana Azra Queen                        | Nirvana Azra Queen                        | Nirvana Azra Queen                        | Nirvana Azra Queen                        | Nirvana Azra Queen                        | Nirvana Azra Queen                        | Nirvana Azra Queen                        | Nirvana Azra Queen                        | Nirvana Azra Queen                        | Nirvana Azra Queen                        | Nirvana Azra Queen                        | Nirvana Azra Queen                        | Nirvana Azra Queen                        | Nirvana Azra Queen                        | Nirvana Azra Queen                        | Nirvana Azra Queen                        | Nirvana Azra Queen                        | Nirvana Azra Queen                        | Nirvana Azra Queen                        | Nirvana Azra Queen                        | Nirvana Azra Queen                        | Nirvana Azra Queen                        | Nirvana Azra Queen                        | Nirvana Azra Queen                        | Nirvana Azra Queen                        | Nirvana Azra Queen                        | Nirvana Azra Queen                        | Nirvana Azra Queen                        | Nirvana Azra Queen                        | Nirvana Azra Queen                        | Nirvana Azra Queen                        | Nirvana Azra Queen                        | Nirvana Azra Queen                        | Nirvana Azra Queen                        | Nirvana Azra Queen                        | Nirvana Azra Queen                        | Nirvana Azra Queen                        | Nirvana Azra Queen                        | Nirvana Azra Queen                        | Nirvana Azra Queen                        | Nirvana Azra Queen                        | Nirvana Azra Queen                        | Nirvana Azra Queen                        | Nirvana Azra Queen                        | Nirvana Azra Queen                        | Nirvana Azra Queen                        | Nirvana Azra Queen                        | Nirvana Azra Queen                        | Nirvana Azra Queen                        | Nirvana Azra Queen                        | Nirvana Azra Queen                        | Nirvana Azra Queen                        | Nirvana Azra Queen                        | Nirvana Azra Queen                        | Nirvana Azra Queen                        | Nirvana Azra Queen                        | Nirvana Azra Queen                        | Nirvana Azra Queen                        | Nirvana Azra Queen                        | Nirvana Azra Queen                        | Nirvana Azra Queen                        | Nirvana Azra Queen                        | Nirvana Azra Queen                        | Nirvana Azra Queen                        | Nirvana Azra Queen                        | Nirvana Azra Queen                        | Nirvana Azra Queen                        | Nirvana Azra Queen                        | Nirvana Azra Queen                        | Nirvana Azra Queen                        | Nirvana Azra Queen                        | Nirvana Azra Queen                        | Nirvana Azra Queen                        | Nirvana Azra Queen                        | Nirvana Azra Queen                        | Nirvana Azra Queen                        | Nirvana Azra Queen                        | Nirvana Azra Queen                        | Nirvana Azra Queen                        | Nirvana Azra Queen                        | Nirvana Azra Queen                        | Nirvana Azra Queen                        | Nirvana Azra Queen                        | Nirvana Azra Queen                        | Passa / nominato con Sonja Bakic  | Passa / nominato con Sonja Bakic  | Passa / nominato con Sonja Bakic  | Passa / nominato con Sonja Bakic  | Passa / nominato con Sonja Bakic  | Passa / nominato con Sonja Bakic  | Passa / nominato con Sonja Bakic  | Passa / nominato con Sonja Bakic  | Passa / nominato con Sonja Bakic  | Passa / nominato con Sonja Bakic  | Passa / nominato con Sonja Bakic  | Passa / nominato con Sonja Bakic  | Passa / nominato con Sonja Bakic  | Passa / nominato con Sonja Bakic  | Passa / nominato con Sonja Bakic  | Passa / nominato con Sonja Bakic  | Passa / nominato con Sonja Bakic  | Passa / nominato con Sonja Bakic  | Passa / nominato con Sonja Bakic  | Passa / nominato con Sonja Bakic  | Passa / nominato con Sonja Bakic  | Passa / nominato con Sonja Bakic  | Passa / nominato con Sonja Bakic  | Passa / nominato con Sonja Bakic  | Passa / nominato con Sonja Bakic  | Passa / nominato con Sonja Bakic  | Passa / nominato con Sonja Bakic  | Passa / nominato con Sonja Bakic  | Passa / nominato con Sonja Bakic  | Passa / nominato con Sonja Bakic  | Passa / nominato con Sonja Bakic  | Passa / nominato con Sonja Bakic  | Passa / nominato con Sonja Bakic  | Passa / nominato con Sonja Bakic  | Passa / nominato con Sonja Bakic  | Passa / nominato con Sonja Bakic  | Passa / nominato con Sonja Bakic  | Passa / nominato con Sonja Bakic  | Passa / nominato con Sonja Bakic  | Passa / nominato con Sonja Bakic  | Passa / nominato con Sonja Bakic  | Passa / nominato con Sonja Bakic  | Passa / nominato con Sonja Bakic  | Passa / nominato con Sonja Bakic  | Passa / nominato con Sonja Bakic  | Passa / nominato con Sonja Bakic  | Passa / nominato con Sonja Bakic  | Passa / nominato con Sonja Bakic  | Passa / nominato con Sonja Bakic  | Passa / nominato con Sonja Bakic  | Passa / nominato con Sonja Bakic  | Passa / nominato con Sonja Bakic  | Passa / nominato con Sonja Bakic  | Passa / nominato con Sonja Bakic  | Passa / nominato con Sonja Bakic  | Passa / nominato con Sonja Bakic  | Passa / nominato con Sonja Bakic  | Passa / nominato con Sonja Bakic  | Passa / nominato con Sonja Bakic  | Passa / nominato con Sonja Bakic  | Passa / nominato con Sonja Bakic  | Passa / nominato con Sonja Bakic  | Passa / nominato con Sonja Bakic  | Passa / nominato con Sonja Bakic  | Passa / nominato con Sonja Bakic  | Passa / nominato con Sonja Bakic  | Passa / nominato con Sonja Bakic  | Passa / nominato con Sonja Bakic  | Passa / nominato con Sonja Bakic  | Passa / nominato con Sonja Bakic  | Passa / nominato con Sonja Bakic  | Passa / nominato con Sonja Bakic  | Passa / nominato con Sonja Bakic  | Passa / nominato con Sonja Bakic  | Passa / nominato con Sonja Bakic  | Passa / nominato con Sonja Bakic  | Passa / nominato con Sonja Bakic  | Passa / nominato con Sonja Bakic  | Passa / nominato con Sonja Bakic  | Passa / nominato con Sonja Bakic  | Passa / nominato con Sonja Bakic  | Passa / nominato con Sonja Bakic  | Passa / nominato con Sonja Bakic  | Passa / nominato con Sonja Bakic  | Passa / nominato con Sonja Bakic  | Passa / nominato con Sonja Bakic  | Passa / nominato con Sonja Bakic  | Passa / nominato con Sonja Bakic  | Passa / nominato con Sonja Bakic  | Passa / nominato con Sonja Bakic  | Passa / nominato con Sonja Bakic  | Passa / nominato con Sonja Bakic  | Passa / nominato con Sonja Bakic  | Passa / nominato con Sonja Bakic  | Passa / nominato con Sonja Bakic  | Passa / nominato con Sonja Bakic  | Passa / nominato con Sonja Bakic  | Passa / nominato con Sonja Bakic  | Passa / nominato con Sonja Bakic  | Passa / nominato con Sonja Bakic  |
| 12         | 12         | 12         | 12         | 12         | 12         | 12         | 12         | 12         | 12         | 12         | 12         | 12         | 12         | 12         | 12         | 12         | 12         | 12         | 12         | 12         | 12         | 12         | 12         | 12         | 12         | 12         | 12         | 12         | 12         | 12         | 12         | 12         | 12         | 12         | 12         | 12         | 12         | 12         | 12         | 12         | 12         | 12         | 12         | 12         | 12         | 12         | 12         | 12         | 12         | 12         | 12         | 12         | 12         | 12         | 12         | 12         | 12         | 12         | 12         | 12         | 12         | 12         | 12         | 12         | 12         | 12         | 12         | 12         | 12         | 12         | 12         | 12         | 12         | 12         | 12         | 12         | 12         | 12         | 12         | 12         | 12         | 12         | 12         | 12         | 12         | 12         | 12         | 12         | 12         | Nothing Else Matters Svet tuge Mi plešemo/Maljčiki                   | Nothing Else Matters Svet tuge Mi plešemo/Maljčiki                   | Nothing Else Matters Svet tuge Mi plešemo/Maljčiki                   | Nothing Else Matters Svet tuge Mi plešemo/Maljčiki                   | Nothing Else Matters Svet tuge Mi plešemo/Maljčiki                   | Nothing Else Matters Svet tuge Mi plešemo/Maljčiki                   | Nothing Else Matters Svet tuge Mi plešemo/Maljčiki                   | Nothing Else Matters Svet tuge Mi plešemo/Maljčiki                   | Nothing Else Matters Svet tuge Mi plešemo/Maljčiki                   | Nothing Else Matters Svet tuge Mi plešemo/Maljčiki                   | Nothing Else Matters Svet tuge Mi plešemo/Maljčiki                   | Nothing Else Matters Svet tuge Mi plešemo/Maljčiki                   | Nothing Else Matters Svet tuge Mi plešemo/Maljčiki                   | Nothing Else Matters Svet tuge Mi plešemo/Maljčiki                   | Nothing Else Matters Svet tuge Mi plešemo/Maljčiki                   | Nothing Else Matters Svet tuge Mi plešemo/Maljčiki                   | Nothing Else Matters Svet tuge Mi plešemo/Maljčiki                   | Nothing Else Matters Svet tuge Mi plešemo/Maljčiki                   | Nothing Else Matters Svet tuge Mi plešemo/Maljčiki                   | Nothing Else Matters Svet tuge Mi plešemo/Maljčiki                   | Nothing Else Matters Svet tuge Mi plešemo/Maljčiki                   | Nothing Else Matters Svet tuge Mi plešemo/Maljčiki                   | Nothing Else Matters Svet tuge Mi plešemo/Maljčiki                   | Nothing Else Matters Svet tuge Mi plešemo/Maljčiki                   | Nothing Else Matters Svet tuge Mi plešemo/Maljčiki                   | Nothing Else Matters Svet tuge Mi plešemo/Maljčiki                   | Nothing Else Matters Svet tuge Mi plešemo/Maljčiki                   | Nothing Else Matters Svet tuge Mi plešemo/Maljčiki                   | Nothing Else Matters Svet tuge Mi plešemo/Maljčiki                   | Nothing Else Matters Svet tuge Mi plešemo/Maljčiki                   | Nothing Else Matters Svet tuge Mi plešemo/Maljčiki                   | Nothing Else Matters Svet tuge Mi plešemo/Maljčiki                   | Nothing Else Matters Svet tuge Mi plešemo/Maljčiki                   | Nothing Else Matters Svet tuge Mi plešemo/Maljčiki                   | Nothing Else Matters Svet tuge Mi plešemo/Maljčiki                   | Nothing Else Matters Svet tuge Mi plešemo/Maljčiki                   | Nothing Else Matters Svet tuge Mi plešemo/Maljčiki                   | Nothing Else Matters Svet tuge Mi plešemo/Maljčiki                   | Nothing Else Matters Svet tuge Mi plešemo/Maljčiki                   | Nothing Else Matters Svet tuge Mi plešemo/Maljčiki                   | Nothing Else Matters Svet tuge Mi plešemo/Maljčiki                   | Nothing Else Matters Svet tuge Mi plešemo/Maljčiki                   | Nothing Else Matters Svet tuge Mi plešemo/Maljčiki                   | Nothing Else Matters Svet tuge Mi plešemo/Maljčiki                   | Nothing Else Matters Svet tuge Mi plešemo/Maljčiki                   | Nothing Else Matters Svet tuge Mi plešemo/Maljčiki                   | Nothing Else Matters Svet tuge Mi plešemo/Maljčiki                   | Nothing Else Matters Svet tuge Mi plešemo/Maljčiki                   | Nothing Else Matters Svet tuge Mi plešemo/Maljčiki                   | Nothing Else Matters Svet tuge Mi plešemo/Maljčiki                   | Nothing Else Matters Svet tuge Mi plešemo/Maljčiki                   | Nothing Else Matters Svet tuge Mi plešemo/Maljčiki                   | Nothing Else Matters Svet tuge Mi plešemo/Maljčiki                   | Nothing Else Matters Svet tuge Mi plešemo/Maljčiki                   | Nothing Else Matters Svet tuge Mi plešemo/Maljčiki                   | Nothing Else Matters Svet tuge Mi plešemo/Maljčiki                   | Nothing Else Matters Svet tuge Mi plešemo/Maljčiki                   | Nothing Else Matters Svet tuge Mi plešemo/Maljčiki                   | Nothing Else Matters Svet tuge Mi plešemo/Maljčiki                   | Nothing Else Matters Svet tuge Mi plešemo/Maljčiki                   | Nothing Else Matters Svet tuge Mi plešemo/Maljčiki                   | Nothing Else Matters Svet tuge Mi plešemo/Maljčiki                   | Nothing Else Matters Svet tuge Mi plešemo/Maljčiki                   | Nothing Else Matters Svet tuge Mi plešemo/Maljčiki                   | Nothing Else Matters Svet tuge Mi plešemo/Maljčiki                   | Nothing Else Matters Svet tuge Mi plešemo/Maljčiki                   | Nothing Else Matters Svet tuge Mi plešemo/Maljčiki                   | Nothing Else Matters Svet tuge Mi plešemo/Maljčiki                   | Nothing Else Matters Svet tuge Mi plešemo/Maljčiki                   | Nothing Else Matters Svet tuge Mi plešemo/Maljčiki                   | Nothing Else Matters Svet tuge Mi plešemo/Maljčiki                   | Nothing Else Matters Svet tuge Mi plešemo/Maljčiki                   | Nothing Else Matters Svet tuge Mi plešemo/Maljčiki                   | Nothing Else Matters Svet tuge Mi plešemo/Maljčiki                   | Nothing Else Matters Svet tuge Mi plešemo/Maljčiki                   | Nothing Else Matters Svet tuge Mi plešemo/Maljčiki                   | Nothing Else Matters Svet tuge Mi plešemo/Maljčiki                   | Nothing Else Matters Svet tuge Mi plešemo/Maljčiki                   | Nothing Else Matters Svet tuge Mi plešemo/Maljčiki                   | Nothing Else Matters Svet tuge Mi plešemo/Maljčiki                   | Nothing Else Matters Svet tuge Mi plešemo/Maljčiki                   | Nothing Else Matters Svet tuge Mi plešemo/Maljčiki                   | Nothing Else Matters Svet tuge Mi plešemo/Maljčiki                   | Nothing Else Matters Svet tuge Mi plešemo/Maljčiki                   | Nothing Else Matters Svet tuge Mi plešemo/Maljčiki                   | Nothing Else Matters Svet tuge Mi plešemo/Maljčiki                   | Nothing Else Matters Svet tuge Mi plešemo/Maljčiki                   | Nothing Else Matters Svet tuge Mi plešemo/Maljčiki                   | Nothing Else Matters Svet tuge Mi plešemo/Maljčiki                   | Nothing Else Matters Svet tuge Mi plešemo/Maljčiki                   | Nothing Else Matters Svet tuge Mi plešemo/Maljčiki                   | Nothing Else Matters Svet tuge Mi plešemo/Maljčiki                   | Nothing Else Matters Svet tuge Mi plešemo/Maljčiki                   | Nothing Else Matters Svet tuge Mi plešemo/Maljčiki                   | Nothing Else Matters Svet tuge Mi plešemo/Maljčiki                   | Nothing Else Matters Svet tuge Mi plešemo/Maljčiki                   | Nothing Else Matters Svet tuge Mi plešemo/Maljčiki                   | Nothing Else Matters Svet tuge Mi plešemo/Maljčiki                   | Nothing Else Matters Svet tuge Mi plešemo/Maljčiki                   | Nothing Else Matters Svet tuge Mi plešemo/Maljčiki                   | da solo duetto con Sonja Bakić con Igor Cukrov e Ana Bebić                     | da solo duetto con Sonja Bakić con Igor Cukrov e Ana Bebić                     | da solo duetto con Sonja Bakić con Igor Cukrov e Ana Bebić                     | da solo duetto con Sonja Bakić con Igor Cukrov e Ana Bebić                     | da solo duetto con Sonja Bakić con Igor Cukrov e Ana Bebić                     | da solo duetto con Sonja Bakić con Igor Cukrov e Ana Bebić                     | da solo duetto con Sonja Bakić con Igor Cukrov e Ana Bebić                     | da solo duetto con Sonja Bakić con Igor Cukrov e Ana Bebić                     | da solo duetto con Sonja Bakić con Igor Cukrov e Ana Bebić                     | da solo duetto con Sonja Bakić con Igor Cukrov e Ana Bebić                     | da solo duetto con Sonja Bakić con Igor Cukrov e Ana Bebić                     | da solo duetto con Sonja Bakić con Igor Cukrov e Ana Bebić                     | da solo duetto con Sonja Bakić con Igor Cukrov e Ana Bebić                     | da solo duetto con Sonja Bakić con Igor Cukrov e Ana Bebić                     | da solo duetto con Sonja Bakić con Igor Cukrov e Ana Bebić                     | da solo duetto con Sonja Bakić con Igor Cukrov e Ana Bebić                     | da solo duetto con Sonja Bakić con Igor Cukrov e Ana Bebić                     | da solo duetto con Sonja Bakić con Igor Cukrov e Ana Bebić                     | da solo duetto con Sonja Bakić con Igor Cukrov e Ana Bebić                     | da solo duetto con Sonja Bakić con Igor Cukrov e Ana Bebić                     | da solo duetto con Sonja Bakić con Igor Cukrov e Ana Bebić                     | da solo duetto con Sonja Bakić con Igor Cukrov e Ana Bebić                     | da solo duetto con Sonja Bakić con Igor Cukrov e Ana Bebić                     | da solo duetto con Sonja Bakić con Igor Cukrov e Ana Bebić                     | da solo duetto con Sonja Bakić con Igor Cukrov e Ana Bebić                     | da solo duetto con Sonja Bakić con Igor Cukrov e Ana Bebić                     | da solo duetto con Sonja Bakić con Igor Cukrov e Ana Bebić                     | da solo duetto con Sonja Bakić con Igor Cukrov e Ana Bebić                     | da solo duetto con Sonja Bakić con Igor Cukrov e Ana Bebić                     | da solo duetto con Sonja Bakić con Igor Cukrov e Ana Bebić                     | da solo duetto con Sonja Bakić con Igor Cukrov e Ana Bebić                     | da solo duetto con Sonja Bakić con Igor Cukrov e Ana Bebić                     | da solo duetto con Sonja Bakić con Igor Cukrov e Ana Bebić                     | da solo duetto con Sonja Bakić con Igor Cukrov e Ana Bebić                     | da solo duetto con Sonja Bakić con Igor Cukrov e Ana Bebić                     | da solo duetto con Sonja Bakić con Igor Cukrov e Ana Bebić                     | da solo duetto con Sonja Bakić con Igor Cukrov e Ana Bebić                     | da solo duetto con Sonja Bakić con Igor Cukrov e Ana Bebić                     | da solo duetto con Sonja Bakić con Igor Cukrov e Ana Bebić                     | da solo duetto con Sonja Bakić con Igor Cukrov e Ana Bebić                     | da solo duetto con Sonja Bakić con Igor Cukrov e Ana Bebić                     | da solo duetto con Sonja Bakić con Igor Cukrov e Ana Bebić                     | da solo duetto con Sonja Bakić con Igor Cukrov e Ana Bebić                     | da solo duetto con Sonja Bakić con Igor Cukrov e Ana Bebić                     | da solo duetto con Sonja Bakić con Igor Cukrov e Ana Bebić                     | da solo duetto con Sonja Bakić con Igor Cukrov e Ana Bebić                     | da solo duetto con Sonja Bakić con Igor Cukrov e Ana Bebić                     | da solo duetto con Sonja Bakić con Igor Cukrov e Ana Bebić                     | da solo duetto con Sonja Bakić con Igor Cukrov e Ana Bebić                     | da solo duetto con Sonja Bakić con Igor Cukrov e Ana Bebić                     | da solo duetto con Sonja Bakić con Igor Cukrov e Ana Bebić                     | da solo duetto con Sonja Bakić con Igor Cukrov e Ana Bebić                     | da solo duetto con Sonja Bakić con Igor Cukrov e Ana Bebić                     | da solo duetto con Sonja Bakić con Igor Cukrov e Ana Bebić                     | da solo duetto con Sonja Bakić con Igor Cukrov e Ana Bebić                     | da solo duetto con Sonja Bakić con Igor Cukrov e Ana Bebić                     | da solo duetto con Sonja Bakić con Igor Cukrov e Ana Bebić                     | da solo duetto con Sonja Bakić con Igor Cukrov e Ana Bebić                     | da solo duetto con Sonja Bakić con Igor Cukrov e Ana Bebić                     | da solo duetto con Sonja Bakić con Igor Cukrov e Ana Bebić                     | da solo duetto con Sonja Bakić con Igor Cukrov e Ana Bebić                     | da solo duetto con Sonja Bakić con Igor Cukrov e Ana Bebić                     | da solo duetto con Sonja Bakić con Igor Cukrov e Ana Bebić                     | da solo duetto con Sonja Bakić con Igor Cukrov e Ana Bebić                     | da solo duetto con Sonja Bakić con Igor Cukrov e Ana Bebić                     | da solo duetto con Sonja Bakić con Igor Cukrov e Ana Bebić                     | da solo duetto con Sonja Bakić con Igor Cukrov e Ana Bebić                     | da solo duetto con Sonja Bakić con Igor Cukrov e Ana Bebić                     | da solo duetto con Sonja Bakić con Igor Cukrov e Ana Bebić                     | da solo duetto con Sonja Bakić con Igor Cukrov e Ana Bebić                     | da solo duetto con Sonja Bakić con Igor Cukrov e Ana Bebić                     | da solo duetto con Sonja Bakić con Igor Cukrov e Ana Bebić                     | da solo duetto con Sonja Bakić con Igor Cukrov e Ana Bebić                     | da solo duetto con Sonja Bakić con Igor Cukrov e Ana Bebić                     | da solo duetto con Sonja Bakić con Igor Cukrov e Ana Bebić                     | da solo duetto con Sonja Bakić con Igor Cukrov e Ana Bebić                     | da solo duetto con Sonja Bakić con Igor Cukrov e Ana Bebić                     | da solo duetto con Sonja Bakić con Igor Cukrov e Ana Bebić                     | da solo duetto con Sonja Bakić con Igor Cukrov e Ana Bebić                     | da solo duetto con Sonja Bakić con Igor Cukrov e Ana Bebić                     | da solo duetto con Sonja Bakić con Igor Cukrov e Ana Bebić                     | da solo duetto con Sonja Bakić con Igor Cukrov e Ana Bebić                     | da solo duetto con Sonja Bakić con Igor Cukrov e Ana Bebić                     | da solo duetto con Sonja Bakić con Igor Cukrov e Ana Bebić                     | da solo duetto con Sonja Bakić con Igor Cukrov e Ana Bebić                     | da solo duetto con Sonja Bakić con Igor Cukrov e Ana Bebić                     | da solo duetto con Sonja Bakić con Igor Cukrov e Ana Bebić                     | da solo duetto con Sonja Bakić con Igor Cukrov e Ana Bebić                     | da solo duetto con Sonja Bakić con Igor Cukrov e Ana Bebić                     | da solo duetto con Sonja Bakić con Igor Cukrov e Ana Bebić                     | da solo duetto con Sonja Bakić con Igor Cukrov e Ana Bebić                     | da solo duetto con Sonja Bakić con Igor Cukrov e Ana Bebić                     | da solo duetto con Sonja Bakić con Igor Cukrov e Ana Bebić                     | da solo duetto con Sonja Bakić con Igor Cukrov e Ana Bebić                     | da solo duetto con Sonja Bakić con Igor Cukrov e Ana Bebić                     | da solo duetto con Sonja Bakić con Igor Cukrov e Ana Bebić                     | da solo duetto con Sonja Bakić con Igor Cukrov e Ana Bebić                     | da solo duetto con Sonja Bakić con Igor Cukrov e Ana Bebić                     | da solo duetto con Sonja Bakić con Igor Cukrov e Ana Bebić                     | da solo duetto con Sonja Bakić con Igor Cukrov e Ana Bebić                     | da solo duetto con Sonja Bakić con Igor Cukrov e Ana Bebić                     | da solo duetto con Sonja Bakić con Igor Cukrov e Ana Bebić                     | da solo duetto con Sonja Bakić con Igor Cukrov e Ana Bebić                     | da solo duetto con Sonja Bakić con Igor Cukrov e Ana Bebić                     | da solo duetto con Sonja Bakić con Igor Cukrov e Ana Bebić                     | da solo duetto con Sonja Bakić con Igor Cukrov e Ana Bebić                     | da solo duetto con Sonja Bakić con Igor Cukrov e Ana Bebić                     | da solo duetto con Sonja Bakić con Igor Cukrov e Ana Bebić                     | da solo duetto con Sonja Bakić con Igor Cukrov e Ana Bebić                     | da solo duetto con Sonja Bakić con Igor Cukrov e Ana Bebić                     | da solo duetto con Sonja Bakić con Igor Cukrov e Ana Bebić                     | da solo duetto con Sonja Bakić con Igor Cukrov e Ana Bebić                     | da solo duetto con Sonja Bakić con Igor Cukrov e Ana Bebić                     | da solo duetto con Sonja Bakić con Igor Cukrov e Ana Bebić                     | da solo duetto con Sonja Bakić con Igor Cukrov e Ana Bebić                     | da solo duetto con Sonja Bakić con Igor Cukrov e Ana Bebić                     | da solo duetto con Sonja Bakić con Igor Cukrov e Ana Bebić                     | da solo duetto con Sonja Bakić con Igor Cukrov e Ana Bebić                     | da solo duetto con Sonja Bakić con Igor Cukrov e Ana Bebić                     | da solo duetto con Sonja Bakić con Igor Cukrov e Ana Bebić                     | da solo duetto con Sonja Bakić con Igor Cukrov e Ana Bebić                     | da solo duetto con Sonja Bakić con Igor Cukrov e Ana Bebić                     | da solo duetto con Sonja Bakić con Igor Cukrov e Ana Bebić                     | da solo duetto con Sonja Bakić con Igor Cukrov e Ana Bebić                     | da solo duetto con Sonja Bakić con Igor Cukrov e Ana Bebić                     | da solo duetto con Sonja Bakić con Igor Cukrov e Ana Bebić                     | da solo duetto con Sonja Bakić con Igor Cukrov e Ana Bebić                     | da solo duetto con Sonja Bakić con Igor Cukrov e Ana Bebić                     | da solo duetto con Sonja Bakić con Igor Cukrov e Ana Bebić                     | da solo duetto con Sonja Bakić con Igor Cukrov e Ana Bebić                     | Metallica Negativ Prljavo Kazalište/Idoli | Metallica Negativ Prljavo Kazalište/Idoli | Metallica Negativ Prljavo Kazalište/Idoli | Metallica Negativ Prljavo Kazalište/Idoli | Metallica Negativ Prljavo Kazalište/Idoli | Metallica Negativ Prljavo Kazalište/Idoli | Metallica Negativ Prljavo Kazalište/Idoli | Metallica Negativ Prljavo Kazalište/Idoli | Metallica Negativ Prljavo Kazalište/Idoli | Metallica Negativ Prljavo Kazalište/Idoli | Metallica Negativ Prljavo Kazalište/Idoli | Metallica Negativ Prljavo Kazalište/Idoli | Metallica Negativ Prljavo Kazalište/Idoli | Metallica Negativ Prljavo Kazalište/Idoli | Metallica Negativ Prljavo Kazalište/Idoli | Metallica Negativ Prljavo Kazalište/Idoli | Metallica Negativ Prljavo Kazalište/Idoli | Metallica Negativ Prljavo Kazalište/Idoli | Metallica Negativ Prljavo Kazalište/Idoli | Metallica Negativ Prljavo Kazalište/Idoli | Metallica Negativ Prljavo Kazalište/Idoli | Metallica Negativ Prljavo Kazalište/Idoli | Metallica Negativ Prljavo Kazalište/Idoli | Metallica Negativ Prljavo Kazalište/Idoli | Metallica Negativ Prljavo Kazalište/Idoli | Metallica Negativ Prljavo Kazalište/Idoli | Metallica Negativ Prljavo Kazalište/Idoli | Metallica Negativ Prljavo Kazalište/Idoli | Metallica Negativ Prljavo Kazalište/Idoli | Metallica Negativ Prljavo Kazalište/Idoli | Metallica Negativ Prljavo Kazalište/Idoli | Metallica Negativ Prljavo Kazalište/Idoli | Metallica Negativ Prljavo Kazalište/Idoli | Metallica Negativ Prljavo Kazalište/Idoli | Metallica Negativ Prljavo Kazalište/Idoli | Metallica Negativ Prljavo Kazalište/Idoli | Metallica Negativ Prljavo Kazalište/Idoli | Metallica Negativ Prljavo Kazalište/Idoli | Metallica Negativ Prljavo Kazalište/Idoli | Metallica Negativ Prljavo Kazalište/Idoli | Metallica Negativ Prljavo Kazalište/Idoli | Metallica Negativ Prljavo Kazalište/Idoli | Metallica Negativ Prljavo Kazalište/Idoli | Metallica Negativ Prljavo Kazalište/Idoli | Metallica Negativ Prljavo Kazalište/Idoli | Metallica Negativ Prljavo Kazalište/Idoli | Metallica Negativ Prljavo Kazalište/Idoli | Metallica Negativ Prljavo Kazalište/Idoli | Metallica Negativ Prljavo Kazalište/Idoli | Metallica Negativ Prljavo Kazalište/Idoli | Metallica Negativ Prljavo Kazalište/Idoli | Metallica Negativ Prljavo Kazalište/Idoli | Metallica Negativ Prljavo Kazalište/Idoli | Metallica Negativ Prljavo Kazalište/Idoli | Metallica Negativ Prljavo Kazalište/Idoli | Metallica Negativ Prljavo Kazalište/Idoli | Metallica Negativ Prljavo Kazalište/Idoli | Metallica Negativ Prljavo Kazalište/Idoli | Metallica Negativ Prljavo Kazalište/Idoli | Metallica Negativ Prljavo Kazalište/Idoli | Metallica Negativ Prljavo Kazalište/Idoli | Metallica Negativ Prljavo Kazalište/Idoli | Metallica Negativ Prljavo Kazalište/Idoli | Metallica Negativ Prljavo Kazalište/Idoli | Metallica Negativ Prljavo Kazalište/Idoli | Metallica Negativ Prljavo Kazalište/Idoli | Metallica Negativ Prljavo Kazalište/Idoli | Metallica Negativ Prljavo Kazalište/Idoli | Metallica Negativ Prljavo Kazalište/Idoli | Metallica Negativ Prljavo Kazalište/Idoli | Metallica Negativ Prljavo Kazalište/Idoli | Metallica Negativ Prljavo Kazalište/Idoli | Metallica Negativ Prljavo Kazalište/Idoli | Metallica Negativ Prljavo Kazalište/Idoli | Metallica Negativ Prljavo Kazalište/Idoli | Metallica Negativ Prljavo Kazalište/Idoli | Metallica Negativ Prljavo Kazalište/Idoli | Metallica Negativ Prljavo Kazalište/Idoli | Metallica Negativ Prljavo Kazalište/Idoli | Metallica Negativ Prljavo Kazalište/Idoli | Metallica Negativ Prljavo Kazalište/Idoli | Metallica Negativ Prljavo Kazalište/Idoli | Metallica Negativ Prljavo Kazalište/Idoli | Metallica Negativ Prljavo Kazalište/Idoli | Metallica Negativ Prljavo Kazalište/Idoli | Metallica Negativ Prljavo Kazalište/Idoli | Metallica Negativ Prljavo Kazalište/Idoli | Metallica Negativ Prljavo Kazalište/Idoli | Metallica Negativ Prljavo Kazalište/Idoli | Metallica Negativ Prljavo Kazalište/Idoli | Metallica Negativ Prljavo Kazalište/Idoli | Metallica Negativ Prljavo Kazalište/Idoli | Metallica Negativ Prljavo Kazalište/Idoli | Metallica Negativ Prljavo Kazalište/Idoli | Metallica Negativ Prljavo Kazalište/Idoli | Metallica Negativ Prljavo Kazalište/Idoli | Metallica Negativ Prljavo Kazalište/Idoli | Metallica Negativ Prljavo Kazalište/Idoli | Metallica Negativ Prljavo Kazalište/Idoli | Metallica Negativ Prljavo Kazalište/Idoli | passa / nominato con Igor Cukrov  | passa / nominato con Igor Cukrov  | passa / nominato con Igor Cukrov  | passa / nominato con Igor Cukrov  | passa / nominato con Igor Cukrov  | passa / nominato con Igor Cukrov  | passa / nominato con Igor Cukrov  | passa / nominato con Igor Cukrov  | passa / nominato con Igor Cukrov  | passa / nominato con Igor Cukrov  | passa / nominato con Igor Cukrov  | passa / nominato con Igor Cukrov  | passa / nominato con Igor Cukrov  | passa / nominato con Igor Cukrov  | passa / nominato con Igor Cukrov  | passa / nominato con Igor Cukrov  | passa / nominato con Igor Cukrov  | passa / nominato con Igor Cukrov  | passa / nominato con Igor Cukrov  | passa / nominato con Igor Cukrov  | passa / nominato con Igor Cukrov  | passa / nominato con Igor Cukrov  | passa / nominato con Igor Cukrov  | passa / nominato con Igor Cukrov  | passa / nominato con Igor Cukrov  | passa / nominato con Igor Cukrov  | passa / nominato con Igor Cukrov  | passa / nominato con Igor Cukrov  | passa / nominato con Igor Cukrov  | passa / nominato con Igor Cukrov  | passa / nominato con Igor Cukrov  | passa / nominato con Igor Cukrov  | passa / nominato con Igor Cukrov  | passa / nominato con Igor Cukrov  | passa / nominato con Igor Cukrov  | passa / nominato con Igor Cukrov  | passa / nominato con Igor Cukrov  | passa / nominato con Igor Cukrov  | passa / nominato con Igor Cukrov  | passa / nominato con Igor Cukrov  | passa / nominato con Igor Cukrov  | passa / nominato con Igor Cukrov  | passa / nominato con Igor Cukrov  | passa / nominato con Igor Cukrov  | passa / nominato con Igor Cukrov  | passa / nominato con Igor Cukrov  | passa / nominato con Igor Cukrov  | passa / nominato con Igor Cukrov  | passa / nominato con Igor Cukrov  | passa / nominato con Igor Cukrov  | passa / nominato con Igor Cukrov  | passa / nominato con Igor Cukrov  | passa / nominato con Igor Cukrov  | passa / nominato con Igor Cukrov  | passa / nominato con Igor Cukrov  | passa / nominato con Igor Cukrov  | passa / nominato con Igor Cukrov  | passa / nominato con Igor Cukrov  | passa / nominato con Igor Cukrov  | passa / nominato con Igor Cukrov  | passa / nominato con Igor Cukrov  | passa / nominato con Igor Cukrov  | passa / nominato con Igor Cukrov  | passa / nominato con Igor Cukrov  | passa / nominato con Igor Cukrov  | passa / nominato con Igor Cukrov  | passa / nominato con Igor Cukrov  | passa / nominato con Igor Cukrov  | passa / nominato con Igor Cukrov  | passa / nominato con Igor Cukrov  | passa / nominato con Igor Cukrov  | passa / nominato con Igor Cukrov  | passa / nominato con Igor Cukrov  | passa / nominato con Igor Cukrov  | passa / nominato con Igor Cukrov  | passa / nominato con Igor Cukrov  | passa / nominato con Igor Cukrov  | passa / nominato con Igor Cukrov  | passa / nominato con Igor Cukrov  | passa / nominato con Igor Cukrov  | passa / nominato con Igor Cukrov  | passa / nominato con Igor Cukrov  | passa / nominato con Igor Cukrov  | passa / nominato con Igor Cukrov  | passa / nominato con Igor Cukrov  | passa / nominato con Igor Cukrov  | passa / nominato con Igor Cukrov  | passa / nominato con Igor Cukrov  | passa / nominato con Igor Cukrov  | passa / nominato con Igor Cukrov  | passa / nominato con Igor Cukrov  | passa / nominato con Igor Cukrov  | passa / nominato con Igor Cukrov  | passa / nominato con Igor Cukrov  | passa / nominato con Igor Cukrov  | passa / nominato con Igor Cukrov  | passa / nominato con Igor Cukrov  | passa / nominato con Igor Cukrov  | passa / nominato con Igor Cukrov  | passa / nominato con Igor Cukrov  |
| 13         | 13         | 13         | 13         | 13         | 13         | 13         | 13         | 13         | 13         | 13         | 13         | 13         | 13         | 13         | 13         | 13         | 13         | 13         | 13         | 13         | 13         | 13         | 13         | 13         | 13         | 13         | 13         | 13         | 13         | 13         | 13         | 13         | 13         | 13         | 13         | 13         | 13         | 13         | 13         | 13         | 13         | 13         | 13         | 13         | 13         | 13         | 13         | 13         | 13         | 13         | 13         | 13         | 13         | 13         | 13         | 13         | 13         | 13         | 13         | 13         | 13         | 13         | 13         | 13         | 13         | 13         | 13         | 13         | 13         | 13         | 13         | 13         | 13         | 13         | 13         | 13         | 13         | 13         | 13         | 13         | 13         | 13         | 13         | 13         | 13         | 13         | 13         | 13         | 13         | Godine prolaze With or without you                                   | Godine prolaze With or without you                                   | Godine prolaze With or without you                                   | Godine prolaze With or without you                                   | Godine prolaze With or without you                                   | Godine prolaze With or without you                                   | Godine prolaze With or without you                                   | Godine prolaze With or without you                                   | Godine prolaze With or without you                                   | Godine prolaze With or without you                                   | Godine prolaze With or without you                                   | Godine prolaze With or without you                                   | Godine prolaze With or without you                                   | Godine prolaze With or without you                                   | Godine prolaze With or without you                                   | Godine prolaze With or without you                                   | Godine prolaze With or without you                                   | Godine prolaze With or without you                                   | Godine prolaze With or without you                                   | Godine prolaze With or without you                                   | Godine prolaze With or without you                                   | Godine prolaze With or without you                                   | Godine prolaze With or without you                                   | Godine prolaze With or without you                                   | Godine prolaze With or without you                                   | Godine prolaze With or without you                                   | Godine prolaze With or without you                                   | Godine prolaze With or without you                                   | Godine prolaze With or without you                                   | Godine prolaze With or without you                                   | Godine prolaze With or without you                                   | Godine prolaze With or without you                                   | Godine prolaze With or without you                                   | Godine prolaze With or without you                                   | Godine prolaze With or without you                                   | Godine prolaze With or without you                                   | Godine prolaze With or without you                                   | Godine prolaze With or without you                                   | Godine prolaze With or without you                                   | Godine prolaze With or without you                                   | Godine prolaze With or without you                                   | Godine prolaze With or without you                                   | Godine prolaze With or without you                                   | Godine prolaze With or without you                                   | Godine prolaze With or without you                                   | Godine prolaze With or without you                                   | Godine prolaze With or without you                                   | Godine prolaze With or without you                                   | Godine prolaze With or without you                                   | Godine prolaze With or without you                                   | Godine prolaze With or without you                                   | Godine prolaze With or without you                                   | Godine prolaze With or without you                                   | Godine prolaze With or without you                                   | Godine prolaze With or without you                                   | Godine prolaze With or without you                                   | Godine prolaze With or without you                                   | Godine prolaze With or without you                                   | Godine prolaze With or without you                                   | Godine prolaze With or without you                                   | Godine prolaze With or without you                                   | Godine prolaze With or without you                                   | Godine prolaze With or without you                                   | Godine prolaze With or without you                                   | Godine prolaze With or without you                                   | Godine prolaze With or without you                                   | Godine prolaze With or without you                                   | Godine prolaze With or without you                                   | Godine prolaze With or without you                                   | Godine prolaze With or without you                                   | Godine prolaze With or without you                                   | Godine prolaze With or without you                                   | Godine prolaze With or without you                                   | Godine prolaze With or without you                                   | Godine prolaze With or without you                                   | Godine prolaze With or without you                                   | Godine prolaze With or without you                                   | Godine prolaze With or without you                                   | Godine prolaze With or without you                                   | Godine prolaze With or without you                                   | Godine prolaze With or without you                                   | Godine prolaze With or without you                                   | Godine prolaze With or without you                                   | Godine prolaze With or without you                                   | Godine prolaze With or without you                                   | Godine prolaze With or without you                                   | Godine prolaze With or without you                                   | Godine prolaze With or without you                                   | Godine prolaze With or without you                                   | Godine prolaze With or without you                                   | Godine prolaze With or without you                                   | Godine prolaze With or without you                                   | Godine prolaze With or without you                                   | Godine prolaze With or without you                                   | Godine prolaze With or without you                                   | Godine prolaze With or without you                                   | Godine prolaze With or without you                                   | Godine prolaze With or without you                                   | Godine prolaze With or without you                                   | Godine prolaze With or without you                                   | da solo duetto con Igor Cukrov                                                 | da solo duetto con Igor Cukrov                                                 | da solo duetto con Igor Cukrov                                                 | da solo duetto con Igor Cukrov                                                 | da solo duetto con Igor Cukrov                                                 | da solo duetto con Igor Cukrov                                                 | da solo duetto con Igor Cukrov                                                 | da solo duetto con Igor Cukrov                                                 | da solo duetto con Igor Cukrov                                                 | da solo duetto con Igor Cukrov                                                 | da solo duetto con Igor Cukrov                                                 | da solo duetto con Igor Cukrov                                                 | da solo duetto con Igor Cukrov                                                 | da solo duetto con Igor Cukrov                                                 | da solo duetto con Igor Cukrov                                                 | da solo duetto con Igor Cukrov                                                 | da solo duetto con Igor Cukrov                                                 | da solo duetto con Igor Cukrov                                                 | da solo duetto con Igor Cukrov                                                 | da solo duetto con Igor Cukrov                                                 | da solo duetto con Igor Cukrov                                                 | da solo duetto con Igor Cukrov                                                 | da solo duetto con Igor Cukrov                                                 | da solo duetto con Igor Cukrov                                                 | da solo duetto con Igor Cukrov                                                 | da solo duetto con Igor Cukrov                                                 | da solo duetto con Igor Cukrov                                                 | da solo duetto con Igor Cukrov                                                 | da solo duetto con Igor Cukrov                                                 | da solo duetto con Igor Cukrov                                                 | da solo duetto con Igor Cukrov                                                 | da solo duetto con Igor Cukrov                                                 | da solo duetto con Igor Cukrov                                                 | da solo duetto con Igor Cukrov                                                 | da solo duetto con Igor Cukrov                                                 | da solo duetto con Igor Cukrov                                                 | da solo duetto con Igor Cukrov                                                 | da solo duetto con Igor Cukrov                                                 | da solo duetto con Igor Cukrov                                                 | da solo duetto con Igor Cukrov                                                 | da solo duetto con Igor Cukrov                                                 | da solo duetto con Igor Cukrov                                                 | da solo duetto con Igor Cukrov                                                 | da solo duetto con Igor Cukrov                                                 | da solo duetto con Igor Cukrov                                                 | da solo duetto con Igor Cukrov                                                 | da solo duetto con Igor Cukrov                                                 | da solo duetto con Igor Cukrov                                                 | da solo duetto con Igor Cukrov                                                 | da solo duetto con Igor Cukrov                                                 | da solo duetto con Igor Cukrov                                                 | da solo duetto con Igor Cukrov                                                 | da solo duetto con Igor Cukrov                                                 | da solo duetto con Igor Cukrov                                                 | da solo duetto con Igor Cukrov                                                 | da solo duetto con Igor Cukrov                                                 | da solo duetto con Igor Cukrov                                                 | da solo duetto con Igor Cukrov                                                 | da solo duetto con Igor Cukrov                                                 | da solo duetto con Igor Cukrov                                                 | da solo duetto con Igor Cukrov                                                 | da solo duetto con Igor Cukrov                                                 | da solo duetto con Igor Cukrov                                                 | da solo duetto con Igor Cukrov                                                 | da solo duetto con Igor Cukrov                                                 | da solo duetto con Igor Cukrov                                                 | da solo duetto con Igor Cukrov                                                 | da solo duetto con Igor Cukrov                                                 | da solo duetto con Igor Cukrov                                                 | da solo duetto con Igor Cukrov                                                 | da solo duetto con Igor Cukrov                                                 | da solo duetto con Igor Cukrov                                                 | da solo duetto con Igor Cukrov                                                 | da solo duetto con Igor Cukrov                                                 | da solo duetto con Igor Cukrov                                                 | da solo duetto con Igor Cukrov                                                 | da solo duetto con Igor Cukrov                                                 | da solo duetto con Igor Cukrov                                                 | da solo duetto con Igor Cukrov                                                 | da solo duetto con Igor Cukrov                                                 | da solo duetto con Igor Cukrov                                                 | da solo duetto con Igor Cukrov                                                 | da solo duetto con Igor Cukrov                                                 | da solo duetto con Igor Cukrov                                                 | da solo duetto con Igor Cukrov                                                 | da solo duetto con Igor Cukrov                                                 | da solo duetto con Igor Cukrov                                                 | da solo duetto con Igor Cukrov                                                 | da solo duetto con Igor Cukrov                                                 | da solo duetto con Igor Cukrov                                                 | da solo duetto con Igor Cukrov                                                 | da solo duetto con Igor Cukrov                                                 | da solo duetto con Igor Cukrov                                                 | da solo duetto con Igor Cukrov                                                 | da solo duetto con Igor Cukrov                                                 | da solo duetto con Igor Cukrov                                                 | da solo duetto con Igor Cukrov                                                 | da solo duetto con Igor Cukrov                                                 | da solo duetto con Igor Cukrov                                                 | da solo duetto con Igor Cukrov                                                 | da solo duetto con Igor Cukrov                                                 | da solo duetto con Igor Cukrov                                                 | da solo duetto con Igor Cukrov                                                 | da solo duetto con Igor Cukrov                                                 | da solo duetto con Igor Cukrov                                                 | da solo duetto con Igor Cukrov                                                 | da solo duetto con Igor Cukrov                                                 | da solo duetto con Igor Cukrov                                                 | da solo duetto con Igor Cukrov                                                 | da solo duetto con Igor Cukrov                                                 | da solo duetto con Igor Cukrov                                                 | da solo duetto con Igor Cukrov                                                 | da solo duetto con Igor Cukrov                                                 | da solo duetto con Igor Cukrov                                                 | da solo duetto con Igor Cukrov                                                 | da solo duetto con Igor Cukrov                                                 | da solo duetto con Igor Cukrov                                                 | da solo duetto con Igor Cukrov                                                 | da solo duetto con Igor Cukrov                                                 | da solo duetto con Igor Cukrov                                                 | da solo duetto con Igor Cukrov                                                 | da solo duetto con Igor Cukrov                                                 | da solo duetto con Igor Cukrov                                                 | da solo duetto con Igor Cukrov                                                 | da solo duetto con Igor Cukrov                                                 | da solo duetto con Igor Cukrov                                                 | da solo duetto con Igor Cukrov                                                 | da solo duetto con Igor Cukrov                                                 | da solo duetto con Igor Cukrov                                                 | da solo duetto con Igor Cukrov                                                 | Parni valjak U2                           | Parni valjak U2                           | Parni valjak U2                           | Parni valjak U2                           | Parni valjak U2                           | Parni valjak U2                           | Parni valjak U2                           | Parni valjak U2                           | Parni valjak U2                           | Parni valjak U2                           | Parni valjak U2                           | Parni valjak U2                           | Parni valjak U2                           | Parni valjak U2                           | Parni valjak U2                           | Parni valjak U2                           | Parni valjak U2                           | Parni valjak U2                           | Parni valjak U2                           | Parni valjak U2                           | Parni valjak U2                           | Parni valjak U2                           | Parni valjak U2                           | Parni valjak U2                           | Parni valjak U2                           | Parni valjak U2                           | Parni valjak U2                           | Parni valjak U2                           | Parni valjak U2                           | Parni valjak U2                           | Parni valjak U2                           | Parni valjak U2                           | Parni valjak U2                           | Parni valjak U2                           | Parni valjak U2                           | Parni valjak U2                           | Parni valjak U2                           | Parni valjak U2                           | Parni valjak U2                           | Parni valjak U2                           | Parni valjak U2                           | Parni valjak U2                           | Parni valjak U2                           | Parni valjak U2                           | Parni valjak U2                           | Parni valjak U2                           | Parni valjak U2                           | Parni valjak U2                           | Parni valjak U2                           | Parni valjak U2                           | Parni valjak U2                           | Parni valjak U2                           | Parni valjak U2                           | Parni valjak U2                           | Parni valjak U2                           | Parni valjak U2                           | Parni valjak U2                           | Parni valjak U2                           | Parni valjak U2                           | Parni valjak U2                           | Parni valjak U2                           | Parni valjak U2                           | Parni valjak U2                           | Parni valjak U2                           | Parni valjak U2                           | Parni valjak U2                           | Parni valjak U2                           | Parni valjak U2                           | Parni valjak U2                           | Parni valjak U2                           | Parni valjak U2                           | Parni valjak U2                           | Parni valjak U2                           | Parni valjak U2                           | Parni valjak U2                           | Parni valjak U2                           | Parni valjak U2                           | Parni valjak U2                           | Parni valjak U2                           | Parni valjak U2                           | Parni valjak U2                           | Parni valjak U2                           | Parni valjak U2                           | Parni valjak U2                           | Parni valjak U2                           | Parni valjak U2                           | Parni valjak U2                           | Parni valjak U2                           | Parni valjak U2                           | Parni valjak U2                           | Parni valjak U2                           | Parni valjak U2                           | Parni valjak U2                           | Parni valjak U2                           | Parni valjak U2                           | Parni valjak U2                           | Parni valjak U2                           | Parni valjak U2                           | Parni valjak U2                           | Parni valjak U2                           | passa                             | passa                             | passa                             | passa                             | passa                             | passa                             | passa                             | passa                             | passa                             | passa                             | passa                             | passa                             | passa                             | passa                             | passa                             | passa                             | passa                             | passa                             | passa                             | passa                             | passa                             | passa                             | passa                             | passa                             | passa                             | passa                             | passa                             | passa                             | passa                             | passa                             | passa                             | passa                             | passa                             | passa                             | passa                             | passa                             | passa                             | passa                             | passa                             | passa                             | passa                             | passa                             | passa                             | passa                             | passa                             | passa                             | passa                             | passa                             | passa                             | passa                             | passa                             | passa                             | passa                             | passa                             | passa                             | passa                             | passa                             | passa                             | passa                             | passa                             | passa                             | passa                             | passa                             | passa                             | passa                             | passa                             | passa                             | passa                             | passa                             | passa                             | passa                             | passa                             | passa                             | passa                             | passa                             | passa                             | passa                             | passa                             | passa                             | passa                             | passa                             | passa                             | passa                             | passa                             | passa                             | passa                             | passa                             | passa                             | passa                             | passa                             | passa                             | passa                             | passa                             | passa                             | passa                             | passa                             | passa                             | passa                             | passa                             | passa                             |
| Semifinale | Semifinale | Semifinale | Semifinale | Semifinale | Semifinale | Semifinale | Semifinale | Semifinale | Semifinale | Semifinale | Semifinale | Semifinale | Semifinale | Semifinale | Semifinale | Semifinale | Semifinale | Semifinale | Semifinale | Semifinale | Semifinale | Semifinale | Semifinale | Semifinale | Semifinale | Semifinale | Semifinale | Semifinale | Semifinale | Semifinale | Semifinale | Semifinale | Semifinale | Semifinale | Semifinale | Semifinale | Semifinale | Semifinale | Semifinale | Semifinale | Semifinale | Semifinale | Semifinale | Semifinale | Semifinale | Semifinale | Semifinale | Semifinale | Semifinale | Semifinale | Semifinale | Semifinale | Semifinale | Semifinale | Semifinale | Semifinale | Semifinale | Semifinale | Semifinale | Semifinale | Semifinale | Semifinale | Semifinale | Semifinale | Semifinale | Semifinale | Semifinale | Semifinale | Semifinale | Semifinale | Semifinale | Semifinale | Semifinale | Semifinale | Semifinale | Semifinale | Semifinale | Semifinale | Semifinale | Semifinale | Semifinale | Semifinale | Semifinale | Semifinale | Semifinale | Semifinale | Semifinale | Semifinale | Semifinale | Ugasi me Angels                                                      | Ugasi me Angels                                                      | Ugasi me Angels                                                      | Ugasi me Angels                                                      | Ugasi me Angels                                                      | Ugasi me Angels                                                      | Ugasi me Angels                                                      | Ugasi me Angels                                                      | Ugasi me Angels                                                      | Ugasi me Angels                                                      | Ugasi me Angels                                                      | Ugasi me Angels                                                      | Ugasi me Angels                                                      | Ugasi me Angels                                                      | Ugasi me Angels                                                      | Ugasi me Angels                                                      | Ugasi me Angels                                                      | Ugasi me Angels                                                      | Ugasi me Angels                                                      | Ugasi me Angels                                                      | Ugasi me Angels                                                      | Ugasi me Angels                                                      | Ugasi me Angels                                                      | Ugasi me Angels                                                      | Ugasi me Angels                                                      | Ugasi me Angels                                                      | Ugasi me Angels                                                      | Ugasi me Angels                                                      | Ugasi me Angels                                                      | Ugasi me Angels                                                      | Ugasi me Angels                                                      | Ugasi me Angels                                                      | Ugasi me Angels                                                      | Ugasi me Angels                                                      | Ugasi me Angels                                                      | Ugasi me Angels                                                      | Ugasi me Angels                                                      | Ugasi me Angels                                                      | Ugasi me Angels                                                      | Ugasi me Angels                                                      | Ugasi me Angels                                                      | Ugasi me Angels                                                      | Ugasi me Angels                                                      | Ugasi me Angels                                                      | Ugasi me Angels                                                      | Ugasi me Angels                                                      | Ugasi me Angels                                                      | Ugasi me Angels                                                      | Ugasi me Angels                                                      | Ugasi me Angels                                                      | Ugasi me Angels                                                      | Ugasi me Angels                                                      | Ugasi me Angels                                                      | Ugasi me Angels                                                      | Ugasi me Angels                                                      | Ugasi me Angels                                                      | Ugasi me Angels                                                      | Ugasi me Angels                                                      | Ugasi me Angels                                                      | Ugasi me Angels                                                      | Ugasi me Angels                                                      | Ugasi me Angels                                                      | Ugasi me Angels                                                      | Ugasi me Angels                                                      | Ugasi me Angels                                                      | Ugasi me Angels                                                      | Ugasi me Angels                                                      | Ugasi me Angels                                                      | Ugasi me Angels                                                      | Ugasi me Angels                                                      | Ugasi me Angels                                                      | Ugasi me Angels                                                      | Ugasi me Angels                                                      | Ugasi me Angels                                                      | Ugasi me Angels                                                      | Ugasi me Angels                                                      | Ugasi me Angels                                                      | Ugasi me Angels                                                      | Ugasi me Angels                                                      | Ugasi me Angels                                                      | Ugasi me Angels                                                      | Ugasi me Angels                                                      | Ugasi me Angels                                                      | Ugasi me Angels                                                      | Ugasi me Angels                                                      | Ugasi me Angels                                                      | Ugasi me Angels                                                      | Ugasi me Angels                                                      | Ugasi me Angels                                                      | Ugasi me Angels                                                      | Ugasi me Angels                                                      | Ugasi me Angels                                                      | Ugasi me Angels                                                      | Ugasi me Angels                                                      | Ugasi me Angels                                                      | Ugasi me Angels                                                      | Ugasi me Angels                                                      | Ugasi me Angels                                                      | Ugasi me Angels                                                      | Ugasi me Angels                                                      | duetto Aki Rahimovski da solo                                                  | duetto Aki Rahimovski da solo                                                  | duetto Aki Rahimovski da solo                                                  | duetto Aki Rahimovski da solo                                                  | duetto Aki Rahimovski da solo                                                  | duetto Aki Rahimovski da solo                                                  | duetto Aki Rahimovski da solo                                                  | duetto Aki Rahimovski da solo                                                  | duetto Aki Rahimovski da solo                                                  | duetto Aki Rahimovski da solo                                                  | duetto Aki Rahimovski da solo                                                  | duetto Aki Rahimovski da solo                                                  | duetto Aki Rahimovski da solo                                                  | duetto Aki Rahimovski da solo                                                  | duetto Aki Rahimovski da solo                                                  | duetto Aki Rahimovski da solo                                                  | duetto Aki Rahimovski da solo                                                  | duetto Aki Rahimovski da solo                                                  | duetto Aki Rahimovski da solo                                                  | duetto Aki Rahimovski da solo                                                  | duetto Aki Rahimovski da solo                                                  | duetto Aki Rahimovski da solo                                                  | duetto Aki Rahimovski da solo                                                  | duetto Aki Rahimovski da solo                                                  | duetto Aki Rahimovski da solo                                                  | duetto Aki Rahimovski da solo                                                  | duetto Aki Rahimovski da solo                                                  | duetto Aki Rahimovski da solo                                                  | duetto Aki Rahimovski da solo                                                  | duetto Aki Rahimovski da solo                                                  | duetto Aki Rahimovski da solo                                                  | duetto Aki Rahimovski da solo                                                  | duetto Aki Rahimovski da solo                                                  | duetto Aki Rahimovski da solo                                                  | duetto Aki Rahimovski da solo                                                  | duetto Aki Rahimovski da solo                                                  | duetto Aki Rahimovski da solo                                                  | duetto Aki Rahimovski da solo                                                  | duetto Aki Rahimovski da solo                                                  | duetto Aki Rahimovski da solo                                                  | duetto Aki Rahimovski da solo                                                  | duetto Aki Rahimovski da solo                                                  | duetto Aki Rahimovski da solo                                                  | duetto Aki Rahimovski da solo                                                  | duetto Aki Rahimovski da solo                                                  | duetto Aki Rahimovski da solo                                                  | duetto Aki Rahimovski da solo                                                  | duetto Aki Rahimovski da solo                                                  | duetto Aki Rahimovski da solo                                                  | duetto Aki Rahimovski da solo                                                  | duetto Aki Rahimovski da solo                                                  | duetto Aki Rahimovski da solo                                                  | duetto Aki Rahimovski da solo                                                  | duetto Aki Rahimovski da solo                                                  | duetto Aki Rahimovski da solo                                                  | duetto Aki Rahimovski da solo                                                  | duetto Aki Rahimovski da solo                                                  | duetto Aki Rahimovski da solo                                                  | duetto Aki Rahimovski da solo                                                  | duetto Aki Rahimovski da solo                                                  | duetto Aki Rahimovski da solo                                                  | duetto Aki Rahimovski da solo                                                  | duetto Aki Rahimovski da solo                                                  | duetto Aki Rahimovski da solo                                                  | duetto Aki Rahimovski da solo                                                  | duetto Aki Rahimovski da solo                                                  | duetto Aki Rahimovski da solo                                                  | duetto Aki Rahimovski da solo                                                  | duetto Aki Rahimovski da solo                                                  | duetto Aki Rahimovski da solo                                                  | duetto Aki Rahimovski da solo                                                  | duetto Aki Rahimovski da solo                                                  | duetto Aki Rahimovski da solo                                                  | duetto Aki Rahimovski da solo                                                  | duetto Aki Rahimovski da solo                                                  | duetto Aki Rahimovski da solo                                                  | duetto Aki Rahimovski da solo                                                  | duetto Aki Rahimovski da solo                                                  | duetto Aki Rahimovski da solo                                                  | duetto Aki Rahimovski da solo                                                  | duetto Aki Rahimovski da solo                                                  | duetto Aki Rahimovski da solo                                                  | duetto Aki Rahimovski da solo                                                  | duetto Aki Rahimovski da solo                                                  | duetto Aki Rahimovski da solo                                                  | duetto Aki Rahimovski da solo                                                  | duetto Aki Rahimovski da solo                                                  | duetto Aki Rahimovski da solo                                                  | duetto Aki Rahimovski da solo                                                  | duetto Aki Rahimovski da solo                                                  | duetto Aki Rahimovski da solo                                                  | duetto Aki Rahimovski da solo                                                  | duetto Aki Rahimovski da solo                                                  | duetto Aki Rahimovski da solo                                                  | duetto Aki Rahimovski da solo                                                  | duetto Aki Rahimovski da solo                                                  | duetto Aki Rahimovski da solo                                                  | duetto Aki Rahimovski da solo                                                  | duetto Aki Rahimovski da solo                                                  | duetto Aki Rahimovski da solo                                                  | duetto Aki Rahimovski da solo                                                  | duetto Aki Rahimovski da solo                                                  | duetto Aki Rahimovski da solo                                                  | duetto Aki Rahimovski da solo                                                  | duetto Aki Rahimovski da solo                                                  | duetto Aki Rahimovski da solo                                                  | duetto Aki Rahimovski da solo                                                  | duetto Aki Rahimovski da solo                                                  | duetto Aki Rahimovski da solo                                                  | duetto Aki Rahimovski da solo                                                  | duetto Aki Rahimovski da solo                                                  | duetto Aki Rahimovski da solo                                                  | duetto Aki Rahimovski da solo                                                  | duetto Aki Rahimovski da solo                                                  | duetto Aki Rahimovski da solo                                                  | duetto Aki Rahimovski da solo                                                  | duetto Aki Rahimovski da solo                                                  | duetto Aki Rahimovski da solo                                                  | duetto Aki Rahimovski da solo                                                  | duetto Aki Rahimovski da solo                                                  | duetto Aki Rahimovski da solo                                                  | duetto Aki Rahimovski da solo                                                  | duetto Aki Rahimovski da solo                                                  | duetto Aki Rahimovski da solo                                                  | duetto Aki Rahimovski da solo                                                  | duetto Aki Rahimovski da solo                                                  | duetto Aki Rahimovski da solo                                                  | duetto Aki Rahimovski da solo                                                  | duetto Aki Rahimovski da solo                                                  | duetto Aki Rahimovski da solo                                                  | Parni valjak Robbie Williams              | Parni valjak Robbie Williams              | Parni valjak Robbie Williams              | Parni valjak Robbie Williams              | Parni valjak Robbie Williams              | Parni valjak Robbie Williams              | Parni valjak Robbie Williams              | Parni valjak Robbie Williams              | Parni valjak Robbie Williams              | Parni valjak Robbie Williams              | Parni valjak Robbie Williams              | Parni valjak Robbie Williams              | Parni valjak Robbie Williams              | Parni valjak Robbie Williams              | Parni valjak Robbie Williams              | Parni valjak Robbie Williams              | Parni valjak Robbie Williams              | Parni valjak Robbie Williams              | Parni valjak Robbie Williams              | Parni valjak Robbie Williams              | Parni valjak Robbie Williams              | Parni valjak Robbie Williams              | Parni valjak Robbie Williams              | Parni valjak Robbie Williams              | Parni valjak Robbie Williams              | Parni valjak Robbie Williams              | Parni valjak Robbie Williams              | Parni valjak Robbie Williams              | Parni valjak Robbie Williams              | Parni valjak Robbie Williams              | Parni valjak Robbie Williams              | Parni valjak Robbie Williams              | Parni valjak Robbie Williams              | Parni valjak Robbie Williams              | Parni valjak Robbie Williams              | Parni valjak Robbie Williams              | Parni valjak Robbie Williams              | Parni valjak Robbie Williams              | Parni valjak Robbie Williams              | Parni valjak Robbie Williams              | Parni valjak Robbie Williams              | Parni valjak Robbie Williams              | Parni valjak Robbie Williams              | Parni valjak Robbie Williams              | Parni valjak Robbie Williams              | Parni valjak Robbie Williams              | Parni valjak Robbie Williams              | Parni valjak Robbie Williams              | Parni valjak Robbie Williams              | Parni valjak Robbie Williams              | Parni valjak Robbie Williams              | Parni valjak Robbie Williams              | Parni valjak Robbie Williams              | Parni valjak Robbie Williams              | Parni valjak Robbie Williams              | Parni valjak Robbie Williams              | Parni valjak Robbie Williams              | Parni valjak Robbie Williams              | Parni valjak Robbie Williams              | Parni valjak Robbie Williams              | Parni valjak Robbie Williams              | Parni valjak Robbie Williams              | Parni valjak Robbie Williams              | Parni valjak Robbie Williams              | Parni valjak Robbie Williams              | Parni valjak Robbie Williams              | Parni valjak Robbie Williams              | Parni valjak Robbie Williams              | Parni valjak Robbie Williams              | Parni valjak Robbie Williams              | Parni valjak Robbie Williams              | Parni valjak Robbie Williams              | Parni valjak Robbie Williams              | Parni valjak Robbie Williams              | Parni valjak Robbie Williams              | Parni valjak Robbie Williams              | Parni valjak Robbie Williams              | Parni valjak Robbie Williams              | Parni valjak Robbie Williams              | Parni valjak Robbie Williams              | Parni valjak Robbie Williams              | Parni valjak Robbie Williams              | Parni valjak Robbie Williams              | Parni valjak Robbie Williams              | Parni valjak Robbie Williams              | Parni valjak Robbie Williams              | Parni valjak Robbie Williams              | Parni valjak Robbie Williams              | Parni valjak Robbie Williams              | Parni valjak Robbie Williams              | Parni valjak Robbie Williams              | Parni valjak Robbie Williams              | Parni valjak Robbie Williams              | Parni valjak Robbie Williams              | Parni valjak Robbie Williams              | Parni valjak Robbie Williams              | Parni valjak Robbie Williams              | Parni valjak Robbie Williams              | Parni valjak Robbie Williams              | Parni valjak Robbie Williams              | passa alla finale a 2             | passa alla finale a 2             | passa alla finale a 2             | passa alla finale a 2             | passa alla finale a 2             | passa alla finale a 2             | passa alla finale a 2             | passa alla finale a 2             | passa alla finale a 2             | passa alla finale a 2             | passa alla finale a 2             | passa alla finale a 2             | passa alla finale a 2             | passa alla finale a 2             | passa alla finale a 2             | passa alla finale a 2             | passa alla finale a 2             | passa alla finale a 2             | passa alla finale a 2             | passa alla finale a 2             | passa alla finale a 2             | passa alla finale a 2             | passa alla finale a 2             | passa alla finale a 2             | passa alla finale a 2             | passa alla finale a 2             | passa alla finale a 2             | passa alla finale a 2             | passa alla finale a 2             | passa alla finale a 2             | passa alla finale a 2             | passa alla finale a 2             | passa alla finale a 2             | passa alla finale a 2             | passa alla finale a 2             | passa alla finale a 2             | passa alla finale a 2             | passa alla finale a 2             | passa alla finale a 2             | passa alla finale a 2             | passa alla finale a 2             | passa alla finale a 2             | passa alla finale a 2             | passa alla finale a 2             | passa alla finale a 2             | passa alla finale a 2             | passa alla finale a 2             | passa alla finale a 2             | passa alla finale a 2             | passa alla finale a 2             | passa alla finale a 2             | passa alla finale a 2             | passa alla finale a 2             | passa alla finale a 2             | passa alla finale a 2             | passa alla finale a 2             | passa alla finale a 2             | passa alla finale a 2             | passa alla finale a 2             | passa alla finale a 2             | passa alla finale a 2             | passa alla finale a 2             | passa alla finale a 2             | passa alla finale a 2             | passa alla finale a 2             | passa alla finale a 2             | passa alla finale a 2             | passa alla finale a 2             | passa alla finale a 2             | passa alla finale a 2             | passa alla finale a 2             | passa alla finale a 2             | passa alla finale a 2             | passa alla finale a 2             | passa alla finale a 2             | passa alla finale a 2             | passa alla finale a 2             | passa alla finale a 2             | passa alla finale a 2             | passa alla finale a 2             | passa alla finale a 2             | passa alla finale a 2             | passa alla finale a 2             | passa alla finale a 2             | passa alla finale a 2             | passa alla finale a 2             | passa alla finale a 2             | passa alla finale a 2             | passa alla finale a 2             | passa alla finale a 2             | passa alla finale a 2             | passa alla finale a 2             | passa alla finale a 2             | passa alla finale a 2             | passa alla finale a 2             | passa alla finale a 2             | passa alla finale a 2             | passa alla finale a 2             | passa alla finale a 2             | passa alla finale a 2             |
| Finale     | Finale     | Finale     | Finale     | Finale     | Finale     | Finale     | Finale     | Finale     | Finale     | Finale     | Finale     | Finale     | Finale     | Finale     | Finale     | Finale     | Finale     | Finale     | Finale     | Finale     | Finale     | Finale     | Finale     | Finale     | Finale     | Finale     | Finale     | Finale     | Finale     | Finale     | Finale     | Finale     | Finale     | Finale     | Finale     | Finale     | Finale     | Finale     | Finale     | Finale     | Finale     | Finale     | Finale     | Finale     | Finale     | Finale     | Finale     | Finale     | Finale     | Finale     | Finale     | Finale     | Finale     | Finale     | Finale     | Finale     | Finale     | Finale     | Finale     | Finale     | Finale     | Finale     | Finale     | Finale     | Finale     | Finale     | Finale     | Finale     | Finale     | Finale     | Finale     | Finale     | Finale     | Finale     | Finale     | Finale     | Finale     | Finale     | Finale     | Finale     | Finale     | Finale     | Finale     | Finale     | Finale     | Finale     | Finale     | Finale     | Finale     | Live and let die Easy More Than Words Highway To Hell                | Live and let die Easy More Than Words Highway To Hell                | Live and let die Easy More Than Words Highway To Hell                | Live and let die Easy More Than Words Highway To Hell                | Live and let die Easy More Than Words Highway To Hell                | Live and let die Easy More Than Words Highway To Hell                | Live and let die Easy More Than Words Highway To Hell                | Live and let die Easy More Than Words Highway To Hell                | Live and let die Easy More Than Words Highway To Hell                | Live and let die Easy More Than Words Highway To Hell                | Live and let die Easy More Than Words Highway To Hell                | Live and let die Easy More Than Words Highway To Hell                | Live and let die Easy More Than Words Highway To Hell                | Live and let die Easy More Than Words Highway To Hell                | Live and let die Easy More Than Words Highway To Hell                | Live and let die Easy More Than Words Highway To Hell                | Live and let die Easy More Than Words Highway To Hell                | Live and let die Easy More Than Words Highway To Hell                | Live and let die Easy More Than Words Highway To Hell                | Live and let die Easy More Than Words Highway To Hell                | Live and let die Easy More Than Words Highway To Hell                | Live and let die Easy More Than Words Highway To Hell                | Live and let die Easy More Than Words Highway To Hell                | Live and let die Easy More Than Words Highway To Hell                | Live and let die Easy More Than Words Highway To Hell                | Live and let die Easy More Than Words Highway To Hell                | Live and let die Easy More Than Words Highway To Hell                | Live and let die Easy More Than Words Highway To Hell                | Live and let die Easy More Than Words Highway To Hell                | Live and let die Easy More Than Words Highway To Hell                | Live and let die Easy More Than Words Highway To Hell                | Live and let die Easy More Than Words Highway To Hell                | Live and let die Easy More Than Words Highway To Hell                | Live and let die Easy More Than Words Highway To Hell                | Live and let die Easy More Than Words Highway To Hell                | Live and let die Easy More Than Words Highway To Hell                | Live and let die Easy More Than Words Highway To Hell                | Live and let die Easy More Than Words Highway To Hell                | Live and let die Easy More Than Words Highway To Hell                | Live and let die Easy More Than Words Highway To Hell                | Live and let die Easy More Than Words Highway To Hell                | Live and let die Easy More Than Words Highway To Hell                | Live and let die Easy More Than Words Highway To Hell                | Live and let die Easy More Than Words Highway To Hell                | Live and let die Easy More Than Words Highway To Hell                | Live and let die Easy More Than Words Highway To Hell                | Live and let die Easy More Than Words Highway To Hell                | Live and let die Easy More Than Words Highway To Hell                | Live and let die Easy More Than Words Highway To Hell                | Live and let die Easy More Than Words Highway To Hell                | Live and let die Easy More Than Words Highway To Hell                | Live and let die Easy More Than Words Highway To Hell                | Live and let die Easy More Than Words Highway To Hell                | Live and let die Easy More Than Words Highway To Hell                | Live and let die Easy More Than Words Highway To Hell                | Live and let die Easy More Than Words Highway To Hell                | Live and let die Easy More Than Words Highway To Hell                | Live and let die Easy More Than Words Highway To Hell                | Live and let die Easy More Than Words Highway To Hell                | Live and let die Easy More Than Words Highway To Hell                | Live and let die Easy More Than Words Highway To Hell                | Live and let die Easy More Than Words Highway To Hell                | Live and let die Easy More Than Words Highway To Hell                | Live and let die Easy More Than Words Highway To Hell                | Live and let die Easy More Than Words Highway To Hell                | Live and let die Easy More Than Words Highway To Hell                | Live and let die Easy More Than Words Highway To Hell                | Live and let die Easy More Than Words Highway To Hell                | Live and let die Easy More Than Words Highway To Hell                | Live and let die Easy More Than Words Highway To Hell                | Live and let die Easy More Than Words Highway To Hell                | Live and let die Easy More Than Words Highway To Hell                | Live and let die Easy More Than Words Highway To Hell                | Live and let die Easy More Than Words Highway To Hell                | Live and let die Easy More Than Words Highway To Hell                | Live and let die Easy More Than Words Highway To Hell                | Live and let die Easy More Than Words Highway To Hell                | Live and let die Easy More Than Words Highway To Hell                | Live and let die Easy More Than Words Highway To Hell                | Live and let die Easy More Than Words Highway To Hell                | Live and let die Easy More Than Words Highway To Hell                | Live and let die Easy More Than Words Highway To Hell                | Live and let die Easy More Than Words Highway To Hell                | Live and let die Easy More Than Words Highway To Hell                | Live and let die Easy More Than Words Highway To Hell                | Live and let die Easy More Than Words Highway To Hell                | Live and let die Easy More Than Words Highway To Hell                | Live and let die Easy More Than Words Highway To Hell                | Live and let die Easy More Than Words Highway To Hell                | Live and let die Easy More Than Words Highway To Hell                | Live and let die Easy More Than Words Highway To Hell                | Live and let die Easy More Than Words Highway To Hell                | Live and let die Easy More Than Words Highway To Hell                | Live and let die Easy More Than Words Highway To Hell                | Live and let die Easy More Than Words Highway To Hell                | Live and let die Easy More Than Words Highway To Hell                | Live and let die Easy More Than Words Highway To Hell                | Live and let die Easy More Than Words Highway To Hell                | Live and let die Easy More Than Words Highway To Hell                | Live and let die Easy More Than Words Highway To Hell                | Tutti i finalisti da solo                                                      | Tutti i finalisti da solo                                                      | Tutti i finalisti da solo                                                      | Tutti i finalisti da solo                                                      | Tutti i finalisti da solo                                                      | Tutti i finalisti da solo                                                      | Tutti i finalisti da solo                                                      | Tutti i finalisti da solo                                                      | Tutti i finalisti da solo                                                      | Tutti i finalisti da solo                                                      | Tutti i finalisti da solo                                                      | Tutti i finalisti da solo                                                      | Tutti i finalisti da solo                                                      | Tutti i finalisti da solo                                                      | Tutti i finalisti da solo                                                      | Tutti i finalisti da solo                                                      | Tutti i finalisti da solo                                                      | Tutti i finalisti da solo                                                      | Tutti i finalisti da solo                                                      | Tutti i finalisti da solo                                                      | Tutti i finalisti da solo                                                      | Tutti i finalisti da solo                                                      | Tutti i finalisti da solo                                                      | Tutti i finalisti da solo                                                      | Tutti i finalisti da solo                                                      | Tutti i finalisti da solo                                                      | Tutti i finalisti da solo                                                      | Tutti i finalisti da solo                                                      | Tutti i finalisti da solo                                                      | Tutti i finalisti da solo                                                      | Tutti i finalisti da solo                                                      | Tutti i finalisti da solo                                                      | Tutti i finalisti da solo                                                      | Tutti i finalisti da solo                                                      | Tutti i finalisti da solo                                                      | Tutti i finalisti da solo                                                      | Tutti i finalisti da solo                                                      | Tutti i finalisti da solo                                                      | Tutti i finalisti da solo                                                      | Tutti i finalisti da solo                                                      | Tutti i finalisti da solo                                                      | Tutti i finalisti da solo                                                      | Tutti i finalisti da solo                                                      | Tutti i finalisti da solo                                                      | Tutti i finalisti da solo                                                      | Tutti i finalisti da solo                                                      | Tutti i finalisti da solo                                                      | Tutti i finalisti da solo                                                      | Tutti i finalisti da solo                                                      | Tutti i finalisti da solo                                                      | Tutti i finalisti da solo                                                      | Tutti i finalisti da solo                                                      | Tutti i finalisti da solo                                                      | Tutti i finalisti da solo                                                      | Tutti i finalisti da solo                                                      | Tutti i finalisti da solo                                                      | Tutti i finalisti da solo                                                      | Tutti i finalisti da solo                                                      | Tutti i finalisti da solo                                                      | Tutti i finalisti da solo                                                      | Tutti i finalisti da solo                                                      | Tutti i finalisti da solo                                                      | Tutti i finalisti da solo                                                      | Tutti i finalisti da solo                                                      | Tutti i finalisti da solo                                                      | Tutti i finalisti da solo                                                      | Tutti i finalisti da solo                                                      | Tutti i finalisti da solo                                                      | Tutti i finalisti da solo                                                      | Tutti i finalisti da solo                                                      | Tutti i finalisti da solo                                                      | Tutti i finalisti da solo                                                      | Tutti i finalisti da solo                                                      | Tutti i finalisti da solo                                                      | Tutti i finalisti da solo                                                      | Tutti i finalisti da solo                                                      | Tutti i finalisti da solo                                                      | Tutti i finalisti da solo                                                      | Tutti i finalisti da solo                                                      | Tutti i finalisti da solo                                                      | Tutti i finalisti da solo                                                      | Tutti i finalisti da solo                                                      | Tutti i finalisti da solo                                                      | Tutti i finalisti da solo                                                      | Tutti i finalisti da solo                                                      | Tutti i finalisti da solo                                                      | Tutti i finalisti da solo                                                      | Tutti i finalisti da solo                                                      | Tutti i finalisti da solo                                                      | Tutti i finalisti da solo                                                      | Tutti i finalisti da solo                                                      | Tutti i finalisti da solo                                                      | Tutti i finalisti da solo                                                      | Tutti i finalisti da solo                                                      | Tutti i finalisti da solo                                                      | Tutti i finalisti da solo                                                      | Tutti i finalisti da solo                                                      | Tutti i finalisti da solo                                                      | Tutti i finalisti da solo                                                      | Tutti i finalisti da solo                                                      | Tutti i finalisti da solo                                                      | Tutti i finalisti da solo                                                      | Tutti i finalisti da solo                                                      | Tutti i finalisti da solo                                                      | Tutti i finalisti da solo                                                      | Tutti i finalisti da solo                                                      | Tutti i finalisti da solo                                                      | Tutti i finalisti da solo                                                      | Tutti i finalisti da solo                                                      | Tutti i finalisti da solo                                                      | Tutti i finalisti da solo                                                      | Tutti i finalisti da solo                                                      | Tutti i finalisti da solo                                                      | Tutti i finalisti da solo                                                      | Tutti i finalisti da solo                                                      | Tutti i finalisti da solo                                                      | Tutti i finalisti da solo                                                      | Tutti i finalisti da solo                                                      | Tutti i finalisti da solo                                                      | Tutti i finalisti da solo                                                      | Tutti i finalisti da solo                                                      | Tutti i finalisti da solo                                                      | Tutti i finalisti da solo                                                      | Tutti i finalisti da solo                                                      | Tutti i finalisti da solo                                                      | Tutti i finalisti da solo                                                      | Tutti i finalisti da solo                                                      | Tutti i finalisti da solo                                                      | Tutti i finalisti da solo                                                      | Tutti i finalisti da solo                                                      | Guns N' Roses Commodores Extreme AC/DC    | Guns N' Roses Commodores Extreme AC/DC    | Guns N' Roses Commodores Extreme AC/DC    | Guns N' Roses Commodores Extreme AC/DC    | Guns N' Roses Commodores Extreme AC/DC    | Guns N' Roses Commodores Extreme AC/DC    | Guns N' Roses Commodores Extreme AC/DC    | Guns N' Roses Commodores Extreme AC/DC    | Guns N' Roses Commodores Extreme AC/DC    | Guns N' Roses Commodores Extreme AC/DC    | Guns N' Roses Commodores Extreme AC/DC    | Guns N' Roses Commodores Extreme AC/DC    | Guns N' Roses Commodores Extreme AC/DC    | Guns N' Roses Commodores Extreme AC/DC    | Guns N' Roses Commodores Extreme AC/DC    | Guns N' Roses Commodores Extreme AC/DC    | Guns N' Roses Commodores Extreme AC/DC    | Guns N' Roses Commodores Extreme AC/DC    | Guns N' Roses Commodores Extreme AC/DC    | Guns N' Roses Commodores Extreme AC/DC    | Guns N' Roses Commodores Extreme AC/DC    | Guns N' Roses Commodores Extreme AC/DC    | Guns N' Roses Commodores Extreme AC/DC    | Guns N' Roses Commodores Extreme AC/DC    | Guns N' Roses Commodores Extreme AC/DC    | Guns N' Roses Commodores Extreme AC/DC    | Guns N' Roses Commodores Extreme AC/DC    | Guns N' Roses Commodores Extreme AC/DC    | Guns N' Roses Commodores Extreme AC/DC    | Guns N' Roses Commodores Extreme AC/DC    | Guns N' Roses Commodores Extreme AC/DC    | Guns N' Roses Commodores Extreme AC/DC    | Guns N' Roses Commodores Extreme AC/DC    | Guns N' Roses Commodores Extreme AC/DC    | Guns N' Roses Commodores Extreme AC/DC    | Guns N' Roses Commodores Extreme AC/DC    | Guns N' Roses Commodores Extreme AC/DC    | Guns N' Roses Commodores Extreme AC/DC    | Guns N' Roses Commodores Extreme AC/DC    | Guns N' Roses Commodores Extreme AC/DC    | Guns N' Roses Commodores Extreme AC/DC    | Guns N' Roses Commodores Extreme AC/DC    | Guns N' Roses Commodores Extreme AC/DC    | Guns N' Roses Commodores Extreme AC/DC    | Guns N' Roses Commodores Extreme AC/DC    | Guns N' Roses Commodores Extreme AC/DC    | Guns N' Roses Commodores Extreme AC/DC    | Guns N' Roses Commodores Extreme AC/DC    | Guns N' Roses Commodores Extreme AC/DC    | Guns N' Roses Commodores Extreme AC/DC    | Guns N' Roses Commodores Extreme AC/DC    | Guns N' Roses Commodores Extreme AC/DC    | Guns N' Roses Commodores Extreme AC/DC    | Guns N' Roses Commodores Extreme AC/DC    | Guns N' Roses Commodores Extreme AC/DC    | Guns N' Roses Commodores Extreme AC/DC    | Guns N' Roses Commodores Extreme AC/DC    | Guns N' Roses Commodores Extreme AC/DC    | Guns N' Roses Commodores Extreme AC/DC    | Guns N' Roses Commodores Extreme AC/DC    | Guns N' Roses Commodores Extreme AC/DC    | Guns N' Roses Commodores Extreme AC/DC    | Guns N' Roses Commodores Extreme AC/DC    | Guns N' Roses Commodores Extreme AC/DC    | Guns N' Roses Commodores Extreme AC/DC    | Guns N' Roses Commodores Extreme AC/DC    | Guns N' Roses Commodores Extreme AC/DC    | Guns N' Roses Commodores Extreme AC/DC    | Guns N' Roses Commodores Extreme AC/DC    | Guns N' Roses Commodores Extreme AC/DC    | Guns N' Roses Commodores Extreme AC/DC    | Guns N' Roses Commodores Extreme AC/DC    | Guns N' Roses Commodores Extreme AC/DC    | Guns N' Roses Commodores Extreme AC/DC    | Guns N' Roses Commodores Extreme AC/DC    | Guns N' Roses Commodores Extreme AC/DC    | Guns N' Roses Commodores Extreme AC/DC    | Guns N' Roses Commodores Extreme AC/DC    | Guns N' Roses Commodores Extreme AC/DC    | Guns N' Roses Commodores Extreme AC/DC    | Guns N' Roses Commodores Extreme AC/DC    | Guns N' Roses Commodores Extreme AC/DC    | Guns N' Roses Commodores Extreme AC/DC    | Guns N' Roses Commodores Extreme AC/DC    | Guns N' Roses Commodores Extreme AC/DC    | Guns N' Roses Commodores Extreme AC/DC    | Guns N' Roses Commodores Extreme AC/DC    | Guns N' Roses Commodores Extreme AC/DC    | Guns N' Roses Commodores Extreme AC/DC    | Guns N' Roses Commodores Extreme AC/DC    | Guns N' Roses Commodores Extreme AC/DC    | Guns N' Roses Commodores Extreme AC/DC    | Guns N' Roses Commodores Extreme AC/DC    | Guns N' Roses Commodores Extreme AC/DC    | Guns N' Roses Commodores Extreme AC/DC    | Guns N' Roses Commodores Extreme AC/DC    | Guns N' Roses Commodores Extreme AC/DC    | Guns N' Roses Commodores Extreme AC/DC    | Guns N' Roses Commodores Extreme AC/DC    | Guns N' Roses Commodores Extreme AC/DC    | si qualifica 2º                   | si qualifica 2º                   | si qualifica 2º                   | si qualifica 2º                   | si qualifica 2º                   | si qualifica 2º                   | si qualifica 2º                   | si qualifica 2º                   | si qualifica 2º                   | si qualifica 2º                   | si qualifica 2º                   | si qualifica 2º                   | si qualifica 2º                   | si qualifica 2º                   | si qualifica 2º                   | si qualifica 2º                   | si qualifica 2º                   | si qualifica 2º                   | si qualifica 2º                   | si qualifica 2º                   | si qualifica 2º                   | si qualifica 2º                   | si qualifica 2º                   | si qualifica 2º                   | si qualifica 2º                   | si qualifica 2º                   | si qualifica 2º                   | si qualifica 2º                   | si qualifica 2º                   | si qualifica 2º                   | si qualifica 2º                   | si qualifica 2º                   | si qualifica 2º                   | si qualifica 2º                   | si qualifica 2º                   | si qualifica 2º                   | si qualifica 2º                   | si qualifica 2º                   | si qualifica 2º                   | si qualifica 2º                   | si qualifica 2º                   | si qualifica 2º                   | si qualifica 2º                   | si qualifica 2º                   | si qualifica 2º                   | si qualifica 2º                   | si qualifica 2º                   | si qualifica 2º                   | si qualifica 2º                   | si qualifica 2º                   | si qualifica 2º                   | si qualifica 2º                   | si qualifica 2º                   | si qualifica 2º                   | si qualifica 2º                   | si qualifica 2º                   | si qualifica 2º                   | si qualifica 2º                   | si qualifica 2º                   | si qualifica 2º                   | si qualifica 2º                   | si qualifica 2º                   | si qualifica 2º                   | si qualifica 2º                   | si qualifica 2º                   | si qualifica 2º                   | si qualifica 2º                   | si qualifica 2º                   | si qualifica 2º                   | si qualifica 2º                   | si qualifica 2º                   | si qualifica 2º                   | si qualifica 2º                   | si qualifica 2º                   | si qualifica 2º                   | si qualifica 2º                   | si qualifica 2º                   | si qualifica 2º                   | si qualifica 2º                   | si qualifica 2º                   | si qualifica 2º                   | si qualifica 2º                   | si qualifica 2º                   | si qualifica 2º                   | si qualifica 2º                   | si qualifica 2º                   | si qualifica 2º                   | si qualifica 2º                   | si qualifica 2º                   | si qualifica 2º                   | si qualifica 2º                   | si qualifica 2º                   | si qualifica 2º                   | si qualifica 2º                   | si qualifica 2º                   | si qualifica 2º                   | si qualifica 2º                   | si qualifica 2º                   | si qualifica 2º                   | si qualifica 2º                   |

## Dopo OT
Dopo l'OT, Vukašin divenne membro del "OT Bend" insieme con altri tre partecipanti Operacija Trijumf (Nikola Paunovic, Nikola Saric e Đorđe Gogov).
Il 23 febbraio 2009 Vukašin, tra gli altri membri del "OT Bend" e Sonja Bakić, hanno fatto da open band a James Blunt al suo concerto di Belgrado.
"OT Bend" è entrato nella "Beovizija 2009" l'ESC serbo per rappresentare la Serbia all'ESC con il brano "Blagoslov za Kraj", scritto da E.Owen, S. Vukomanovic ed E. Botric. Ma si classificarono secondi. Il 19 aprile e il 20 maggio 2009, Vukašin, insieme ad altri partecipanti Operacija Trijumf, hanno tenuto due concerti a Sava Centar di Belgrado di fronte a 10000 persone. Ha eseguito canzoni della "OT Bend" e numerosi successi nazionali ed internazionali. Durante l'estate del 2009, i primi concorrenti di Operacija Trijumf hanno fatto un tour in Montenegro. Il converto top del tour è stato il concerto di Podgorica di fronte alla stadio pieno chiamato ("Stadion malih Sportova"). Al festival estivo della musica "Sunčane skale 2009" a Herceg Novi, la prima notte chiamata "premi Principe" ("Prinčeve nagrade"), OT Bend ha vinto il premio "svolta dell'anno". Il 12 luglio del 2009, a Belgrado Arena, OT Bend, a fianco di Ana Bebić, hanno eseguito la cerimonia di chiusura del 25 ° Universiadi estive, che ha riunito 8200 partecipanti di 145 paesi nella capitale della Serbia. Gli ex studenti di Operacija Trijumf anche tenuto numerosi concerti in diverse città della Serbia. Uno dei più notato è quello di OT Bend e Ana Bebić alla città piazza principale di Uzice, di fronte a circa 10000 persone. "Addio concerto Operacija Trijumf" in Sava Centar, Belgrado, è stato lasciato per la fine dell'anno. In questo modo, gli studenti hanno avuto la possibilità di dire addio alle apparizioni del gruppo sotto il nome - Operacija Trijumf e segnò l'inizio della loro carriera separati. Insieme Artistico del Ministero della Difesa "Stanislav Binicki", sotto il conduttore Vojkan Borisavljević, ha tenuto un concerto denominato "Mamma mia" in "Dom sindikata" a Belgrado, dove si sono esibiti colpi dalla band svedese ABBA. OT Bend, accanto a Maja Odžaklijevska, Nada Pavlović, Tijana Dapcevic, Jelena Jovičić, Milena Vasić, Dejan Lutkić e Marinko Madzgalj eseguito il backup vocale, con il patrocinio dell'Ambasciata di Svezia in Serbia. Ospite d'eccezione è stato prima donna di Belgrado Opera, Jadranka Jovanović.

## Eurovision song contest 2010
L'11 gennaio 2010 ha reso noto che Vukašin Brajić, con la canzone "Thunder and Lightning" scritta da Edin-Dino Saran, rappresenterebbe la Bosnia-Erzegovina a Eurovision Song Contest 2010 a Oslo, in Norvegia, la quale passò la semifinale classificandosi 8º con 59 punti e arrivando in finale classificandosi 17º con 51 punti.

## Dopo Eurovision
Nel 2013 pubblicò il videoclip "Mogli smo sve". Nel video si vede un locale famoso di Belgrado, Čorba Kafe e la stazione di Belgrado.
Nel 2014 pubblicò il videoclip "Na usnama" (sulle tue labbra), canzone composta dal bassista Damir Mojsin presente nel video e nel video della canzone precedente con il chitarrista dei Alogia Srđan Branković.
Il 1º luglio del 2015 ha fatto da open band al concerto di Anastacia a Belgrado al Kombank Arena.
Nel dicembre 2018 a distanza di tre anni dalla mondo della musica, pubblica il singolo Kad ljubav se gasi (Quando l'amore se ne va).

## Discografia
Con Affect
- Read from my eyes (Nista vise ne ostaje english version)
- Witness
- For the God
- Grey city
- Advertsing sins
- Awaken dreams
- Nista vise ne ostaje
- How long
- Come on Jenna // Ajde jano)
- Married by pain

Con la OT Bend
- 2009 Blagoslav za kraj (per la rappresentanza della Serbia all'Eurovision Song Contest a Mosca)
- 2009 Zaboravi ft. Karolina Gočeva
- 2009 Strpi se jos malo (cover serbo-bosniaca di Patience dei Take That)

Solista
- 2010 Munja i grom // Thunder and lightning (canzone bosniaca per l'Eurovision Song Contest ad Oslo)
- 2010 Od svega umoran ft. Alogia (gruppo musicale)
- 2011 Sam protiv vremena (per la rappresentanza della Serbia all'Eurovision Song Contest a Düsseldorf)
- 2013 Mogli smo sve
- 2014 Na usnama
- 2018 Kad ljubav se gasi